# Conspiración golpista de 1936

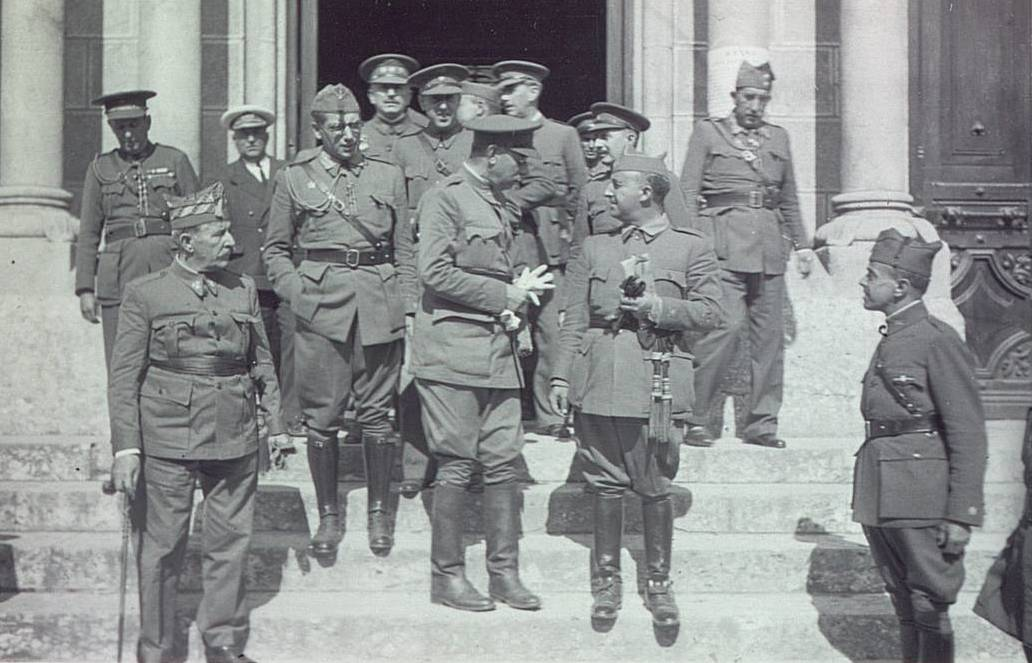
El general Mola y el general Franco junto con otros generales sublevados. Palacio de Capitanía General (Burgos). Fecha desconocida. Aunque existió una trama civil integrada por las derechas antirrepublicanas, la conspiración que desembocó en el golpe de Estado en España de julio de 1936 fue protagonizada por una parte del Ejército. El plan militar y político de la sublevación fue elaborado por el general Mola, «El Director». Aunque fue informado por Mola, el general Franco solo se sumó a última hora a la sublevación.

La conspiración golpista de 1936 fue la trama insurreccional que condujo al golpe de Estado de julio de 1936, el cual dio inicio a la guerra civil española. Aunque cuenta con antecedentes anteriores a febrero de 1936, la conspiración comenzó tras conocerse el triunfo del Frente Popular en las elecciones. Desde el primer momento estuvo protagonizada por una parte del Ejército, aunque contaba con una trama civil de apoyo y aliento integrada por los monárquicos alfonsinos, los carlistas y los fascistas de Falange Española de las JONS, a la que también se acabó sumando la «accidentalista» CEDA. Su objetivo era derrocar el gobierno del Frente Popular y, con este, el sistema parlamentario, e instaurar en su lugar una dictadura militar.
Según Julio Aróstegui, «la sublevación fue una iniciativa y un movimiento militar que, no obstante, como siempre ocurre, contó con apoyos, connivencias e incitaciones procedentes del mundo civil, y no solo de sus instancias políticas», con lo que descarta que la sublevación fuera un «movimiento cívico-militar» (término que fue utilizado con frecuencia por el bando sublevado y en la Carta colectiva de los obispos españoles con motivo de la guerra en España). Otros historiadores coinciden con la tesis de Aróstegui. Eduardo González Calleja afirma: «Fue el Ejército, o al menos una parte de él, quien acabó tomando la iniciativa y aglutinando en su seno las diferentes vías conspirativas militares y los proyectos insurreccionales civiles, que hubieron de plegarse a un plan subversivo y de reorganización del Estado formulado bajo parámetros casi exclusivamente castrenses, que en principio no iban mucho más allá de la organización de una dictadura militar en un régimen temporal de excepción». «En la primavera de 1936 el Ejército no aceptó otra dirección política que la suya misma», insiste Aróstegui. Así pues, como afirma Francisco Alía Miranda, «la conspiración no fue, en su origen, una empresa de partidos políticos, de organizaciones civiles o grupos de presión, conjurados para un asalto al poder utilizando como instrumento a las Fuerzas Armadas». Gabriele Ranzato sostiene una posición similar: «Mola y los demás, si bien confiaban en una acción de apoyo de sus militantes [de los partidos de derechas] en el momento crucial, no pensaron en implicarlos en lo más mínimo en la conspiración, que debía concretarse como una operación dirigida exclusivamente por el ejército, y a la  que seguiría, en caso de éxito, un régimen, más o menos provisional, de carácter esencialmente militar. Esto no quiere decir que los líderes de la derecha ignoraran las tramas golpistas».
Es cierto que los conspiradores militares mantuvieron contactos, «más o menos estrechos y continuados», con los grupos políticos de derechas no republicanos ―la Comunión Tradicionalista, Falange Española de las JONS, CEDA, Renovación Española y Acción Española, al menos―, pero la organización civil propuesta inicialmente por «El Director» del golpe, el general Mola, que iría paralela a la organización militar, nunca llegó a existir como tal, aunque hubo dos grupos políticos, Falange Española de las JONS y Comunión Tradicionalista, que aportaron sus milicias, pero siempre subordinadas al mando militar. Este hecho ha sido subrayado por José Luis Rodríguez Jiménez: «los militares coincidían en muchos planteamientos con las directrices de los partidos de la derecha pero no se pusieron al servicio de ninguna organización o programa concreto; no estaban vinculados directamente a las organizaciones de la derecha radical y mucho menos aún al fascismo. Creían firmemente que solo ellos podían resolver "la situación", es decir, salvaguardar los intereses conservadores y restaurar la "ley y el orden", impedir la desintegración nacional y combatir una supuesta revolución social inminente de signo comunista provocada por agentes exteriores».
En cuanto a lo que pretendían llevar a cabo los sublevados cuando se hubieran hecho con el poder nunca estuvo del todo claro, pues entre ellos «no había unidad de criterio sobre los objetivos constructivos del golpe». Por esta razón el general Mola no quiso comprometer el sentido político de la rebelión, más allá de establecer lo que él llamó una «dictadura republicana» (su propuesta quedó plasmada en el documento «El Directorio y su obra inicial» del 5 de junio). Pero lo que sí que está claro, según Julio Aróstegui, es que lo que se planeó iba mucho más lejos del pronunciamiento clásico pues la sublevación pretendía (y acabaría consiguiendo) «detener toda obra política y social que pudiera alterar de forma significativa el orden de la propiedad, la preeminencia política, la hegemonía ideológica de la Restauración canovista, vehiculando esta pretensión a través de instrumentos políticos que rechazaban de plano el liberalismo democrático». El punto de vista de Aróstegui es compartido plenamenente por José Luis Martín Ramos.
Para Pilar Mera Costas, «la insurrección fue el resultado de un proceso complejo, formado no por una sino por varias líneas conspirativas trenzadas, lideradas por el entramado militar, pero con la colaboración, el apoyo y la connivencia de los principales grupos políticos de las derechas». Por su parte Stanley G. Payne considera que fue «una conspiración de gran envergadura, compleja y con divisiones internas, cuya maduración fue larga. Algunos jefes militares comenzaron a conspirar en cuanto se conoció la victoria electoral del Frente Popular».

## Antecedentes

### La conspiración de los monárquicos del «14 de abril» a «La Sanjurjada»
Las derechas monárquicas empezaron a conspirar contra la República desde su proclamación el 14 de abril de 1931. Lo que es objeto de debate es si el complot comenzó a gestarse ese mismo día. Alfonso Bullón de Mendoza constata que, efectivamente, en la mañana del 14 de abril se reunieron en el despacho del conde de Guadalhorce los dirigentes de la Unión Monárquica Nacional —todos ellos, como el propio conde, líder del partido, o José Calvo Sotelo o José Yanguas Messía, exministros de la dictadura de Primo de Rivera—, pero el objeto de la misma fue ofrecerse al Gobierno del almirante Juan Bautista Aznar «para fortalecer su resistencia» en su propósito de sostener la Monarquía a pesar del triunfo en las ciudades de las candidaturas republicanas en las elecciones municipales celebradas dos días antes. Acordaron proseguir la reunión por la tarde en casa del conde de Guadalhorce, pero esta, según Bullón de Mendoza, no tuvo lugar porque ya no tenía sentido en cuanto se conoció que el rey Alfonso XIII había decidido abandonar España. Sin embargo, según contó Eugenio Vegas Latapié en 1941, él mismo, el marqués de Quintanar y Ramiro de Maeztu se presentaron en casa del conde de Guadalhorce, y allí se encontraron con José Antonio Primo de Rivera, el hijo del dictador, y con significados políticos de la dictadura de Primo de Rivera, como Yanguas Messía (sobre si también estaba Calvo Sotelo el relato de Vegas Latapié es contradictorio). Allí conocieron la noticia de que el rey se expatriaba y Vegas Latapié propuso entonces «fundar una escuela de pensamiento contrarrevolucionario a la moderna, que dotara a nuestros prohombres políticos... de la fe que les faltaba y de las razones que justificaran lo que de bueno había en ese régimen secular [la Monarquía]». Bullón de Mendoza admite la posibilidad de que «los mencionados personajes, sin Calvo Sotelo, se llegasen a reunir en la casa citada».
Ángel Viñas sostiene una versión completamente diferente pues afirma que el encuentro en casa del conde de Guadalhorce fue la primera reunión conspirativa de los monárquicos, ya que allí se habló de la creación de un partido cuyo fin sería derrocar a la República que se acababa de proclamar y también se discutió del «nervio de la guerra»: las finanzas. Lo cierto fue que por temor a que se les exigieran responsabilidades por su participación en la dictadura de Primo de Rivera, la mayoría de los exministros abandonaron esa misma tarde Madrid con destino a Portugal, entre ellos Calvo Sotelo. Todos ellos serán furibundos antirrepublicanos. Para José Yanguas Messía, el 14 de abril fue un «día aciago para España» porque ese día se «consumó la gran traición a España, decretada por las logias masónicas y por el Kremlin de Moscú», con el objetivo de destruirla «en su cuerpo y en su espíritu, entregándola a las fuerzas disgregadoras y corrosivas del separatismo político y el comunismo marxista».

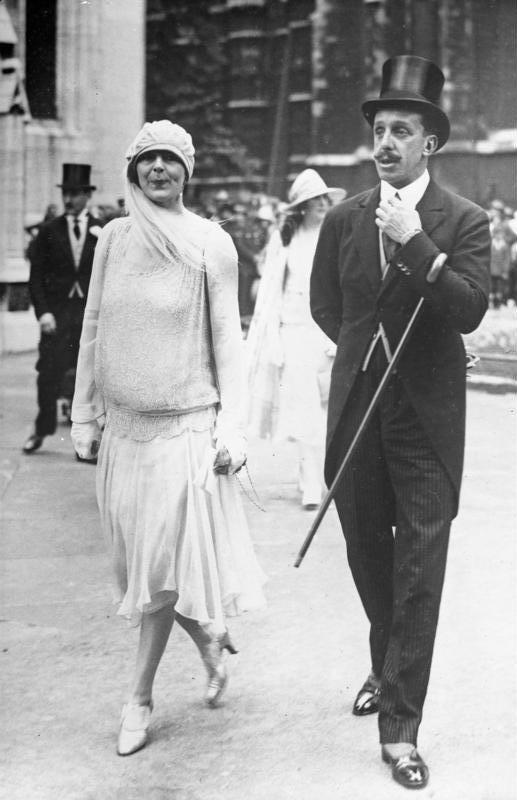
El exrey Alfonso XIII durante su exilio en Londres (1932). Fue puntualmente informado de las conspiraciones monárquicas a las que dio su apoyo (también económico). El exrey consideraba que la República estaba «inspirada y patrocinada por el comunismo, la masonería y el judaísmo».

Pocos días después Juan Ignacio Luca de Tena, director y propietario del diario monárquico ABC, viajó a Londres para consultar con el exrey Alfonso XIII la formación de un comité electoral monárquico y para informarle de las actividades de los monárquicos en España. Al mismo tiempo realizó una entrevista periodística al exrey que publicó su diario. En ella, se ofreció la imagen de un rey patriótico y sacrificado, que ponía el bien de su país por encima de las formas de gobierno y pedía a los monárquicos que se organizaran para participar en la vida pública, incluso apoyando al gobierno «en todo lo que sea defensa del orden y de la integridad de la Patria». Al final de la entrevista el diario ABC hacía una expresa declaración de principios monárquica: «ABC permanece donde estuvo siempre: con la libertad, con el orden, con la integridad de la Patria, con la Religión y con el Derecho, que es todavía decir, en España, con la Monarquía Constitucional y Parlamentaria». Esta declaración fue seguida de un llamamiento «A los monárquicos españoles» publicado en el diario el 8 de mayo en el que se pedía que los simpatizantes con la monarquía se inscribieran en el Círculo Monárquico Independiente, cuya finalidad era coordinar todas las organizaciones monárquicas de cara a las elecciones constituyentes y que acudieran el día diez a la constitución de su comité ejecutivo.
Por esas mismas fechas de principios de mayo tuvo lugar una nueva reunión de los monárquicos, en esta ocasión en el palacio del marqués de Quintanar, a la que por primera vez asistieron militares (los generales Luis Orgaz y Miguel Ponte y el comandante Heli Rolando de Tella). También acudieron el periodista Juan Pujol, director del diario filofascista Informaciones y hombre de confianza del financiero Juan March, y otros notables monárquicos como el conde de Vallellano, Julio Danvila y Santiago Fuentes Pila.
Tras la quema de conventos de los días 10-13 de mayo ―«el primer conflicto de orden público grave que hubo de enfrentar el régimen republicano»― más civiles y militares se sumaron a la conspiración como el general José Cavalcanti, el coronel José Enrique Varela o el oficial del Cuerpo Jurídico-Militar Eugenio Vegas Latapié. También se incorporó el marqués de Villores, jefe de la Comunión Tradicionalista, que falleció al año siguiente siendo sustituido por el conde de Rodezno. Fue entonces cuando «la subversión monárquica comenzó en serio» al nacer «la primera trama complotista, conectada directamente con el pronunciamiento del 10 de agosto de 1932». En poco tiempo consiguieron recaudar más de un millón y medio de pesetas. En estas tramas conspirativas los militares desempeñaban un papel subordinado pues estaban supeditados al plan político diseñado por los monárquicos, cuyo comité de dirección, encabezado por el exministro Juan de la Cierva y Peñafiel y por los generales Orgaz y Ponte, estableció su sede en la localidad vascofrancesa de San Juan de Luz, donde también fijaron su residencia muchos exiliados monárquicos y miembros de la aristocracia y de la alta burguesía opuestos a la República. Sin embargo, en el primer intento serio de golpe de Estado («La Sanjurjada» de agosto de 1932) la iniciativa fue de los militares.
Para la justificación ideológica de lo que se proponían hacer los monárquicos fundaron meses más tarde, por iniciativa de Vegas Latapié, la revista Acción Española, respaldada por una sociedad cultural del mismo nombre, que tomó como modelo l’Action Française. Su principal ideólogo fue Ramiro de Maeztu. El intelectual reaccionario José Pemartín reconoció en plena guerra civil española que el propósito de la revista fue crear «la atmósfera favorable para la acción decisiva». Un papel semejante lo desempeñó el periódico subvencionado por los monárquicos La Correspondencia Militar, que aglutinó a todos los militares descontentos y en cuyas páginas se defendió que el Ejército era «el eje férreo que sostiene el cuerpo de la nación» o «el último baluarte de una sociedad que se resquebraja», además de adular con frecuencia al general Sanjurjo, entonces director general de la Guardia Civil. La revista respondía a la cultura ultranacionalista, conservadora, y en ocasiones reaccionaria, que predominaba en el Ejército español, muy celoso en la defensa de su autonomía frente al poder civil y que se autoproclamaba leal a la «nación» ―que identificaban con sus propios valores e intereses―, pero no al Gobierno o a la República. La ambiciosa reforma militar de Manuel Azaña no consiguió «republicanizar» al Ejército, pues «dentro del cuerpo de oficiales permaneció un nutrido grupo de militares no afines al régimen, abiertamente hostiles o que fueron avanzando progresivamente hacia el rechazo, disgustados por la pérdida de su autonomía de decisión respecto al poder civil y por la sucesión de acontecimientos que consideraban un ataque a la nación», el principal el Estatuto de autonomía de Cataluña de 1932.
Los monárquicos alfonsinos buscaron la colaboración con los carlistas quienes también se estaban preparando para derribar la República ―la primera reunión conspirativa había tenido lugar el 14 de junio en Leiza donde se habían congregado los integrantes del Comité de Acción creado en París el año anterior por el pretendiente don Jaime; pocos días después se decidía la reorganización del Requeté como fuerza insurreccional y se acrecentaba el activismo violento de la Agrupación Escolar Tradicionalista (AET)―. Alcanzaron un principio de acuerdo el 12 de septiembre con el “pacto de Territet”  (por el nombre de la localidad suiza donde se firmó), según el cual ambas dinastías borbónicas colaborarían en la destrucción de la República y dejarían que unas futuras Cortes constituyentes eligieran al nuevo rey. El 2 de octubre falleció don Jaime siendo nombrado como sucesor su tío Alfonso Carlos de Borbón, quien se entrevistó con el exrey Alfonso XIII al mes siguiente. En enero de 1932 Alfonso XIII reconocía a su «amado tío» don Alfonso Carlos como «jefe de la familia» y aceptaba «aquellos principios fundamentales que en nuestro régimen tradicional se han exigido a todos los Reyes con anteposición de los derechos personales», además de aprovechar la ocasión para afirmar que la República estaba «inspirada y patrocinada por el comunismo, la masonería y el judaísmo».

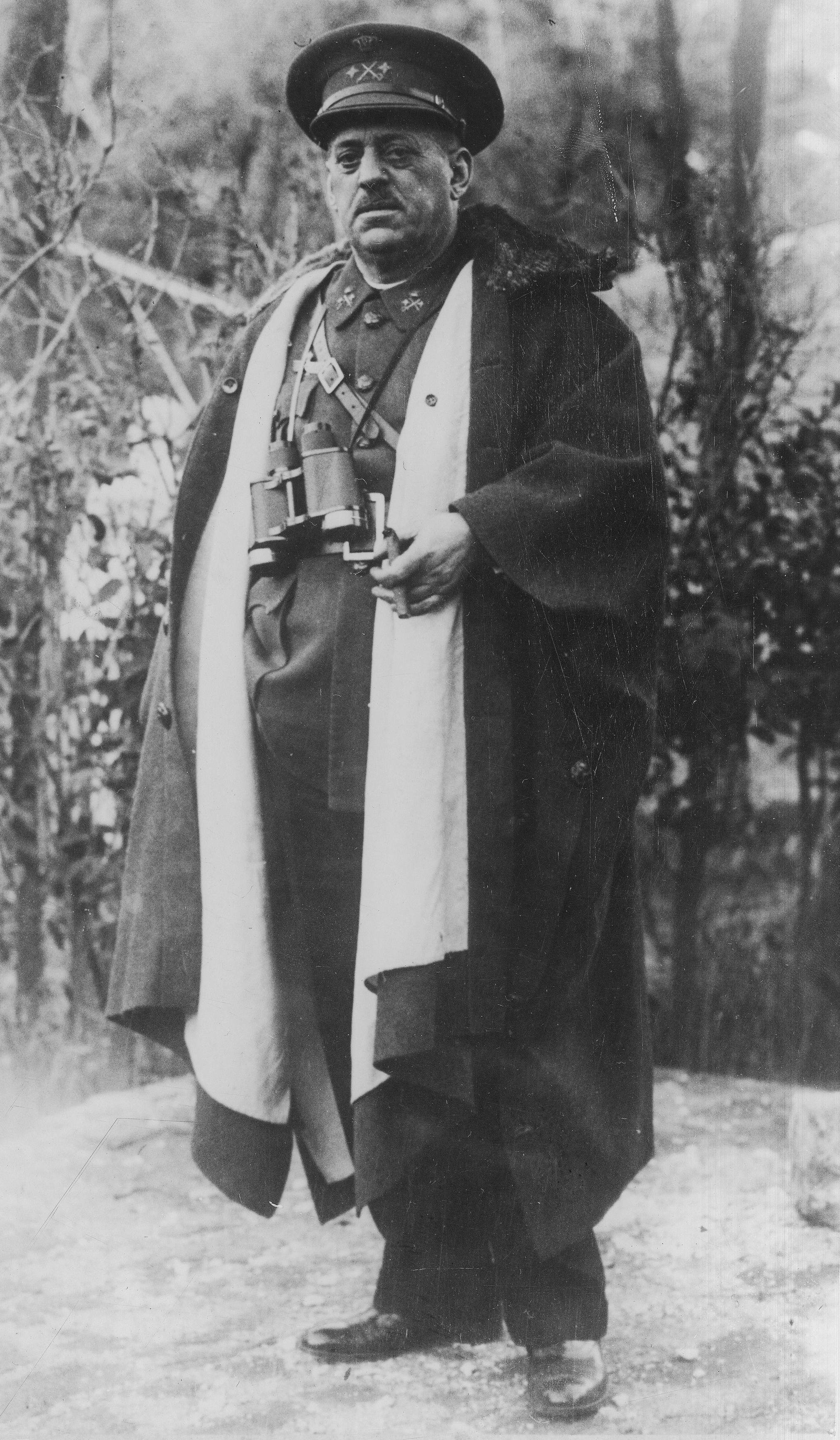
El general José Sanjurjo hacia 1930. Tras su destitución como director general de la Guardia Civil en febrero de 1932 se sumó a la conspiración monárquica. Encabezó el fracasado golpe de Estado del 10 de agosto de 1932 conocido como La Sanjurjada. Su condena a la pena de muerte fue conmutada por la de prisión y finalmente fue amnistiado por el gobierno de Alejandro Lerroux. Se exilió en Portugal y desde allí participó en la conspiración que dirigió el general Mola y cuyo relativo fracaso dio inicio a la guerra civil española. Iba encabezar el Directorio militar que se establecería tras el golpe, pero murió en accidente de aviación el 20 de julio, solo tres días después de haberse iniciado este.

Los monárquicos también buscaron apoyos en el exterior, concretamente en la Italia fascista. Aunque hubo un contacto en septiembre de 1931 ―el cónsul italiano en Sevilla informó a su gobierno de que españoles «dignos de toda confianza» le habían revelado que se estaba fraguando un movimiento militar antirrepublicano―, el primero relevante tuvo lugar en febrero de 1932 cuando el general monárquico Emilio Barrera, que desde finales de 1931 había asumido como teniente general más antiguo la presidencia de una junta militar golpista, se entrevistó con el embajador italiano en Madrid, el conde Ercole Durini Di Monza. A este el general Barrera le comunicó que el movimiento militar antirrepublicano estaba muy avanzado y que su propósito era llevar al poder a hombres que se opusieran al «bolchevismo». El segundo contacto tuvo lugar en abril en Roma a donde había viajado el aviador monárquico Juan Antonio Ansaldo. Este se entrevistó con el líder fascista Italo Balbo a quien pidió apoyo diplomático y financiero para el «alzamiento militar» que estaba preparando el general Sanjurjo, en cuyo nombre dijo hablar Ansaldo. Le pidió también el envío de doscientas ametralladoras, pero estas nunca llegaron.
Desde su destitución el 1 de febrero de 1932 como director general de la Guardia Civil (pasando a ocupar la Dirección General de Carabineros, un cargo de menor rango y sin competencias en orden público) a causa de su justificación de la brutal actuación de la Guardia Civil en los sucesos de Arnedo y de sus críticas al gobierno, el general Sanjurjo se había unido a las tramas conspirativas monárquicas. En las Cortes había habido duras intervenciones contra la Guardia Civil y también contra el propio Sanjurjo, en especial las de la diputada socialista Margarita Nelken, mientras que la derecha empezó a celebrarlo como un héroe con gritos de «¡Viva Sanjurjo!» acompañados de «¡Viva Cristo rey!» o «¡Viva España!». El inicio del debate en las Cortes del proyecto de Estatuto de Cataluña a principios de mayo dio un mayor impulso a la conjura de las derechas que se había visto reforzada con la autoridad moral que aportaba la incorporación del general Sanjurjo.
Un revés para la trama fue el cierre del periódico militarista y antirrepublicano La Correspondencia Militar y la destitución de sus puestos de tres generales en activo implicados en la conspiración como consecuencia del «incidente de Carabanchel» (en una comida de confraternización celebrada en el campamento de Carabanchel el general de división Federico Caballero García había criticado la política militar y autonomista del gobierno en su discurso, el general Rafael Villegas, más comedido, terminó su intervención con un «¡Viva España!» y no con el obligado «¡Viva la República!» y el general Manuel Goded, jefe del Estado Mayor, cerró la suya llamando a los asistentes a vitorear con un «Un viva único: ¡Viva España»; los militares republicanos presentes informaron al gobierno del desplante al régimen que habían presenciado y el presidente del gobierno y ministro de la Guerra Manuel Azaña los cesó a los tres). Finalmente, aunque no contaban con suficientes guarniciones comprometidas, la junta de generales encabezada por el general Barrera decidió llevar a cabo la sublevación y fijó la fecha del 10 de agosto. Fue un completo fracaso «por su planteamiento de pronunciamiento y porque no contó con apoyos ni medios suficientes, ni militares ni civiles».
«Este fracaso sirvió de enseñanza para muchos de los conspiradores que quedaban libres. La conjura que lograse conquistar el poder necesitaba un movimiento militar planificado, el apoyo de una mayoría de oficiales en activo y fondos suficientes», afirma Pilar Mera Costas. Paul Preston coincide con esta valoración pues según este historiador británico del fracaso de la «Sanjurjada» la derecha antirrepublicana extrajo tres importantes lecciones que aplicarían en la sublevación de julio de 1936: «que un golpe militar no podía triunfar sin el apoyo de la Guardia Civil y la Guardia de Asalto»; que durante el mismo había que «silenciar de inmediato a las autoridades municipales republicanas y a los líderes sindicales» y que se necesitaba una buena planificación.

### Las consecuencias del fracaso de «La Sanjurjada» del 10 de agosto de 1932
Tras el fracaso de la Sanjurjada del 10 de agosto de 1932 ―la pena de muerte del general Sanjurjo fue conmutada por la de prisión por el presidente de la República Niceto Alcalá Zamora a petición del gobierno republicano-socialista presidido por Manuel Azaña― se abrió un agitado debate entre la derecha antirrepublicana sobre la táctica a seguir. En la I Asamblea General de Acción Popular (nueva denominación de Acción Nacional desde abril de 1932), celebrada los días 22 y 23 de octubre, se impuso la posición «accidentalista» de acatamiento al régimen republicano y de rechazo a los movimientos sediciosos que quisieran derribarlo por la fuerza, amenazando con la expulsión a los afiliados que participaran en ellos. En el acto de clausura José María Gil Robles advirtió: «se engañan aquellos que creen que nuestra organización es un escudo de legalidad detrás del cual puedan acogerse actitudes violentas». Como ha destacado Paul Preston, «Gil Robles, tras el fracasado levantamiento del 10 de agosto, reforzó el compromiso de Acción Popular con la táctica legal».
Los monárquicos alfonsinos, que en la asamblea de Acción Popular (AP) habían defendido que las formas de gobierno no eran un asunto secundario y menos en España donde la República era una «doctrina revolucionaria», se plantearon abandonarla y uno de sus líderes Antonio Goicoechea, que en el momento de celebrarse la asamblea estaba en la cárcel por su participación en la «Sanjurjada», dimitió más tarde de la Junta de gobierno de AP ―la réplica de los «accidentalistas» encabezados por Gil Robles fue lanzar una propuesta confederal que daría nacimiento a la CEDA en marzo de 1933―. Sin embargo, en la carta que le escribió Gil Robles a Goicoechea le indicó que la incompatibilidad de sus respetivas posturas «no es por razón de ideología o posición política respecto al problema de las formas de gobierno, sino por razones de táctica». De todas formas Goicoechea de momento no se dio de baja de Acción Popular.
En septiembre, un mes antes de la celebración de la Asamblea de AP, los monárquicos alfonsinos, tanto del exilio como del interior, se habían reunido en París ―lugar de residencia del exrey Alfonso XIII en aquel momento, donde contaba con la asistencia del exembajador José Quiñones de León― para definir la estrategia a seguir tras el fracaso de la Sanjurjada. Acordaron, en primer lugar, «difundir mediante el esfuerzo intelectual, principalmente de la juventud, la doctrina monárquica, exponiéndola sistemáticamente y modernizándola» a través del grupo de Acción Española, y a continuación,

…preparar un golpe de fuerza para lo cual debería hacerse una doble gestión: una propaganda en el Ejército, que el 10 de agosto había demostrado no estar suficientemente convencido de la gravedad del problema de España y de la necesidad de resolverlo fuera de las vía legales; y buscar apoyos en el extranjero, principalmente en Italia.

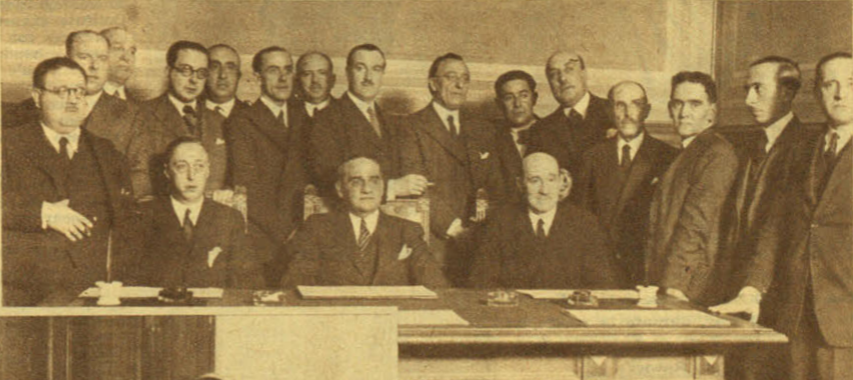
Constitución de la oficina electoral denominada Tradicionalistas y Renovación Española (TYRE), formada por Renovación Española (RE) y la Comunión Tradicionalista (CT). Sentado en el centro Antonio Goicoechea (RE), flanqueado por el conde de Rodezno (CT) y Víctor Pradera (CT). Detrás, entre otros, el conde de Vallellano (RE) y Ramiro de Maeztu (principal ideólogo del grupo Acción Española). A la izquierda de la fotografía, Pedro Sainz Rodríguez (RE).

Por último, «constituir un partido oficial y aparentemente legal que ayudase a la propaganda de la doctrina monárquica y, en general de los ideales de la  derecha». Ese partido fue Renovación Española, cuyo manifiesto programa apareció el 13 de enero de 1933 y su constitución oficial se produjo el 9 de febrero ―su ideología estaba más cercana al maurismo conservador que al  carlismo o al fascismo, y el nuevo partido se inspiraba en el proyecto legitimista de l’Action Française, según Eduardo González Calleja―.  Sus propósitos subversivos los dejó bien claros uno de sus promotores Pedro Sáinz Rodríguez cuando en un homenaje a José María Pemán en el Hotel Ritz defendió la necesidad de asaltar el Estado porque «vivimos en guerra. ¡Milagro de Dios! Porque a la guerra deben Italia, Alemania, Portugal, Polonia y otros pueblos la ventura infinita de haber sacudido el espantapájaros parlamentario». En ese mismo acto se leyó un mensaje del exiliado José Calvo Sotelo ―quien ya había comenzado su viraje hacia el fascismo al que consideraba «la buena nueva, vertiginosamente difundida por media Europa ya»― que terminaba diciendo: «Lucharemos… hasta que rematemos con una proscripción visceral de la mentira democrática y el nihilismo marxista». El líder del partido era Antonio Goicoechea. El día 20 de febrero nacía la oficina electoral TYRE (Tradicionalistas y Renovación Española) encargada de coordinar a alfonsinos y carlistas.

### El acuerdo con la Italia fascista de marzo de 1934
Según Eduardo González Calleja, Renovación Española (RE) «se convirtió desde su fundación en la tapadera para la organización de un complot militar, a pesar de las protestas de actuación legal reflejadas en el artículo 2º de sus Estatutos». Ángel Viñas, comparte plenamente esta valoración pues considera que RE «sirvió de tapadera que encubrió las actuaciones clandestinas de la conspiración». Viñas aporta como prueba la carta que Goicoechea escribió al conde de los Andes, cabeza de los monárquicos del exilio, el 18 de febrero de 1933, poco después de la constitución de RE, en que mostraba su acuerdo con la «investidura de jefe militar de la organización» del general Sanjurjo ―que en aquel momento seguía preso en el penal de El Dueso―, rogándoles a continuación que «se hagan cargo de la unificación de todas las gestiones que en pro de nuestras intenciones se realicen fuera de España» y que colaboren con los generales que «ahí en Francia están ahora»: los generales Barrera, Ponte y González Carrasco, «meritísimos compatriotas» «a los que tanto debe ya la Patria, y de los que aún se espera días de gloria».
Para la preparación del nuevo «golpe de fuerza» que acabara con la República se constituyó en París un comité integrado por los monárquicos huidos de la «Sanjurjada» que se reunía en las habitaciones que José Calvo Sotelo tenía en el hotel Mont Thabor. Tres de ellos (Francisco Moreno y Herrera, marqués de Eliseda, Juan Antonio Ansaldo y Eugenio Vegas Latapié) reanudaron los contactos con los militares conservadores y «antiazañistas» a través de los hermanos Jorge Vigón y Juan Vigón y del teniente coronel Valentín Galarza, encargado este último de reclutar altos mandos para la futura insurrección ―Galarza «con el tiempo sería el principal engranaje entre la trama civil y militar» de la conspiración―.

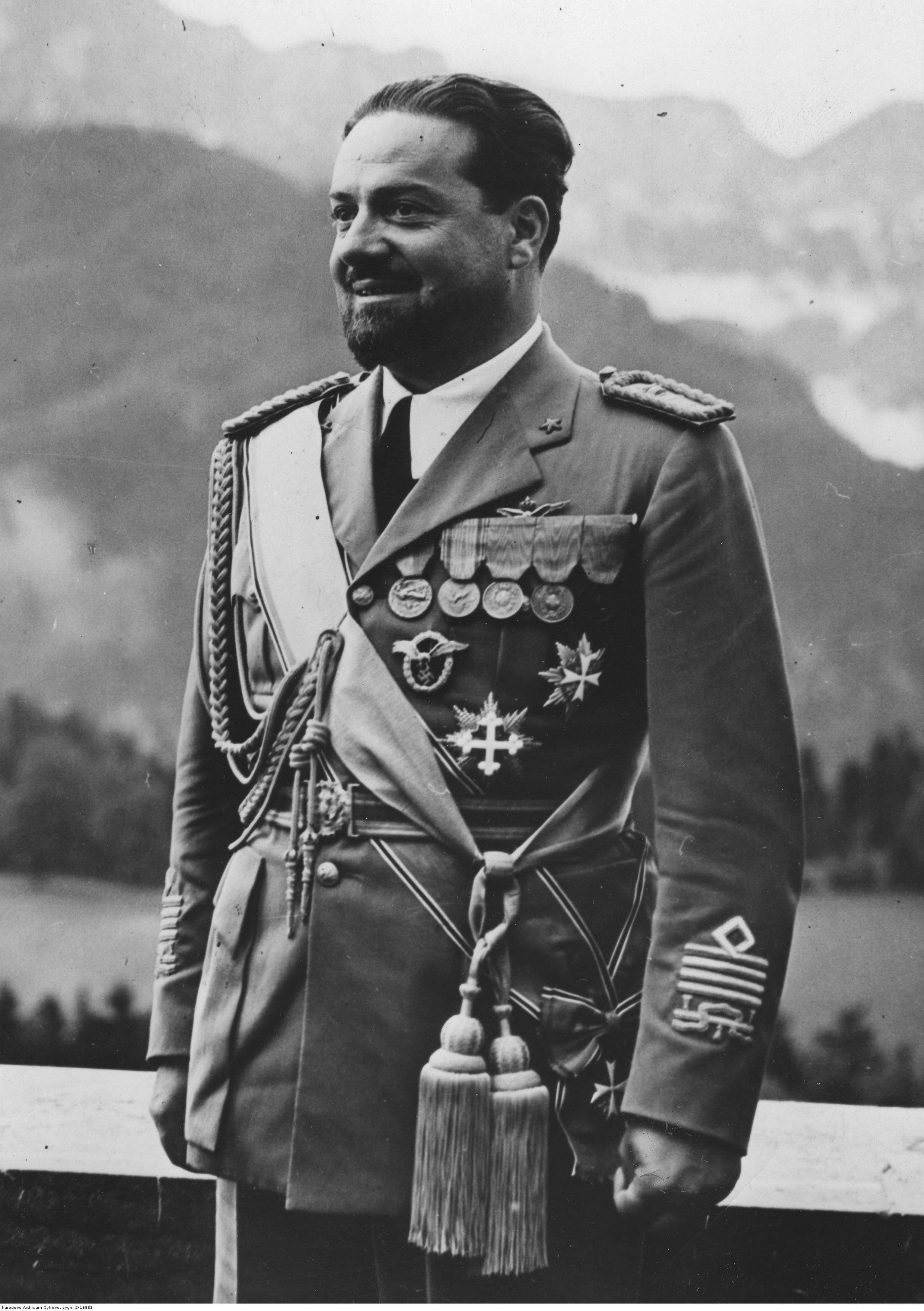
El líder fascista italiano Italo Balbo. Fue el principal contacto de los conspiradores monárquicos con quienes se entrevistó en Roma en varias ocasiones, prometiéndoles apoyo político y económico, además de armas. Fue quien concretó y rubricó el acuerdo del 31 de marzo de 1934 aprobado por Mussolini.

El exrey Alfonso XIII aprobó en octubre de 1932 los planes de los conspiradores, aunque sin abandonar la opción «accidentalista» que encabezaba Gil Robles. También los autorizó a recaudar fondos «en su augusto su nombre» ―y él mismo aportó dinero― y pronto consiguieron reunir un millón y medio de pesetas entre los monárquicos y aristócratas exiliados ―la mayoría de los cuales habían fijado su residencia en Biarritz― que se utilizaría para la compra de armas en el extranjero y para financiar operaciones en el interior de España ―cada mes se entregaban 5000 pesetas a Galarza para mantener la propaganda en los cuarteles (operación de la que nacería la Unión Militar Española, UME) y para financiar la red organizada por Jorge Vigón de informadores infiltrados en la policía encabezada por Santiago Martín Báguenas; asimismo se proporcionaba dinero a los nacientes grupos fascistas―. Según Ángel Viñas, el banquero Juan March, que ya había contribuido con dinero a La Sanjurjada, aportó dos millones de pesetas. A mediados de febrero de 1933 se reconoció al general Sanjurjo, en esos momentos en prisión, como cabeza militar in absentia de la conspiración, en detrimento del general Emilio Barrera, cada vez más enfrentado a Calvo Sotelo, mientras que el liderazgo político lo ostentaría Antonio Goicoechea.
El apoyo de la Italia fascista era uno de los elementos esenciales de la conspiración. Los contactos de los monárquicos alfonsinos con los fascistas italianos se remontaban a los preparativos de la Sanjurjada, cuando en abril de 1932 el aviador Juan Antonio Ansaldo visitó Roma por mandato del general Miguel Ponte y consiguió que se enviaran armas y municiones a los conjurados, aunque no llegaron a tiempo. El nuevo embajador italiano en Madrid Raffaele Guariglia, nombrado a fines de 1932, recibió la orden de mantener contactos discretos con todos los grupos antirrepublicanos. En febrero de 1933 Calvo Sotelo viajó a Roma desde París en compañía de Ansaldo donde se entrevistaron con Italo Balbo y con Mussolini ―aunque existen dudas de que efectivamente se reunieran con el Duce―, pero no obtuvieron ningún compromiso concreto, aunque volvieron «muy satisfechos de su cometido». A finales de 1933 Calvo Sotelo, provisto de un pasaporte falso, y Ansaldo volvieron a reunirse en Roma con Balbo y posiblemente también con Mussolini para «ponerse de acuerdo sobre la posible ayuda política y militar en caso de alzamiento». Fue el paso previo al acuerdo del 31 de marzo de 1934. En un informe enviado a Roma por el embajador italiano en Madrid Raffaele Guariglia este señalaba a Calvo Sotelo como «un importante representante por sus tendencias filofascistas». «Quien sabe si él no podría iniciar o realizar esa obra de reeducación política y social del pueblo español que... llegue, como en Italia, a crear las verdaderas bases del Estado moderno», añadió.
Cuando se convocaron las elecciones generales de España de 1933 los monárquicos alfonsinos tanto del exilio como del interior (encuadrados estos últimos en Renovación Española) confiaban en que el Parlamento que surgiera de las urnas en noviembre fuera «el último de sufragio universal por luengos años» y que sería sustituido por un Estado «totalitario» que controlaría «los intereses inmanentes del pueblo», según el ejemplo de la Alemania nazi y la Italia fascista. Por su parte el líder de la CEDA José María Gil Robles durante la campaña electoral proclamó lo siguiente: «A nuestra generación le está encomendado hacer una Patria nueva, depurada de masones y judaizantes… Para la realización de nuestro ideal no nos detendremos en formas arcaicas. El Parlamento, cuando llegue el momento, se somete o desaparece. La democracia será un medio, pero no un fin». Tras el triunfo de las derechas en las elecciones ―en las que los alfonsinos consiguieron 13 diputados, uno de ellos para Calvo Sotelo que no ocuparía su escaño hasta mayo de 1934 cuando volvió a España acogiéndose a la amnistía aprobada por el gobierno de Alejandro Lerroux― arreciaron los llamamientos a una actuación de fuerza, como el que hizo Calvo Sotelo desde París, pero la CEDA, el partido más votado, no siguió estos planteamientos y buscó el acuerdo con los republicanos «no marxistas», lo que indignó a Renovación Española. Pedro Sainz Rodríguez llegó a hacer un llamamiento a repetir las «guerras santas» carlistas.

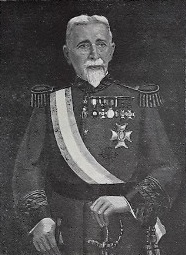
El pretendiente carlista Alfonso Carlos de Borbón. Los carlistas conspiraron contra la República desde su proclamación. Para ello el pretendiente Alfonso Carlos de Borbón nombró jefe del Requeté al coronel tradicionalista José Enrique Varela, que lo reorganizó dotándolo de una estructura inspirada en la militar. Unos 500 requetés fueron entrenados en Italia en virtud del acuerdo del 31 de marzo de 1934.

En cuanto al carlismo, el pretendiente Alfonso Carlos de Borbón nombró al coronel José Enrique Varela ―convertido al tradicionalismo durante su estancia en prisión por su participación en la Sanjurjada― jefe del Requeté con la misión de reorganizarlo, aunque el nombramiento se mantuvo en secreto al tratarse de un militar en activo. Ya desde la cárcel Varela redactó unas Ordenanzas y Reglamentos del Requeté que fueron aplicadas inmediatamente y que querían dotarlo de una estructura inspirada en la militar ―desde su creación a inicios del siglo XX el requeté había estado  constituido por grupos descoordinados y autónomos―. «Varela pensaba que la existencia de un grupo civil organizado de forma paramilitar a escala nacional y presto para la lucha en campo abierto era un requisito imprescindible para el triunfo de un futuro golpe militar. En esto coincidía con Sanjurjo…». En mayo de 1933 la Junta General Carlista acordó que los trabajos parlamentarios y «de acción» debían ir «paralelos, aunque supeditados en cuanto a su finalidad a lo último». En las elecciones de noviembre de 1933 el carlismo obtuvo 21 diputados elegidos en el seno de la «unión de derechas».

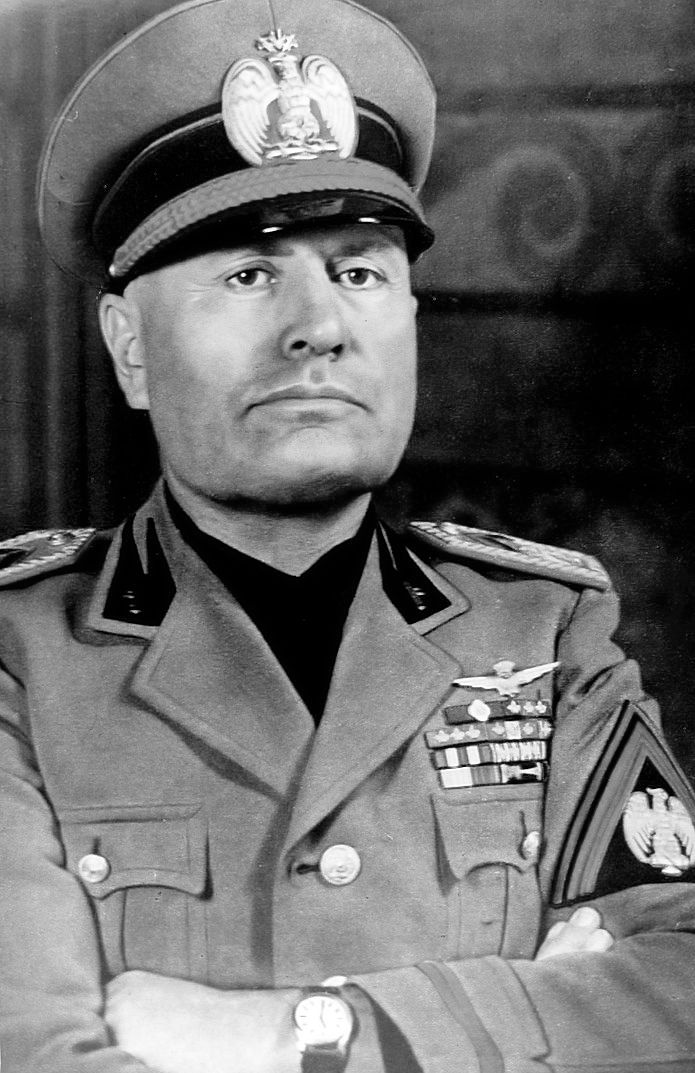
Benito Mussolini, Il Duce de la Italia fascista. Interesado en desestabilizar a la nueva República española, decidió apoyar la conspiración monárquica con cuyos representantes (alfonsinos y carlistas) se entrevistó en Roma el 31 de marzo de 1934. Los detalles del apoyo económico, político y logístico corrieron a cargo de Italo Balbo.

El sábado 31 de marzo de 1934 los monárquicos alfonsinos, representados por Antonio Goicoechea y por el general Emilio Barrera ―¿enviados por Calvo Sotelo que en aquellos días estaba en Roma?―, y los carlistas, representados por Antonio Lizarza y Rafael Olazábal, se entrevistaron en Roma con Mussolini quien les prometió la entrega de armamento ―10 000 fusiles, 200 ametralladoras y 10 000 bombas de mano― y de un millón y medio de pesetas ―que los emisarios de las derechas monárquicas españolas fueran recibidos por el propio Mussolini «es una ilustración del interés con el que contemplaba el asunto», según Ángel Viñas―. Tras la audiencia con Mussolini, Italo Balbo firmó el acuerdo definitivo por el que Italia se comprometía a reconocer «en cuanto fuera internacionalmente posible» al nuevo régimen que surgiera tras el triunfo de la conspiración contra la República  ―¿una regencia detentada probablemente por un militar?―, además de colaborar con él para propiciar «la completa restauración de la Monarquía», sin especificar quién detentaría la corona, si el exrey Alfonso XIII, si este no abdicaba antes en su hijo Juan de Borbón y Battenberg, o el pretendiente carlista Alfonso Carlos de Borbón. Al día siguiente Olazábal recibió el primer pago de 500 000 pesetas ―más tarde recibiría el millón restante―, pero las armas nunca llegarían porque Mussolini perdió interés en la desestabilización de España cuando su prioridad pasó a ser el acercamiento a Francia en vistas a la invasión de Etiopía. El documento original del pacto quedó en manos italianas y Goicoechea redactó un acuerdo adicional entre los representantes españoles que fue depositado en una caja de seguridad del banco Credito Italiano de Roma. La copia que hizo Goicoechea del acuerdo adicional fue ratificada por el propio Goicoechea, por el líder alfonsino José Calvo Sotelo ―que el 4 de mayo había vuelto a España acogiéndose a la amnistía decretada por el gobierno de Alejandro Lerroux― y el líder de la Comunión Tradicionalista, el conde de Rodezno ―que pronto sería reemplazado por Manuel Fal Conde―, en la sede del Congreso de los Diputados de Madrid (este documento sería encontrado por los republicanos, según las distintas versiones, en el domicilio de Antonio Goicoechea o en la sede de Renovación Española, en plena guerra civil y difundido ampliamente tanto en la zona republicana como en el extranjero causando un gran escándalo: el corresponsal Jay Allen lo publicó en The Washington Post). En el acuerdo se decía:

En el caso de que por las circunstancias políticas de España hubiese un alzamiento contra la República, el Gobierno de Italia le auxiliaría, prestándole apoyo incluso militar si ello llegara a ser necesario.

Pocos días después Antonio Goicoechea y el marqués de Luca de Tena, director y propietario del diario monárquico ABC, informaron del acuerdo al exrey Alfonso XIII, que rechazó con vehemencia la posible abdicación a favor de su hijo Juan, una alternativa que pretendía unificar a los monárquicos alfonsinos y a los carlistas. Según Javier Rodrigo, el pacto firmado por los monárquicos con la Italia fascista tenía como contrapartida el compromiso de que caso de hacerse la conspiración monárquica con el poder España no firmaría ningún tipo de acuerdo con Francia.
Se desconoce cuál de las dos partes, la italiana o la española, tomó la iniciativa para el acuerdo, pero Ángel Viñas se inclina por el origen italiano del mismo, basándose en un informe del embajador italiano en Madrid Guariglia enviado a Roma sobre el resultado de las elecciones de noviembre en el que destacó que el ganador Gil Robles había expresado sus «reservas, cuando no su oposición» a la introducción de las «doctrinas fascistas», lo que contrastaba con las «tendencias filofascistas» del otro líder de las derechas, Calvo Sotelo, quien nada más volver a España el 4 de mayo de 1934 declaró que el régimen «demo-parlamentario» conducía, «con velocidad astronómica», a la «dictadura roja y regresiva».

Logo de las Juventudes de Acción Popular (JAP). Las JAP fueron adoptando la retórica fascista y aclamaron al líder de la CEDA José María Gil Robles como su "Jefe". Tras las elecciones de febrero de 1936, muchos afiliados a las JAP pasaron a integrarse en las milicias del partido fascista Falange Española.

Por otro lado, el acuerdo con la Italia fascista también incluía el entrenamiento en Italia de fuerzas paramilitares monárquicas. En aplicación del mismo el 20 de julio de 1934 llegó el primer contingente de quince requetés carlistas. En los meses siguientes llegaron nuevas expediciones. En total se calcula que fueron unos 500 «peruanos» ―que así fueron camuflados― los que recibieron instrucción en Italia (y algunos en la colonia italiana de Tripolitania), y que cuando volvieron a España se convirtieron en instructores de requetés en el manejo de armas y de explosivos y en la realización de determinados supuestos tácticos. Ángel Viñas, considera «el acuerdo con Italia de 1934» «un primer punto culminante en la evolución de las fuerzas antidemocráticas españolas para asegurar sus fines».
El 23 de abril las Juventudes de Acción Popular (JAP) realizaron un gran mitin en el monasterio de El Escorial, donde están enterrados los reyes de España, lo que fue considerado por la izquierda como una provocación antirrepublicana. Los 20 000 asistentes juraron lealtad a Gil Robles, «nuestro jefe supremo», y gritaron al unísono «¡Jefe! ¡Jefe! ¡Jefe!». Después se recitaron los diecinueve puntos del programa de las JAP, con especial hincapié en el segundo: «Los jefes no se equivocan». Tomó la palabra Luciano de la Calzada, diputado de la CEDA por Valladolid, que dijo:

España es una afirmación en el pasado y una ruta hacia el futuro. Solo quien viva esa afirmación y camine por esa ruta puede llamarse español. Todo lo demás (judíos, heresiarcas, protestantes, comuneros, moriscos, enciclopedistas, afrancesados, masones, krausistas, liberales, marxistas) fue y es una minoría discrepante al margen de la nacionalidad, y por fuera y frente a la Patria es la anti-Patria.

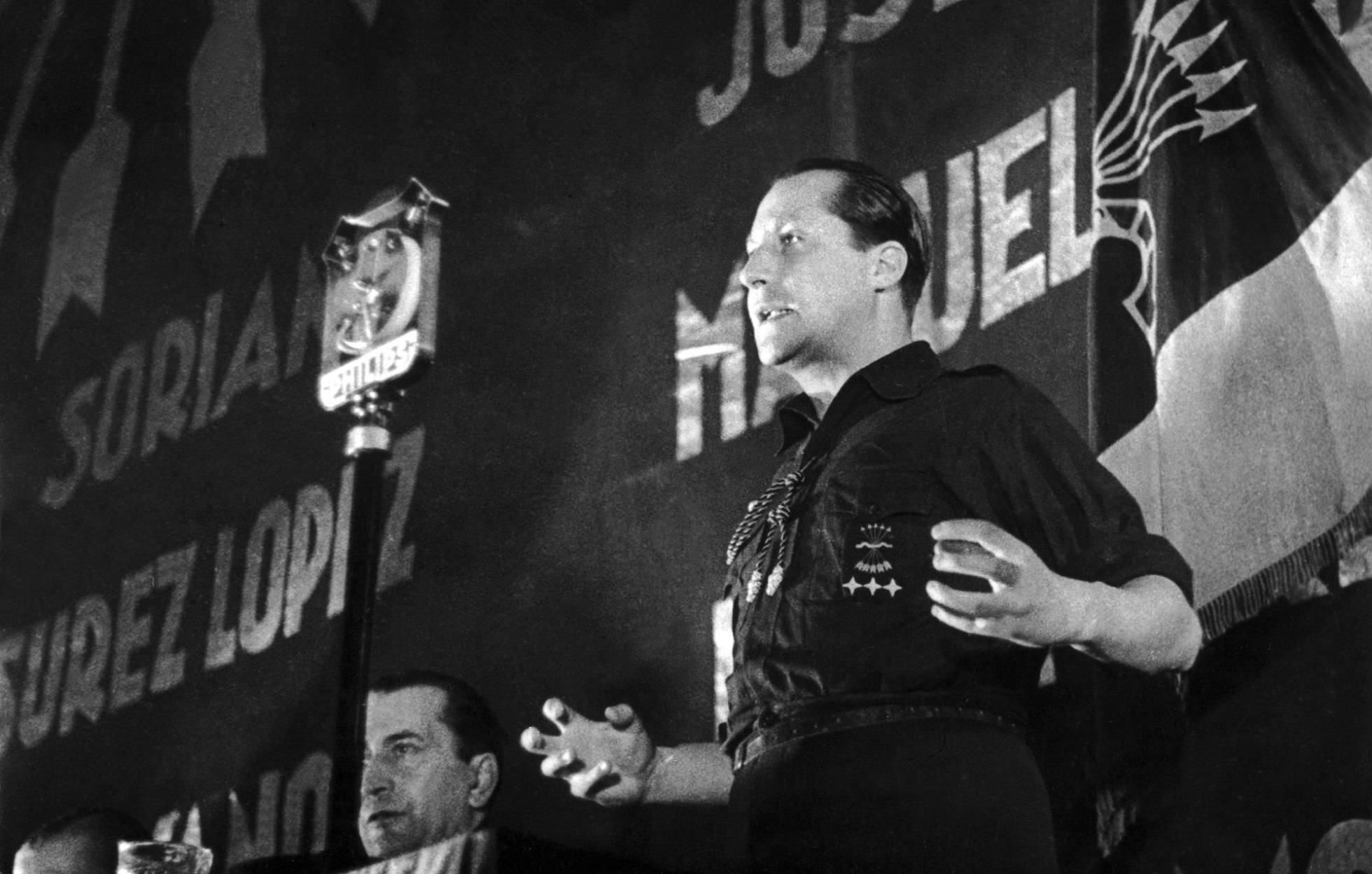
José Antonio Primo de Rivera durante un mitin de Falange Española de las JONS (antes de 1936). Antes incluso de su constitución formal, Falange fue financiada por los monárquicos alfonsinos. Su violencia fue legitimada porque estaba «al servicio de la razón y de la justicia» y porque constituía «una obra patriótica de índole nacional».

El 20 de agosto de 1934 Antonio Goicoechea, líder de Renovación Española, renovó el pacto alcanzado el año anterior con el líder de Falange Española José Antonio Primo de Rivera por el que este partido había recibido una cuantiosa ayuda económica a cambio del control virtual de los monárquicos sobre sus milicias y sindicatos, como la Central Obrera Nacional-Sindicalista (CONS) y el Sindicato Español Universitario (SEU). El pacto de 1933 entre Goicoechea y Primo de Rivera, plasmado en los llamados «Diez Puntos de El Escorial» que proponían como objetivo común la instauración de un Estado autoritario y corporativo y que incluían la legitimación de la violencia «al servicio de la razón y de la justicia», lo habían firmado antes de la fundación de Falange. Designaron como enlace a Pedro Sainz Rodríguez. La ayuda económica de Renovación Española a Falange se justificaba por realizar esta «una obra patriótica de índole nacional que por sus características combativas puede llegar a suplir, frente al poderío y violencia marxistas, las funciones del Estado, hoy vergonzosamente abandonadas por el estado republicano».
Sin embargo, tras la Revolución de octubre de 1934 Renovación Española dejó de financiar a Falange al volcar todos sus recursos en el lanzamiento del Bloque Nacional, fundado el 10 de diciembre ―y en el que Falange no quiso integrarse―, lo que dejó al partido de Primo de Rivera en una difícil situación económica, que se agravó aún más por la salida de Falange de los monárquicos para sumarse al Bloque ―en desacuerdo con el punto 25 de los Puntos Programáticos de Falange que establecía la separación de la Iglesia y el Estado: «La Iglesia y el Estado recordarán sus facultades respectivas, sin que se admita intromisión o actividad alguna que menoscabe la dignidad del Estado o la integridad nacional»―, ya que ellos eran sus principales cotizantes, con el marqués de la Eliseda al frente, que había calificado el punto 25 como «francamente herético». Otra de las consecuencias fue la expulsión del partido de Ramiro Ledesma en enero de 1935 tras fracasar en su intento de desgajar a las JONS ―y a la CONS― de Falange. La ayuda económica de la Italia fascista fue la que finalmente permitiría la continuidad de Falange. Cincuenta mil liras mensuales, que al poco tiempo se redujeron a la mitad hasta que se canceló la ayuda en abril de 1936, tras el encarcelamiento de José Antonio Primo de Rivera y la ilegalización de Falange.

### El conato de golpe de Estado de octubre-noviembre de 1934

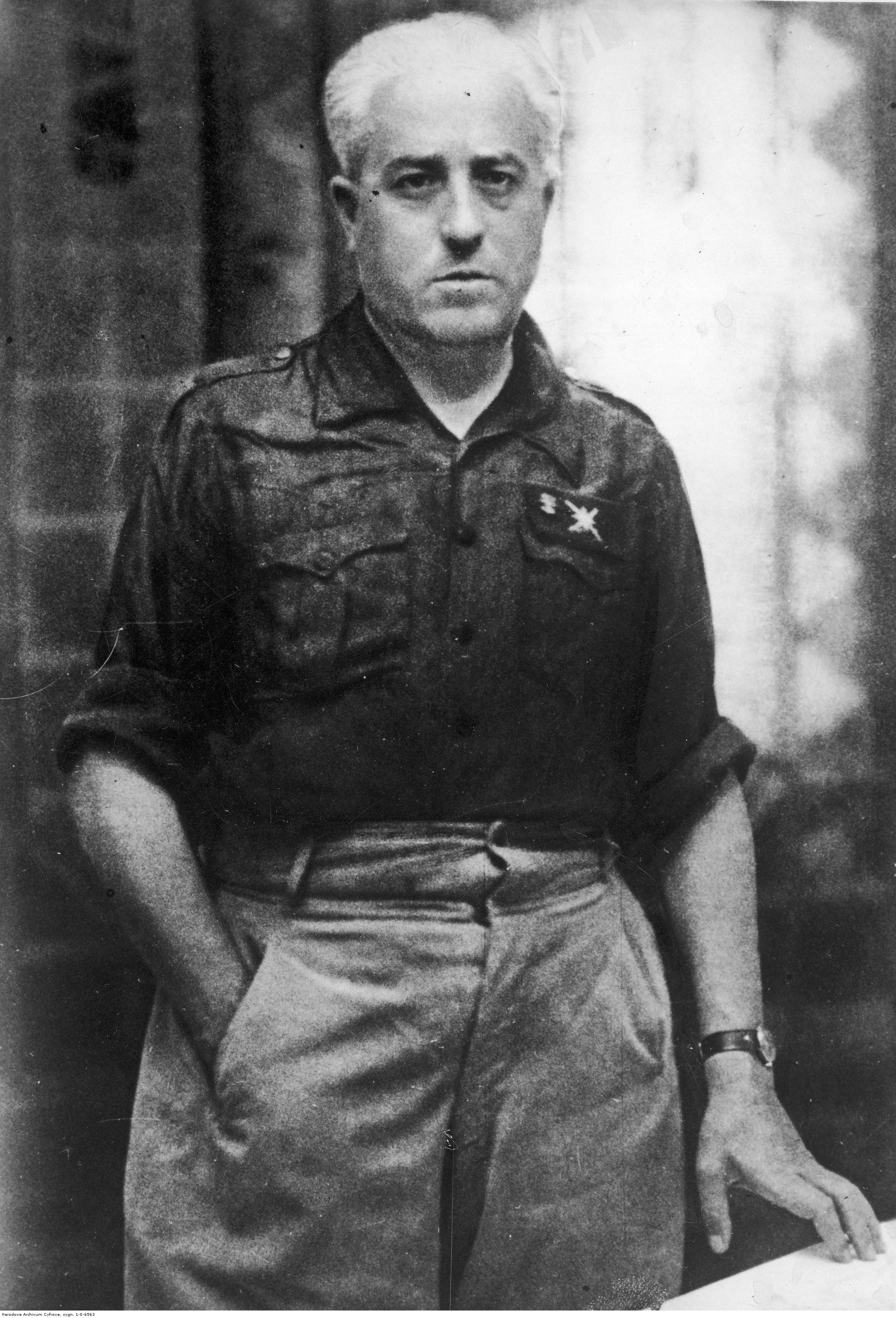
El teniente coronel Juan Yagüe con camisa de falangista, partido al que pertenecía desde su fundación. Fue el principal instigador del conato de golpe de Estado de octubre-noviembre de 1934. En el golpe de Estado de julio de 1936 fue designado por el general Mola jefe de la sublevación en el Protectorado español de Marruecos.

Aprovechando la presencia de tropas del Ejército de África en Asturias para reprimir la sublevación de los mineros de octubre de 1934 hubo un amago de golpe de Estado como reacción a la conmutación de las penas de muerte de los militares implicados en la Proclamación del Estado Catalán de 1934: el teniente coronel de Seguridad Juan Ricart, el capitán Federico Escofet y el comandante Enrique Pérez Farrás. El gobierno de Alejandro Lerroux lo había decidido, a pesar de la oposición de los tres ministros de la CEDA ―partido que llegó a pedir en las Cortes la «incompatibilidad moral» de la cámara con la izquierda―, de conformidad con el presidente de la República Niceto Alcalá Zamora. La iniciativa del golpe la tomó el jefe de una de las columnas del Ejército de África, el teniente coronel Juan Yagüe, miembro de Falange, que ya había hablado con el general Mola al que había pedido que mandara «a sus casas a todos los ineptos arrivistas [sic] que nos mandan y emplear a los verdaderamente militares».
El 20 de octubre Yagüe contactó con el general Sanjurjo para que, con la ayuda de Valentín Galarza, Jorge Vigón y el aviador Juan Antonio Ansaldo, viajara a Oviedo desde su exilio en Estoril para encabezar las fuerzas militares que habían llevado a cabo la represión de la revolución asturiana y dirigirse desde allí hacia Madrid ―precisamente algunos líderes monárquicos como Ramón Serrano Suñer y Santiago Fuentes Pila se encontraban en Oviedo esos días―. «El plan era descabellado», según Ángel Viñas, pero fue la posición contraria del general Franco, que desde Madrid había dirigido las operaciones en Asturias, y de otros jefes del Estado Mayor la que hizo fracasar la iniciativa al considerarla inoportuna y prematura. «Lo cierto era que, según los observadores más avezados de la situación política, a la altura del 20 de octubre España estaba al borde de una dictadura militar, con Alcalá Zamora negociando desesperadamente con el Ejército para evitar el fusilamiento de los condenados a muerte», afirma Eduardo González Calleja. El día 19 de octubre el general Fanjul y el general Goded se habían entrevistado con un diputado de la CEDA quien, tras consultar con Gil Robles, les sugirió que contactaran con otros generales y jefes de las guarniciones para intentar poner a Alcalá Zamora «en la frontera». Volvieron al día siguiente para decirle que no contaban con los suficientes respaldos para un golpe.
A mediados de noviembre volvieron los rumores de golpe de Estado. El general Fanjul y el general Goded se proponían utilizar de nuevo a las tropas del Ejército de África que seguían acantonadas en Asturias como fuerza de choque. Esta iniciativa de Goded y Fanjul, quienes nuevamente contactaron con el líder de la CEDA José María Gil Robles al que pidieron una política más dura y al que incluso plantearon que los tres ministros cedistas abandonaran el gobierno para impedir la «impunidad de los revolucionarios», coincidió con la ofensiva de los monárquicos y de la CEDA en el parlamento contra los dos ministros del partido de Lerroux a los que se hacía directamente «responsables» de lo sucedido, Ricardo Samper de Estado y Diego Hidalgo de Guerra. Estos se vieron obligados a dimitir el 16 de noviembre. En ese contexto José Calvo Sotelo pronunció un discurso en las Cortes adulando al Ejército al que, tras afirmar que era el «honor de España», lo llamó «columna vertebral» «de la Patria», que «si se quiebra, si se dobla, si cruje, se dobla o cruje con él España». Finalmente el golpe militar no se produjo porque, según Eduardo González Calleja, «los altos mandos del Ejército, entre los que se incluía Franco, recomendaron prudencia, ya que aún no existían condiciones objetivas para apoyar un golpe de Estado de forma unánime».
Así lo reconoció años más tarde Gil Robles: «Era dudoso que existiera entonces en el seno de las fuerzas armadas la necesaria unidad interna y la fuerza precisa para acometer la delicada tarea de restaurar el orden social». En un memorando entregado a Mussolini por Antonio Goicoechea en la reunión que mantuvieron ambos en Roma el 11 de octubre de 1935 se hacía responsable del fracaso a Gil Robles: «La CEDA y su jefe Gil Robles han cometido el enorme error, que pudiera llegar a ser histórico, de no utilizar la enorme reacción nacional ante el fracaso revolucionario para intentar algo definitivo. Perdieron la oportunidad en noviembre…».
El enfrentamiento entre los dos partidos coaligados en el gobierno, el Partido Republicano Radical y la CEDA, volvió a reproducirse en marzo de 1935 cuando se dictaron las sentencias a la pena capital de los líderes revolucionarios de Asturias Teodomiro Menéndez y Ramón González Peña. El diario católico El Debate, órgano oficioso de la CEDA, declaró que el perdón «sería una burla de la ley, un escarnio de las víctimas de la revolución de octubre». Por su parte Gil Robles amenazó con romper la coalición, pero Alejandro Lerroux, con el apoyo de Alcalá Zamora, mantuvo su decisión de conmutar las penas de muerte. La respuesta fue la retirada del gobierno de los tres ministros de la CEDA el 29 de marzo porque, como dijo uno de ellos, el ministro de Justicia Rafael Aizpún, «ese indulto representa un síntoma revelador de un proceso de lenidad en la represión del movimiento subversivo de octubre». La crisis se resolvió un mes después con la entrada de cinco ministros de la CEDA en el gobierno, con Gil Robles al frente del Ministerio de la Guerra.
La primera octavilla de la UME se distribuyó entre los militares españoles después de la Revolución de Octubre de 1934 cuya derrota la atribuía a «un puñado de jefes, oficiales, suboficiales y soldados españoles que tuvo el heroísmo de unirse y dar la batalla a la otra parte antiespañola del Ejército, complicada criminalmente en el atentado contra la Patria» y que estaba integrada por «masones comprometidos». Ese puñado de militares constituía el «auténtico Ejército español», «¡el Ejército español que salvó a España de la Revolución comunista y masónica de octubre!», mientras el Estado estaba «en manos de cobardes y traidores». Ese «auténtico Ejército español» encarnaba la «España eterna» frente a la «eterna Anti-España». La UME denunciaba que España era objeto del «apetito de extranjeros y de sectas insaciables, vengativas», un «Enemigo» que «promueve el separatismo, promueve los nacionalismos regionales, y la ruina del Sentimiento Religioso y la ruina de la Familia española y del Capital y del Trabajo, y el desprecio a la lengua española, y el desprestigio y la cizaña de nuestras fuerzas armadas y de todo cuanto en España haya significado y signifique UNIDAD, UNIÓN». Ese «implacable Enemigo» fue derrotado por el Ejército en octubre, pero «busca la revancha», «prepara un nuevo ataque», «filtrado en los más altos poderes de la república, en los más decisivos resorte del mando y de propaganda». «¡Ya veis españoles, como no se fusila a ningún culpable auténtico de crimen contra la Patria! Ni a Pérez Farrás, ni a Largo, ni a Prieto, ni a Azaña, ni a Teodomiro, ni a Peña. ¡Solo al pobrecito revolucionario engañado, indefenso y anónimo!». La octavilla acababa haciendo un llamamiento a «¡Un Ejército sin traidores! ¡Un Ejército de heroicos e inolvidables españoles!».

### La relativa paralización de la conspiración: Gil Robles, ministro de la Guerra (mayo-diciembre de 1935)
La entrada en el gobierno de la CEDA, y sobre todo la de su líder José María Gil Robles al frente del estratégico Ministerio de la Guerra a partir de mayo de 1935, supuso la relativa paralización de la conspiración de las derechas monárquicas a la espera de que la táctica «accidentalista» diera resultado y acabara con la «amenaza marxista», aunque algunos como Antonio Goicoechea expresaron sus dudas: «¿Llegarán a conseguir una desaparición total de las bases de la Constitución de 1931 y la obtención por la vía legal y pacífica, de un estado de cosas que equivalga a una monarquía sin monarca?». Aún más escéptico se mostró José Calvo Sotelo, aunque eso no le impidió colaborar con la CEDA en ocasiones. En el memorando entregado a Mussolini por Goichoechea en la reunión que mantuvieron el 11 de octubre se descalificaba la política de Gil Robles afirmando que se trataba de «una táctica de tipo populista transaccional e impunista que ha asegurado a las fuerzas revolucionarias la posibilidad de reconstruir todos sus elementos de combate». En enero de 1936 Goicoechea volvió a entrevistarse en Roma con Mussolini, pero no ha quedado constancia de lo que hablaron.
Lo que hizo Gil Roles fue nombrar para los puestos clave a militares «africanistas» como los generales Fanjul, Franco, Goded y Mola, y al mismo tiempo relegar a los militares de marcado talante republicano como Miaja, Riquelme, Mangada, Hernández Sarabia o Hidalgo de Cisneros. Esta política de nombramientos estuvo precedida por una iniciativa parlamentaria de la derecha monárquica y que formalmente encabezó el diputado derechista independiente Dionisio Cano López para separar del mando a aquellos generales que fueran masones. Con ello pretendían «neutralizar a los generales republicanos o simplemente disciplinados que obedecían al Gobierno». El 15 de febrero Cano López leyó en las Cortes una lista de 20 generales que según él eran masones, de los que solo cuatro lo eran realmente. Gil Robles aprovechó esta lista más tarde para cesar a seis de ellos: López Ochoa, Martínez Cabrera, Romerales. Riquelme, López Gómez y Urbano Palma (de los que solo López Ochoa era realmente masón).
Gil Robles también nombró a miembros de la UME, como el capitán Luis López Varela, para cargos relevantes ―de hecho la UME hizo público un manifiesto en julio de 1935 en el que aseguró que el Ejército «levantaría una barrera de acero» para impedir que gobernaran los «subversivos»―. Esta política de nombramientos le preocupó al presidente de la República Alcalá Zamora pues le parecía parte de «un designio de entregar el ejército a los enemigos de la República». El propio general Franco reconoció años después «que en este periodo se otorgaron los mandos que un día habían de ser los peones de la cruzada de liberación y se redistribuyeron armas en forma que pudiesen responder a una emergencia». Por su parte la UME valoró muy positivamente las decisiones de Gil Robles «por facilitar el emplazamiento de personal de la organización en mandos, puestos y destinos de importancia y hasta capitales para la acción», hasta el punto que «la Administración central puede decirse que está toda ella intervenida» «para poder actuar si fuera necesario». Lo mismo hizo el general Mola que en una carta al general Sanjurjo, exiliado en Estoril, le dijo:

Creo firmemente que si Gil Robles sigue una temporada larga y no encuentra grandes dificultades en el Parlamento lograremos ¡por fin!, tener un ejército modesto, pero con moral y apto para asegurar la integridad de la Patria y la seguridad del Estado. Temo que el movimiento revolucionario de octubre pasado no sea el último que provoquen las extremas izquierdas.

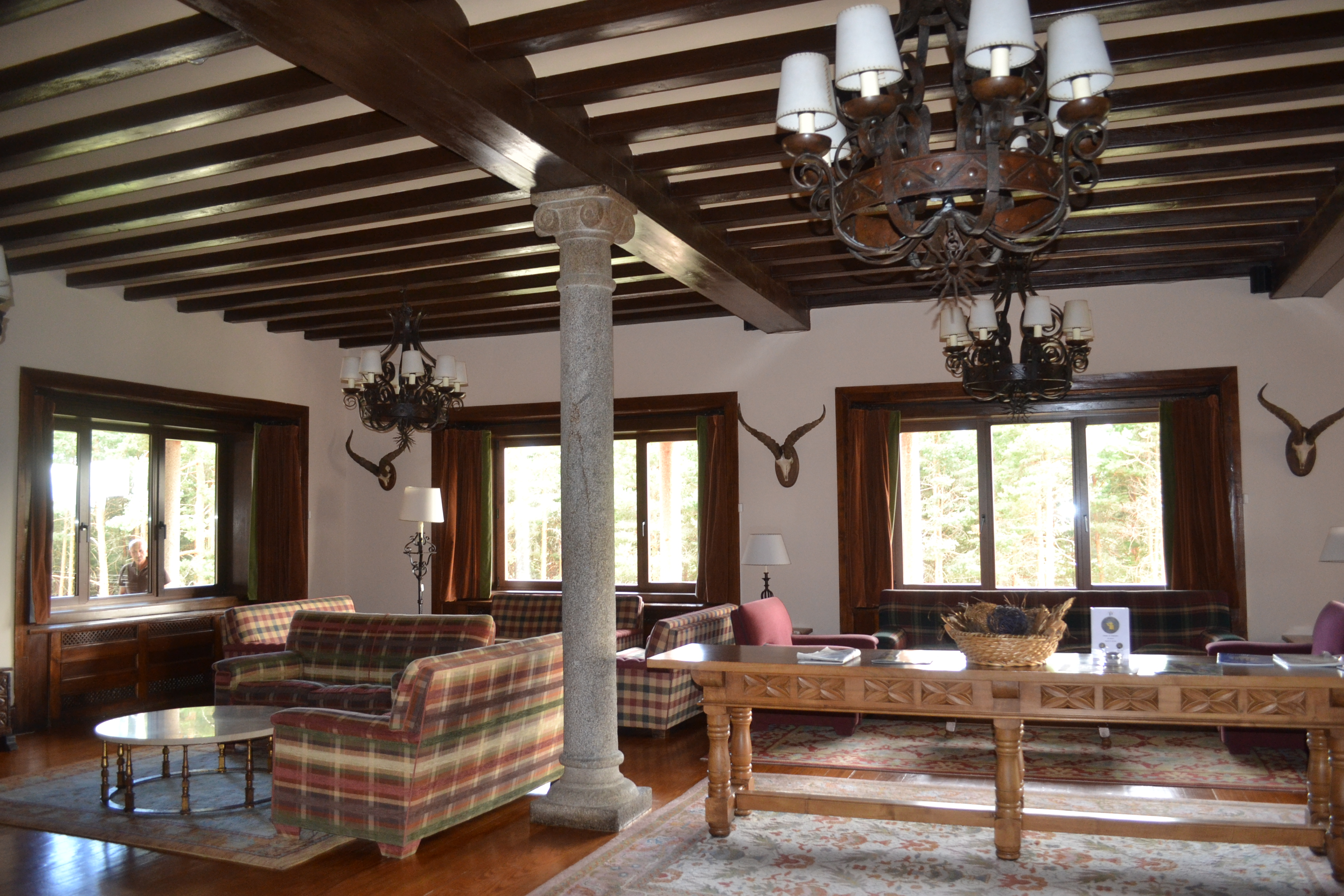
Interior del Parador de Gredos en la actualidad. Allí se reunió la Junta Política de Falange los días 15 y 16 de junio de 1935 para organizar un alzamiento armado contra la República, que finalmente no se produjo.

En cuanto a Falange, José Antonio Primo de Rivera consiguió la ayuda económica de la Italia fascista (30 000 pesetas mensuales que pagaría la embajada italiana en París) tras entrevistarse en Roma con Mussolini el 6 de mayo de 1935, y gracias a la cual el partido empezó a recuperarse en la segunda mitad de ese año ―periodo en el que «ciertos ámbitos conservadores volvieron sus ojos de nuevo a Falange como último dique frente a la revolución» y en el que las acciones violentas del partido se recrudecieron―. La ayuda económica fascista se mantuvo hasta la detención de José Antonio Primo de Rivera en marzo de 1936, aunque según el historiador José Luis Martín Ramos, la entrega de dinero prosiguió por otros medios hasta julio de 1936. En este contexto de recuperación del partido la Junta Política reunida los días 15 y 16 de junio de 1935 en el Parador de Gredos acordó llevar a cabo un «alzamiento» armado contra la República como avanzadilla de un movimiento más amplio de «todos los patriotas de corazón» para el que se esperaba contar con la participación del Ejército ―los falangistas ya habían contactado con la Unión Militar Española (UME) y con algunos militares destinados en el Protectorado de Marruecos―, y si no «nosotros solos». «Tengo el ofrecimiento de diez mil fusiles y de un general [probablemente Sanjurjo]. Medios no nos faltarán. Nuestro deber es ir, por consiguiente y con todas las consecuencias, a la guerra civil», dijo José Antonio Primo de Rivera en la reunión. El plan consistía en organizar una «Marcha sobre Madrid» desde un punto cercano a la frontera portuguesa, probablemente Fuentes de Oñoro. «Pero el plan hubo de ser abandonado por su falta de apoyo en los mandos superiores del Ejército, conscientes de la inoportunidad de un movimiento que debería enfrentarse a un Gil Robles sólidamente instalado en el Ministerio de la Guerra». Al parecer el plan fue retomado a finales de diciembre, teniendo a Toledo como punto de partida para el asalto a Madrid, pero fue descartado por la falta de colaboración del coronel José Moscardó, gobernador militar accidental de la plaza, que lo consultó con el general Franco, entonces jefe del Estado Mayor Central.
El 12 de octubre de 1935 se celebró en Roma la boda entre el infante Juan de Borbón y Batemberg y María de las Mercedes de Borbón y Orleans a la que fueron invitados los monárquicos alfonsinos, ocasión que no desaprovecharon para denigrar a la República y para mantener contactos entre ellos con el fin de intensificar y fortalecer la conspiración antirrepublicana. Entre esos contactos destacó el que mantuvieron Calvo Sotelo y el general Sanjurjo. En el discurso final del banquete de bodas el exrey Alfonso XIII aconsejó a los monárquicos «sin atenuaciones, salvedades ni distingos» apartarse «de los ofuscados, los timoratos y los acomodaticios», en una velada alusión a los miembros de la CEDA presentes. Al día siguiente, tras la marcha en luna de miel de los novios, el exrey advirtió a los presentes que no tenía ninguna intención de abdicar y dirigiéndose directamente a Calvo Sotelo le dijo: «Si tú has fundado el Bloque Nacional, conviene que sepas que Juan y yo somos también bloque». Se despidió con estas palabras: «En adelante, al que me hable de abdicación le tendré por traidor».
Antonio Goicoechea aprovechó su estancia en Roma para entrevistarse de nuevo con Mussolini, que estaba inmerso en la invasión de Etiopía que había comenzado pocos días antes. El líder monárquico llevaba consigo un memorando sobre la situación política española que había acordado con la UME y que los italianos tradujeron para que pudiera leerlo el Duce. Según Ángel Viñas, el memorando era «una invitación a que Mussolini se entrometiera en los asuntos españoles cuanto antes». La reunión con Mussolini tuvo lugar el 11 de octubre, pero no ha quedado constancia de si el Duce aceptó la petición de Goichoechea de proveer de más fondos a los monárquicos y de hacerles llegar las armas prometidas en el acuerdo de 1934 que aún no habían llegado a España, «garantía de una acción rápida, eficaz y definitiva» como se decía en el memorando. Según Ángel Viñas, «de la entrevista se desprende con claridad que los monárquicos y la UME estaban dispuestos a reaccionar por las armas si las izquierdas volvían al poder tras las siguientes elecciones, que en aquel momento no era posible adivinar cuándo se celebrarían».
El mismo día 12 de octubre en que en Roma se reunían los monárquicos con motivo de la boda del infante don Juan, las Juventudes de Acción Popular (JAP), según Paul Preston, revelaban «con toda crudeza el objetivo de la táctica legalista» de Gil Robles:

Con las armas del sufragio y de la democracia, España debe disponerse a enterrar para siempre el cadáver putrefacto del liberalismo. La JAP no cree en el sufragio universal ni en el parlamentarismo, ni en la democracia.

## Historia

### ¿El prólogo?: el conato de golpe de Estado de diciembre de 1935

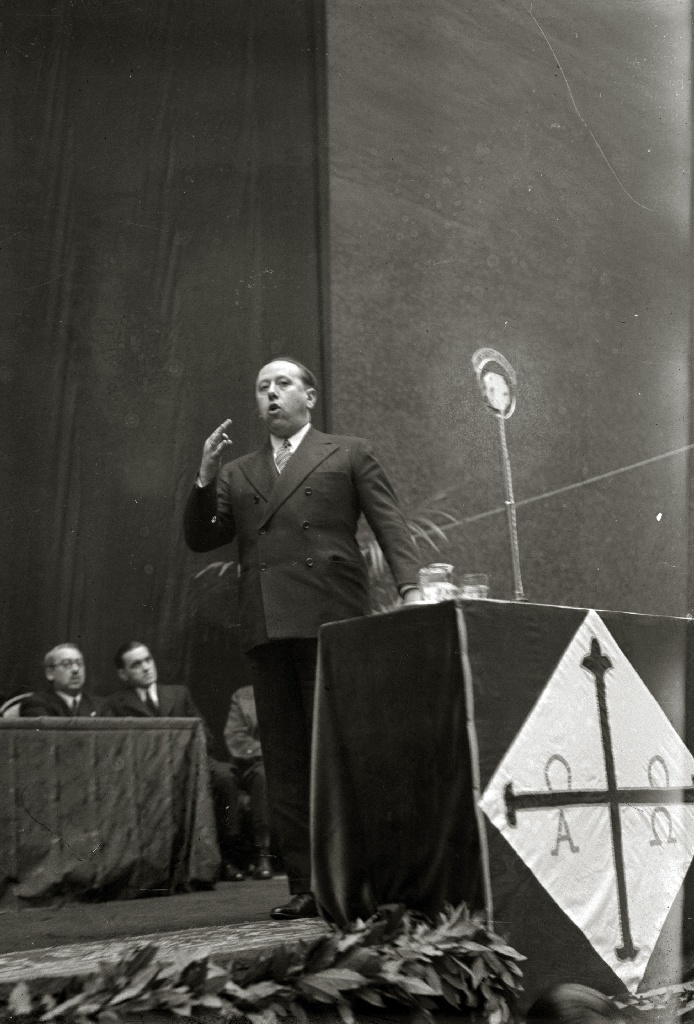
José María Gil Robles en un mitin de la CEDA en el Frontón Urumea de San Sebastián en 1935. En diciembre de ese año, cuando era ministro de la Guerra, encabezó el conato de golpe de Estado por el que pretendía acceder a la presidencia del gobierno y desde ese puesto llevar a cabo un giro autoritario de la República, que incluía la reforma de la Constitución de 1931. Contó con el apoyo de los generales a los que había nombrado para los puestos claves de la estructura militar, pero finalmente prevaleció la opinión del general Franco que consideró que el golpe de Estado tenía pocas opciones de éxito debido a la lealtad al presidente de la República de muchos mandos, entre los que se encontraban los generales Nicolás Molero y Gonzalo Queipo de Llano.

El 9 de diciembre de 1935 (el día en que se cumplían cuatro años de la Constitución de 1931 por lo que ya no era necesaria la mayoría de dos tercios para modificarla, sino que bastaba con la mayoría absoluta) Gil Robles rompió la coalición que la CEDA mantenía con el Partido Republicano Radical forzando la dimisión del presidente del gobierno Joaquín Chapaprieta y exigió al presidente de la República que lo nombrara a él jefe del gobierno, a lo que Niceto Alcalá Zamora se negó. En la tensa conversación que mantuvieron los dos en el Palacio Nacional el día 11 Gil Robles le advirtió: «Con el fracaso de mi política, solo podrán intentarse las soluciones violentas. Triunfen en las urnas las derechas o las izquierdas, no quedará otra salida, por desgracia, que la guerra civil».
Cuando volvió al ministerio de la Guerra el general Fanjul, subsecretario del mismo, le hizo el siguiente ofrecimiento: «yo me echo esta misma noche con las tropas de la guarnición de Madrid. Me consta que Varela piensa como yo, y otros, seguramente nos secundarán». Pero Gil Robles, en lugar de arrestarlo y destituirlo por su propuesta golpista, le contestó, según escribió muchos años después cuando Gil Robles «quería presentarse como un demócrata cristiano», que «mis convicciones democráticas y mi repugnancia invencible a poner las fuerzas armadas al servicio de una fracción política» le impedía intentar «ningún pronunciamiento a mi favor». «Ahora bien, si el Ejército, agrupado en torno a sus mandos naturales opina que debe ocupar transitoriamente  el poder con objeto de que se salve el espíritu de la Constitución y evite un fraude gigantesco de signo revolucionario, yo no constituiré el menor obstáculo». En otra versión que dio el mismo Gil Robles este afirmó que le había respondido al general Fanjul: «yo facilitaré el proceso [de la eventual intervención del Ejército] decretando el estado de guerra y tramitaré desde aquí las órdenes. Tienen ustedes el tiempo necesario para deliberar». De hecho inmediatamente se convocó una reunión de militares en la que estuvieron presentes los generales Fanjul, Goded, Varela, Franco, y Rodríguez del Barrio, durante la cual el teniente coronel Valentín Galarza les transmitió un mensaje del líder monárquico alfonsino José Calvo Sotelo en el que los incitaba a dar un golpe de Estado que incluiría el secuestro del presidente de la República, y si no lo hacían «la historia habría de exigirles, un día, responsabilidades implacables» ―«fue la última vez que los alfonsinos intentaron asumir el protagonismo de un golpe militar contra la República. En adelante, la iniciativa sería sobre todo castrense», afirma Eduardo González Calleja―. Debatieron si se debía sostener por la fuerza a Gil Robles, pero al final prevaleció la opinión del general Franco de no llevarlo a cabo dadas sus pocas opciones de éxito debido a la lealtad al presidente de la República de muchos mandos, entre los que se encontraban los generales Nicolás Molero y Gonzalo Queipo de Llano. En contra de lo que afirman la mayoría de los historiadores (como Eduardo González Calleja, Julio Aróstegui, Paul Preston, Ángel Viñas, Pilar Mera Costas, Gabriele Ranzato, José García Rodríguez, etc.), Stanley G. Payne afirma que «el líder cedista no propuso un golpe de Estado, sino una especie de "pronunciamiento legalitario"».
Según contó años después Manuel Portela Valladares, el presidente del gobierno que finalmente nombró Alcalá Zamora, a Franco, Goded y Fanjul no les faltó «voluntad y deseo» para dar ese golpe ―Portela destituyó a Fanjul y a Goded, aunque mantuvo a Franco al frente del Estado Mayor y a Mola como jefe del Ejército en Marruecos―. Finalmente, el 12 de diciembre Gil Robles abandonó con «amargura infinita» el Ministerio de la Guerra, lo que Calvo Sotelo calificó de «traición a los generales» ―de hecho Calvo Sotelo aún hizo un último intento a finales de diciembre durante una comida con el general Franco en casa de la marquesa de Argüelles―. En 1937, cuando ya era el Generalísimo del bando sublevado, Franco negó en carta a Gil Robles que él le hubiese propuesto un plan para un golpe de Estado.
El general Franco, muy emocionado, despidió a Gil Robles con estas palabras:

…el ejército no se había sentido jamás tan bien dirigido. El honor, la disciplina, todos los conceptos básicos del ejército han sido restablecidos y han sido encarnados por vuecencia. Yo no puedo hacer otra cosa en estos momentos en que la emoción no me deja hablar, que significar hasta qué punto la rectitud ha sido la única norma del ministro de la Guerra.

A finales de diciembre de 1935 el general Mola todavía mantenía en un documento secreto dirigido a la UME la necesidad de llevar a cabo un golpe de Estado antes de las elecciones pues «sería un error funesto plantear la batalla a la revolución en el terreno del sufragio y de la actuación legalista». «Hay que evitar las elecciones… un ataque contrarrevolucionario a fondo es lo que se impone… [cuyo objetivo sería] la destrucción del régimen político imperante en España. […] En el porvenir, nunca debe volverse a fundamentar el estado ni sobre las bases del sufragio inorgánico, ni sobre el sistema de partidos… ni sobre el parlamentario infecundo». El 30 de enero fue convocado por el presidente del gobierno Manuel Portela Valladares con la esperanza de poder atraerlo al campo de republicanismo «centrista» que él y el presidente de la República Alcalá-Zamora representaban ofreciéndole el puesto de Alto Comisario en Marruecos u otro cargo importante en Madrid, pero Mola no quiso comprometerse. «Comprendí que en España ya no había nada que hacer por las buenas», escribió en su diario al reseñar el encuentro con Portela.

### El primer intento de golpe de Estado: febrero de 1936

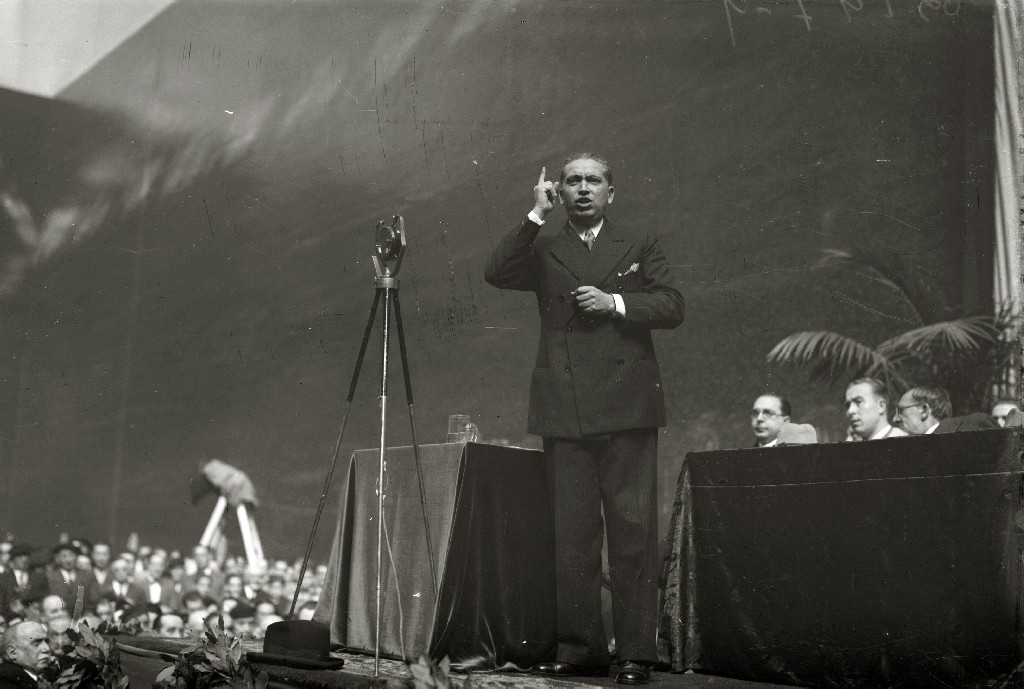
José Calvo Sotelo en un mitin en San Sebastián (1935). Durante la campaña electoral de enero y febrero de 1936 hizo continuos llamamientos a la intervención del Ejército. Tras producirse la victoria en las elecciones del Frente Popular, fue uno de los principales instigadores del intento de golpe de Estado que se proponía impedir que el Frente Popular llegara la gobierno.

#### La polarización política en las elecciones de febrero de 1936
La campaña de las elecciones de febrero de 1936 evidenció la creciente polarización política de la sociedad española. El derechista Bloque Nacional propuso la creación de un frente contrarrevolucionario que acabara con la República y durante la campaña electoral, según Eduardo González Calleja, «los alfonsinos propagaron un mensaje de virtual guerra civil». Antonio Goicoechea ―que en las elecciones perdería su escaño por Cuenca― pidió la destrucción de «los partidos antinacionales con la máscara de partidos obreros» y declaró que «el golpe de Estado puede ser algo grande, si es grande el propósito que lo inspira». Calvo Sotelo fue aún más lejos el 12 de enero de 1936 al hacer un llamamiento al levantamiento del Ejército como «la nación en armas» durante la celebración de un homenaje a las minoría parlamentarias monárquicas ―acto en el que también intervino Manuel Fal Conde, líder de la Comunión Tradicionalista, que volvió a invocar al Ejército al que ofreció «marchar tras él» «con el servicio de nuestros brazos y de nuestros pechos, con heroísmo»―. Calvo Sotelo en su discurso (que fue reproducido en el diario ABC del día siguiente) dijo:

Se predica por algunos la obediencia a la legalidad republicana. La obediencia es la contrapartida de la legalidad. Y cuando la legalidad falta, en deservicio de la Patria, la obediencia está de más. Y si aquélla falta en las alturas, no es que sobre la obediencia, es que se impone la desobediencia conforme a nuestra filosofía católica, desde Santo Tomás hasta el padre Mariana. No faltará quién sorprenda en estas palabras una invocación directa a la fuerza. Pues bien, sí, la hay... Una gran parte del pueblo español, desdichadamente una grandísima parte, piensa en la fuerza para implantar una ola de barbarie y anarquía: aludo al proletariado. Su fe y su ilusión es su fuerza numérica, primero, y la de la dictadura roja, después. Pues bien: para que la sociedad realice una defensa eficaz, necesita apelar también a la fuerza. ¿A cuál? A la orgánica; a la fuerza militar, puesta al servicio del Estado... Hoy el ejército es base de sustentación de la patria. Ha subido de la categoría de brazo ejecutor, ciego, sordo y mudo, a la de columna vertebral, sin la cual no se concibe la vida... Me dirán algunos que soy militarista. No lo soy, pero no me importa que lo digan. Prefiero ser militarista a ser masón, a ser marxista, a ser separatista e incluso a ser progresista. Dirán que hablo en pretoriano. Tampoco me importa… Cuando las hordas rojas del comunismo avanzan, sólo se concibe un freno: la fuerza del Ejército y la transfusión de las virtudes militares ―obediencia, disciplina y jerarquía― a la sociedad misma, para que ellas descasten los fermentos malsanos. Por eso invoco al Ejército y pido patriotismo al impulsarlo.

La derecha «accidentalista» de la CEDA también planteó la campaña electoral en términos apocalípticos y maniqueos de lucha entre el bien y el mal, entre la supervivencia y la destrucción. Su líder José María Gil Robles «abandonó su aparente moderación y recorrió toda España alertando sobre el riesgo de unas izquierdas revolucionarias, separatistas y masónicas que eran la "Anti-España" y exigió una respuesta vigorosa ("Dadme la mayoría absoluta y os daré una España grande"), acaso violenta ("Quien nos busque, nos encontrará") y sacralizada ("Para defender los derechos de Cristo y su Iglesia»). «¡Ni lucha de clases ni separatismo! Esas ideas no pueden tener cabida en el concurso de las ideas lícitas... Al que quiera discutirlo hay que aplastarle», decía la propaganda electoral de la CEDA. Uno de sus eslóganes decía: «Las izquierdas burguesas del brazo de los comunistas… Elector: Todos son una misma cosa: ¡¡Revolucionarios!! ¡¡Contra la revolución y sus cómplices!!». Aún más radical se mostró la rama juvenil JAP con su grito de combate filofascista de «¡Jefe, Jefe, Jefe!» dedicado a Gil Robles. El diario católico El Debate, órgano oficioso de la CEDA, presentó las elecciones como un conflicto entre la España y la anti-España, entre la civilización y la barbarie. «Entre la ruina o la salvación de España no cabe término medio ninguno. España está amenazada en su propio ser por las hordas marxistas, deseosas de poder cumplir la promesa del octubre rojo de 1934», decía El Debate. Sobre la amnistía, primer punto del programa electoral del Frente Popular, este mismo diario advertía que su aprobación supondría «poner en la calle a los asesinos, ladrones e incendiarios afectos al socialismo, sindicalismo y comunismo». La prensa católica de fuera de Madrid aún fue más beligerante.
El lenguaje agresivo e intransigente que buscaba excluir al contrario y sembrar el odio y el miedo hacia él utilizado por las derechas también fue empleado por una parte importante de las izquierdas, especialmente por el sector del socialismo encabezado por Francisco Largo Caballero que no estaba dispuesto a reconocer la victoria de las derechas en las elecciones si esta se producía. Como ha destacado Enrique Moradiellos, Largo Caballero «no ocultó su compromiso con el "legado de Octubre" ni su mínimo apego a la "democracia burguesa"». En uno de los mítines dijo:

Las elecciones no son más que una etapa en la conquista del poder y su resultado se acepta a beneficio de inventario. Si triunfan las izquierdas, con nuestros aliados podemos laborar dentro de la legalidad, pero si ganan las derechas tendremos que ir a la guerra civil declarada. Yo deseo una República sin lucha de clases; pero para ello es necesario que desaparezca una de ellas.

#### El intento de golpe de Estado tras conocerse la victoria del Frente Popular
Los generales antirrepublicanos Goded, Villegas, Orgaz, Ponte, Varela y Rodríguez del Barrio se reunieron en enero de 1936 en casa del general Barrera (que había sido uno de los protagonistas de la frustrada «Sanjurjada» de agosto de 1932). En el encuentro también estuvieron presentes la Junta Nacional de la UME y varios delegados de Divisiones Orgánicas. Todos ellos acordaron encargar al general Goded la preparación de un golpe preventivo si ganaba el Frente Popular (el general Fanjul, al que el gobierno lo había destinado a Canarias, se comprometió a estar en Madrid el día de las elecciones para sublevar a la guarnición de la capital). Por su parte el general Franco, jefe del Estado Mayor, ordenó al general Mola que dispusiera las tropas del Protectorado de Marruecos para su «salto» a la península si se producían alteraciones del orden. Y la UME difundió la falsedad de que el Frente Popular se proponía disolver el Ejército y los cuerpos de seguridad a lo que la UME respondía: «antes que consentir el triunfo del comunismo, el Ejército español aplastará para siempre la revolución». En la especie de manifiesto que hizo público la UME ―dirigido a los militares y escrito en un «tono desabrido, virulento, amenazador», según Ángel Viñas― calificó al Frente Popular de Frente Unido de la III Internacional y a sus integrantes «gavilla de asesinos y de atracadores»,  «escoria del crimen, que ya ha costado a España millones de sus hijos» y que vuelven «a dar aire a sus banderas marxistas, anarquistas y masónicas, que gotean aún sangre española». «Ningún militar español puede estrechar las manos teñidas de sangre con la de nuestros trescientos hermanos muertos en Octubre», se decía también en el manifiesto. Este acababa así (las mayúsculas son del original):

Nos retan a la LUCHA FINAL. No la deseamos ni la buscamos. Pero si lo quieren, que sea pronto. No seremos nosotros los que lloremos su resultado:
¡SERÁ LA LUCHA FINAL!
¡ALERTA, SOLDADOS DE LA PATRIA! ¡VIVA ESPAÑA! ¡POR LA UNION MILITAR ESPAÑOLA!

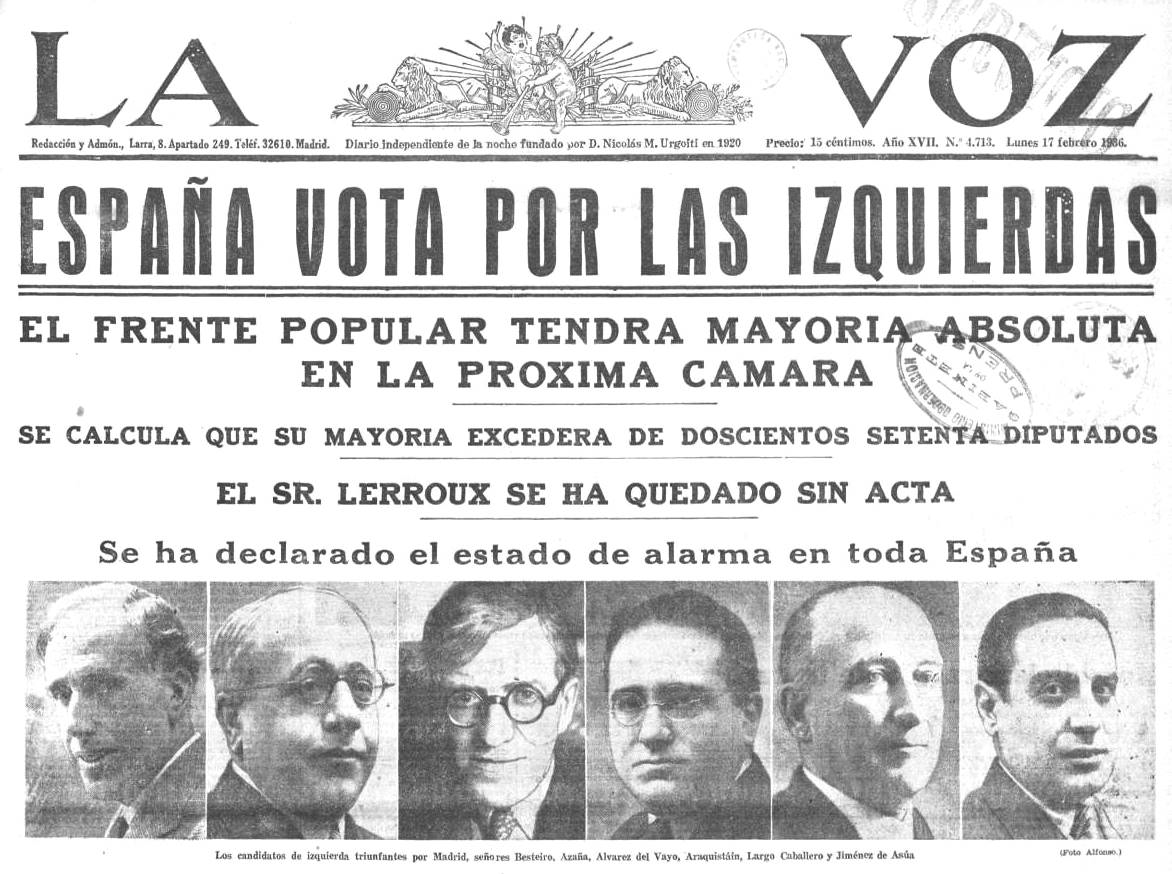
Portada del diario La Voz del lunes 17 de febrero que anuncia la victoria del Frente Popular por mayoría absoluta. Aparecen las fotografías de los candidatos que han resultado elegidos en la lista de Madrid (de izquierda a derecha): Julián Besteiro, Manuel Azaña, Julio Álvarez del Vayo, Luis Araquistain, Francisco Largo Caballero y Luis Jiménez de Asúa. El diario destaca también en la primera página que el antiguo presidente del Gobierno Alejandro Lerroux no ha resultado elegido. Asimismo anuncia que el gobierno de Manuel Portela Valladares ha declarado el estado de alarma en toda España.

Cuando en la noche del domingo 16 de febrero se fue conociendo la victoria del Frente Popular en las elecciones —«unos comicios que fueron, a pesar de algunas irregularidades registradas en varias provincias, los más limpios y democráticos de cuantos habían tenido lugar en España. De casi 10 millones de votantes un 47,2 por ciento se decantó por el Frente Popular y sus aliados, mientras que un 45,7 lo hizo por la derecha y los suyos», según Stanley G. Payne—, lo que suponía el fracaso de la vía posibilista de la CEDA de Gil Robles, se puso en marcha el plan urdido por los generales el mes anterior. A la 1.00 de la madrugada del 17 de febrero el general Franco, jefe del Estado Mayor, trató de convencer al general Pozas, inspector general de la Guardia Civil, para que se sumara a la declaración del estado de guerra, pero este se negó. Franco le dijo que el objetivo era «que la masa no se rebase». Media hora después el general Franco lo intentaba con el ministro de la Guerra, el general Nicolás Molero, con el mismo resultado, remitiéndole este al presidente del gobierno Manuel Portela Valladares (según Payne, el general Molero le prometió a Franco que presentaría la propuesta de declarar el estado de guerra en la reunión del Consejo de Ministros que iba a reunirse por la mañana. «Después, Franco volvió a casa para acostarse»). A las 4 de la madrugada Gil Robles se entrevistaba con Portela en su suite del Hotel Palace con la misma exigencia (según Payne, Gil Robles le telefoneó al hotel al no encontrarlo en la sede del ministerio de la Gobernación), reuniéndose a continuación con la plana mayor de la CEDA en el Ministerio. (Al parecer Portela Valladares llamó inmediatamente al presidente de la República y le trasladó la petición de Gil Robles para que firmara el decreto del estado de guerra, pero este solo autorizó la declaración del estado de alarma). Gil Robles también envió a un ayudante a que se pusiera en contacto con el general Franco (a quien despertó a las siete de la mañana) y este lo envió a su vez a que hablara con el teniente coronel Valentín Galarza para que alertase a los oficiales clave de la UME (según Payne, Franco se levantó en seguida y se marchó a su despacho para desde allí solicitar una reunión inmediata con Portela Valladares). A primera hora de la mañana del lunes 17 el general Goded intentó sublevar el Cuartel de la Montaña, pero fracasó y a continuación se dirigió al Ministerio de la Guerra donde, junto con los generales Fanjul y Rodríguez del Barrio, convenció al general Franco para que sondeara a las guarniciones sobre si apoyarían un golpe de fuerza. Los generales con los que contactó el general Franco se mostraron reticentes pues consideraron impracticable el movimiento al no contar con el apoyo de la Guardia de Asalto y la Guardia Civil. De hecho el general Pozas había ordenado que destacamentos de la Guardia Civil rodearan los cuarteles sospechosos. «Se malogró así el momento más adecuado para llevar adelante el golpe», afirma Eduardo González Calleja.
«En la madrugada del 17 de febrero no había otra novedad que el desenlace de las elecciones, ningún disturbio de importancia. La declaración del estado de guerra no perseguía otra cosa que el golpe contra el ejercicio de la democracia», pero «la firmeza de Portela y de Pozas, rechazando la presión, impidió que aquel mismo día triunfara». En sus memorias escritas décadas después Gil Robles intentó justificar su actuación afirmando que lo que pretendió fue que Portela Valladares declarara «inmediatamente» el estado de guerra porque, según él, «dominaba ya la anarquía en algunas provincias; los Gobernadores Civiles desertaban de sus puestos; las turbas amotinadas se apoderaban de las Actas» y «de no dictarse medidas urgentes medidas, con mano férrea, sería inmenso el peligro de que se cubriera de tragedia el porvenir de España». Según Stanley G. Payne, en una obra publicada en 1996, la reacción de la CEDA estaba siendo muy parecida a la de las izquierdas tras conocerse el triunfo de las derechas en las elecciones de noviembre de 1933: que no accedieran al poder los ganadores (entonces los republicanos de izquierda y los socialistas intentaron que el presidente de la República anulara el resultado de las elecciones y convocara unas nuevas, a las que se proponían presentarse unidos; Alcalá Zamora, fiel al cumplimiento de sus deberes constitucionales, se negó). Veinte años después, en 2016, Payne había asumido la versión de Gil Robles y afirmó todo lo contrario de lo que había escrito en 1996: que lo que pretendía Gil Robles con su exigencia de que se declarara el estado de guerra no era anular las elecciones sino que se restableciera el orden gravemente alterado por las «turbas izquierdistas». Gabriele Ranzato, como el resto de historiadores (a excepción del Payne de 2016), afirma que los promotores del golpe, con Gil Robles al frente, pretendían «negar validez a los resultados electorales o, en cualquier caso, evitar que se instalara un gobierno de izquierdas».

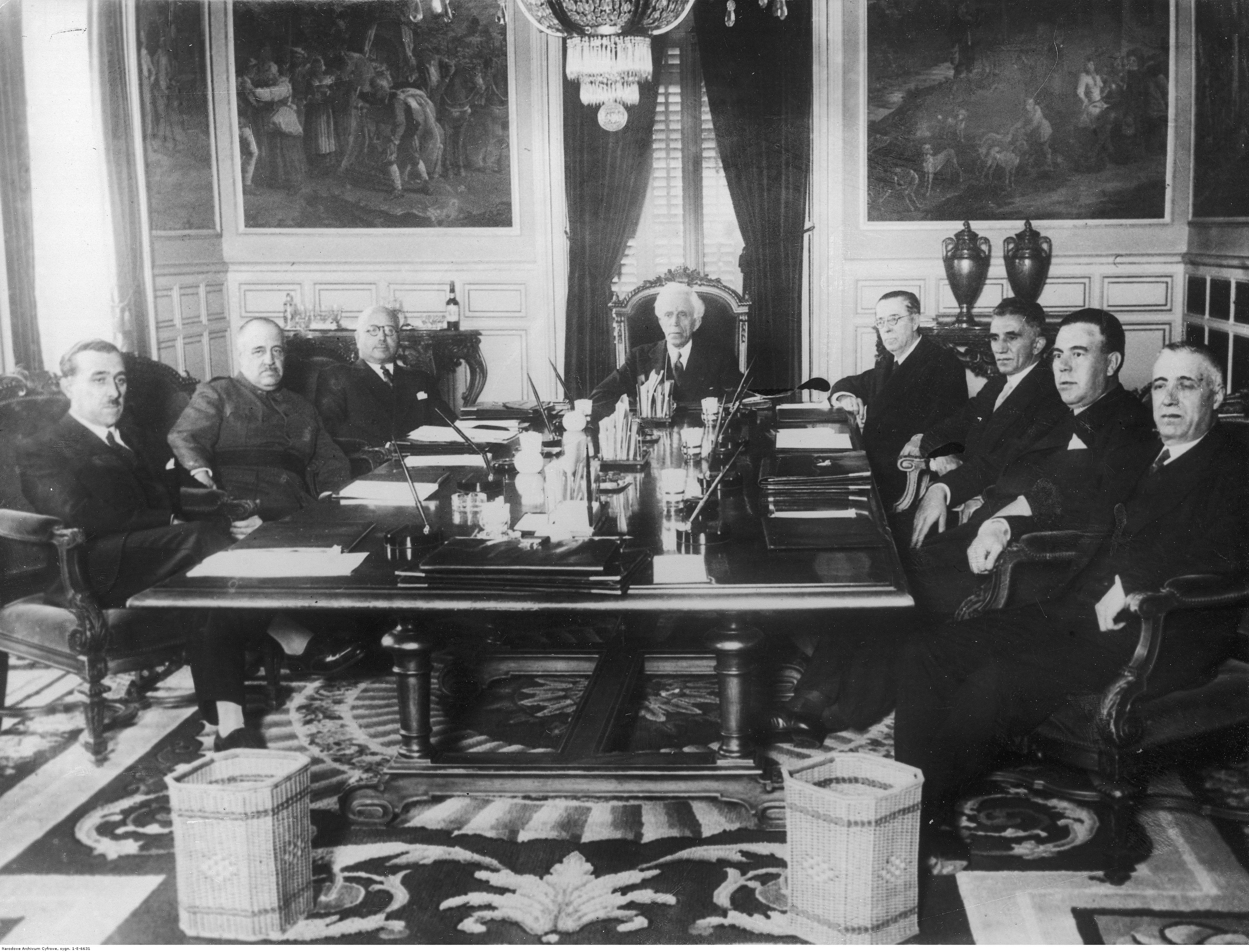
Gobierno de Manuel Portela Valladares (en la cabecera de la mesa). A la izquierda vestido de uniforme el ministro de la Guerra, el general Nicolás Molero. Tanto Portela Valladares como el general Molero resistieron las presiones de los jefes militares encabezados por el general Franco y de los líderes de la derecha antirrepublicana José María Gil Robles y José Calvo Sotelo para que declararan el estado de guerra tras conocerse el triunfo del Frente Popular en las elecciones.

En algunas ciudades comenzaron a producirse desórdenes durante las celebraciones de «júbilo agresivo» con motivo del triunfo del “Frente Popular”, especialmente en torno a las cárceles rodeadas por la multitud, donde los presos “políticos y sociales” se amotinaban para exigir su puesta en libertad inmediata, sin esperar a la aprobación de la amnistía que podría tardar más de un —la amnistía era el primer punto del programa con el que había ganado las elecciones la coalición del Frente Popular—. En algunas cárceles se estaban produciendo incendios provocados por los presos, a menudo por los presos comunes que querían el mismo trato que los presos políticos (una de la cárceles incendiadas fue el penal de San Miguel de los Reyes en Valencia). En Oviedo la multitud iba encabezada por la comunista Dolores Ibárruri Pasionaria y había conseguido la liberación tanto de los presos políticos como de los comunes. También había habido manifestaciones e incidentes pidiendo no solo la amnistía, sino la readmisión de todos los trabajadores despedidos con motivo de la Revolución de octubre de 1934. Incluso en algunas ciudades la UGT y la CNT habían declarado la huelga general en apoyo de esas reivindicaciones, que fue respondida, como en Zaragoza, por la declaración del estado de guerra por parte del general Miguel Cabanellas, jefe de la V División Orgánica, y la manifestación obrera que finalmente tuvo lugar fue disuelta por la guardia de asalto con el resultado de un muerto y de varios heridos. Asimismo en muchas localidades las comisiones gestoras de derechas nombradas por el gobierno radical-cedista tras la Revolución de Octubre de 1934 estaban siendo expulsadas de los ayuntamientos para reponer en sus puestos a los concejales y alcaldes de izquierdas destituidos. También habían comenzado el incendio de iglesias y los asaltos a las sedes de los partidos de derechas y de los periódicos de este mismo signo político. En Madrid pudo ser contenido el intento de asalto de la cárcel modelo, pero la multitud había comenzado a rodear la Presidencia del Gobierno en la Puerta del Sol.
A las diez de la mañana del lunes 17 de febrero se reunió el Consejo de Ministros tras haber rechazado el presidente de la República Alcalá Zamora la declaración del estado de guerra, lo que hubiera supuesto ceder el poder a los militares. El Consejo de Ministros decidió declarar el estado de alarma durante ocho días manteniendo solo en alerta a las fuerzas de seguridad y no al Ejército, mientras que el presidente de la República refrendó un decreto de proclamación del estado de guerra que el presidente del gobierno Portela Valladares solo lo usaría si lo consideraba inevitable y seguro. Uno de los problemas a los que se enfrentaba el gobierno era que la mayoría de los gobernadores civiles, que eran los responsables del orden público, no solo no estaban interviniendo —«reacios a usar la fuerza para garantizar el orden público sin una sólida cobertura del poder central»—, sino que muchos de ellos abandonaban sus cargos, sobre todo en cuanto en la tarde de ese mismo lunes 17 de febrero conocieron la intención del presidente del gobierno Portela Valladares de dimitir, creando así un vacío de poder que alentó aún más los actos violentos (en una intervención en las Cortes Azaña recordó que «cuando nosotros llamamos de Gobernación [a las provincias], no había casi ninguno, ni gobernadores, ni funcionarios subalternos en los gobiernos, ni nadie que pudiese responder ante el nuevo gobierno de la autoridad provincial y local»). El resultado fue que en tres días, del 17 al 19 de febrero, murieron 21 personas por incidentes políticos o político-sociales. «Sin embargo, no hay pruebas de que esta agitación [de los partidarios del Frente Popular] interfiriera de forma significativa en el recuento y registro de los votos», afirmó en 1996 Stanley G. Payne. Veinte años después Payne afirmó que la movilización violenta de las «turbas izquierdistas» durante la tarde-noche del domingo 16 de febrero y los tres días siguientes provocaron la alteración de los resultados electorales, en detrimento de las derechas, en al menos seis provincias.
A las 14.40 de ese lunes Portela Valladares desautorizó las órdenes dadas por el general Franco para que se declarase el estado de guerra en determinados lugares como Zaragoza, Valencia, Alicante y Oviedo (según Payne, el general Franco había declarado esos estados de guerra siguiendo las instrucciones dadas por teléfono por el propio Portela Valladares nada más acabar la reunión del Consejo de Ministros, que, según Payne, sí había aprobado el estado de guerra, pero que más tarde había sido desautorizado por el presidente de la República). A las 17.00 horas los generales comprometidos en la intentona (Rodríguez del Barrio, Goded, Fanjul, Saliquet, González Carrasco, Villegas, Orgaz, Varela y Ponte), además del teniente coronel Valentín Galarza, se reunieron para discutir si desencadenaban una insurrección, dada la negativa del gobierno y del presidente de la República a declarar el estado de guerra. Consultaron con el general Franco quien les dijo que «el Ejército no tiene aún la unidad moral necesaria para acometer la empresa», pero que haría un último intento con el presidente del gobierno Portela Valladares. Esa misma tarde, sobre las 19.00 horas, se reunió con él, pero no logró convencerle de que no dimitiera, a pesar de que le ofreció el apoyo del Ejército para contener a las «hordas marxistas» ―Franco recurrió al chantaje moral pues le dijo que «si deja[ba] pasar al comunismo» contraería una grave responsabilidad ante la historia―.
A las 20.30 horas Portela Valladares, determinado a dimitir ―convencido, según Pilar Mera Costas, de que «para garantizar un traspaso de poderes democrático, este debía ser inmediato», y de que «sólo un gobierno de izquierdas podía controlar la situación», según Stanley G. Payne; «hundido, deshecho («produce la impresión de un fantasma, no de un jefe de gobierno» en palabras de Azaña)», según Antony Beevor y agotado todo su coraje tras haber resistido la presión de Gil Robles y del general Franco, según José Luis Martín Ramos―, comenzó a negociar la transmisión de poderes al Frente Popular con Diego Martínez Barrio ―«No debo seguir aquí ni un momento más. Ni un momento más. Háganse ustedes cargo rápidamente del poder, porque yo no puedo responder de nada», le dijo Portela a Martínez Barrio― a pesar de que este le insistió en que se mantuviera, como correspondía, como gobierno en funciones hasta la reunión de las nuevas Cortes. Poco después de iniciada la reunión entre Portela Valladares y Martínez Barrio, se presentaron los generales Sebastián Pozas, inspector general de la Guardia Civil, y Miguel Núñez de Prado, director general de Seguridad, para advertirle al presidente del gobierno de las actividades conspirativas de los generales Franco y Goded. Pozas le aseguró que la Guardia Civil se «opondría a cualquier militarada». Poco antes de medianoche hubo un nuevo intento por parte de Calvo Sotelo, acompañado de Joaquín Bau, para convencer a Portela para que dejara el poder «en manos fuertes» y permitiera gobernar a los militares. Al parecer, José Antonio Primo de Rivera llegó a pedirle a Portela «fusiles para la Falange».

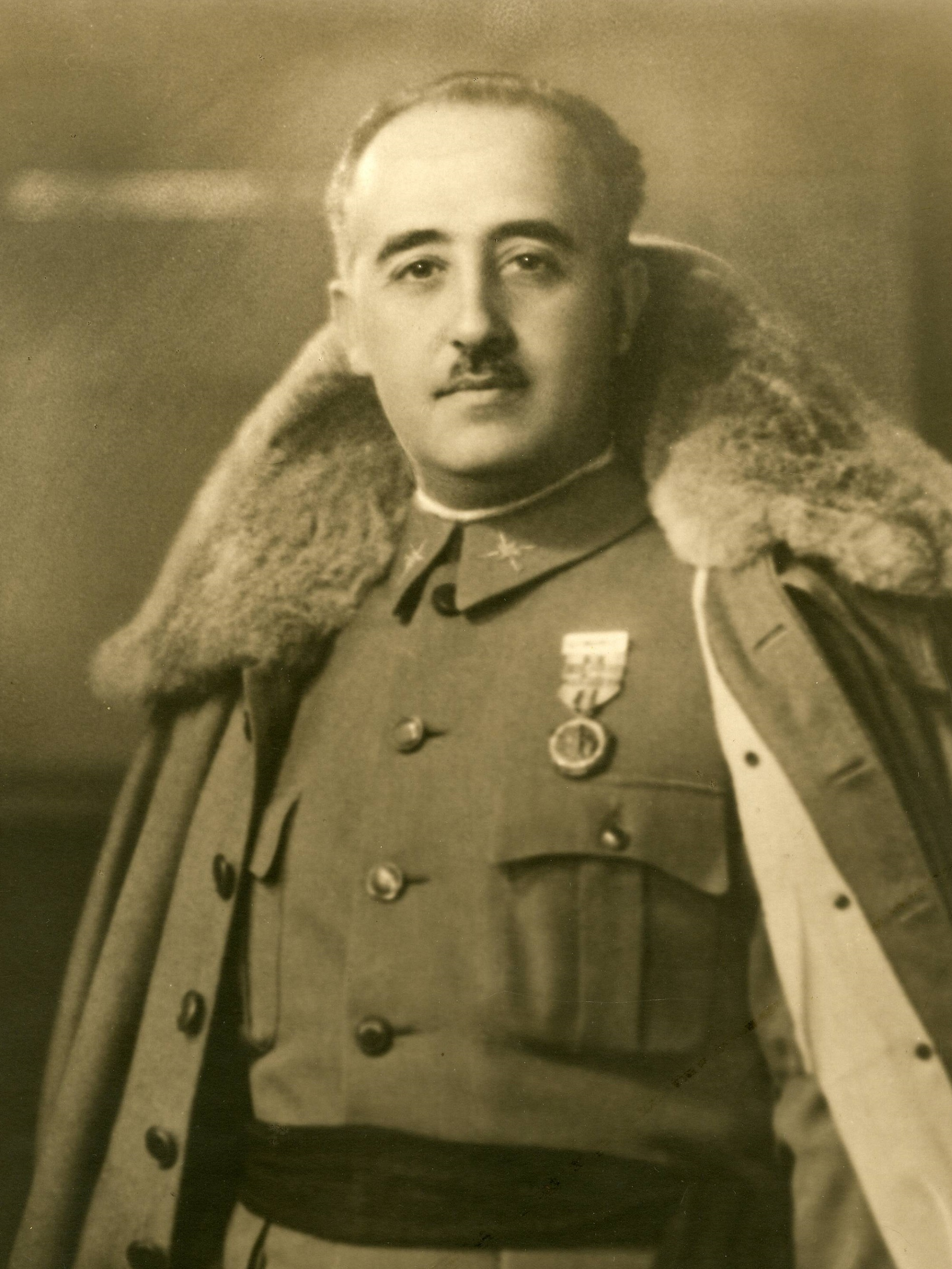
El general Franco, jefe del Estado Mayor del Ejército desde mayo de 1935. Encabezó el grupo de generales que intentaron que el presidente del gobierno Manuel Portela Valladares declarara el estado de guerra para impedir el acceso al poder del Frente Popular. La oposición de los generales Sebastián Pozas, inspector general de la Guardia Civil, y Miguel Núñez de Prado, director general de Seguridad, fue decisiva para que el intento de golpe de Estado fracasara. El nuevo gobierno presidido por Manuel Azaña destinó al general Franco a Canarias, donde estuvo informado de la conspiración dirigida por el general Mola a la que no se sumaría hasta el último momento.

A las 8,30 del miércoles 19 ―del martes 18, según Julio Aróstegui― Gil Robles se reunió con Portela Valladares a las afueras de Madrid y obtuvo la misma negativa que el presidente del gobierno le había dado a Calvo Sotelo. Dos horas después tenía lugar la última reunión del Consejo de Ministros y a las 14.00 horas se anunciaba la dimisión del gobierno ―Portela no hizo caso a la petición del presidente de la República de que se replanteara su decisión, ni tampoco al último intento del general Franco para que declarara el estado de guerra, asegurándole que contaría con el respaldo del Ejército (y que se podría llamar a las unidades de élite del Protectorado español de Marruecos)―. A las 18,30 el líder del Frente Popular Manuel Azaña, enojado porque no se había esperado a la constitución de las nuevas Cortes como establecía la ley, era nombrado por Alcalá Zamora presidente del gobierno, efectuándose la transmisión de poderes a las 21.00 horas ―Azaña escribió en su diario: «Siempre he temido que volviésemos al Gobierno en malas condiciones. No pueden ser peores»―. Portela no informó a Azaña de la actuación conspirativa del general Franco por lo que este «no fue castigado por transgredir su autoridad y estuvo en posición de desempeñar un papel crucial en la rebelión militar de julio de 1936», afirma Paul Preston. En la madrugada del día siguiente hubo un último y frustrado intento de rebelión militar en el aeródromo de Cuatro Vientos. «Se iniciaba de manera prematura la etapa del Frente Popular, lo que contribuyó a alimentar mitos de manipulación electoral  y dañar la legitimidad de su origen». Al día siguiente, 20 de febrero, Manuel Azaña se dirigió por radio al país para calmar los ánimos apelando a la necesidad de mantener el orden público, la concordia, la justicia y la paz. Su intervención fue tan conciliadora que al día siguiente la prensa de derechas reconoció que el discurso había producido «una excelente impresión». El diario monárquico ABC en su editorial le ofreció su «apoyo incondicional» y el de «el de todos los españoles, republicanos o monárquicos, sin distinción de ideologías», aunque terminaba diciendo: «vamos a ver si es verdad» el buen propósito expresado por el nuevo gobierno.
La «dimisión-huida» de Portela Valladares, como la llamó Alcalá Zamora, recibió una condena unánime. Manuel Azaña escribió en su diario: «Huye. Teme lo que puedan hacer las masas victoriosas; entre otras cosas, teme que puedan tomar por asalto las casas de los Ayuntamientos, cuyos concejales están suspendidos. Ya se le dijo hace un mes, cuando empezaba a montar su artilugio electoral, que tan ruidosamente se ha venido al suelo, que no pensase solo en el día 16, sino en el siguiente, y en lo que podía ocurrir en los pueblos donde los partidos populares ganasen la elección. No hizo caso. Al tropezar hoy con esta realidad lo único que se le ocurre es darse a la fuga». El historiador italiano Gabriele Ranzato sostiene que Portela Valladares, presa de un «evidente estado de miedo y postración», tomó «aquella precipitada decisión por su incapacidad de sostener la situación en que se había visto envuelto, entre disturbios, desórdenes callejeros y la amenaza de una intervención militar», «pero al margen de su falta de cualidades personales para hacer frente con firmeza de espíritu a la situación en que se encontraba, es un hecho que ni él ni ningún otro habría podido defender aquella posición durante el tiempo que debía haber transcurrido antes de que el nuevo gobierno entrase en funciones». Ranzato considera que Portela tenía razón cuando escribió más tarde que si hubiera decidido tomar medidas drásticas no habría sido secundado por las autoridades encargadas del orden público porque estas sabían «que iban a pasar en breve bajo la obediencia de los mismos a quienes tenían que combatir, exponiéndose a represalias» y que sólo podía hacer frente a la situación, no un gobierno como el suyo «que las elecciones habían declarado sin arraigo», sino un gobierno «prestigiado al máximo por su éxito electoral y por disponer de las grandes cooperaciones morales y políticas que le prestaban los partidos que integraban el Frente Popular».
El frustrado intento de golpe de Estado de febrero de 1936, según Eduardo González Calleja, «fue el último intento de rectificación autoritaria del marco legal mediante una ocupación de las instituciones por la fuerza, apoyado entre otros por Gil Robles o Cambó. Tras el fracaso de esta estrategia, la siguiente opción ya no sería un golpe para desvirtuar el Estado republicano, sino un asalto en toda regla para subvertirlo y, en último término, para destruirlo». Ángel Viñas lo caracteriza como un intento de «golpe de Estado blando», «es decir, debidamente autorizado por el todavía presidente del gobierno ya saliente, Manuel Portela Valladares, y el de la República» y además considera que «de haber triunfado, probablemente no hubiese habido guerra civil». Stanley G. Payne lo llama intento de «golpe constitucional».
Sobre el papel del general Franco en la intentona golpista (tratar de obtener «la autorización de Portela Valladares y de Alcalá Zamora para declarar el estado de guerra y evitar el traspaso de poderes») Ángel Viñas destaca la diferente actitud que mostró en octubre/noviembre de 1934 y en diciembre de 1935 cuando «había aconsejado prudencia porque las condiciones no estaban maduras». «Que se atreviera a impedir el triunfo del Frente Popular en febrero de 1936 implicaba tendencialmente que se sentía dispuesto a dar un giro copernicano. Pero lo pararon. A él y a Gil Robles». Un punto de vista que comparte Stanley G. Payne en gran medida: «el general Franco, el circunspecto jefe del Estado Mayor, estaba lo suficientemente alarmado como para instar a la jefatura del Gobierno a dar un golpe constitucional, aunque ello supusiera una contradicción de términos, e incluso consideró por primera vez la posibilidad de que las fuerzas armadas entraran en acción. Sin embargo, Franco entendió enseguida que esto último no era posible, dado que la cúpula del ejército estaba demasiado dividida políticamente, y no cabe duda de que tenía razón».
Una de las primeras decisiones que tomó el nuevo Gobierno del Frente Popular presidido por Manuel Azaña y con el general Carlos Masquelet como ministro de la Guerra, fue alejar de los centros de poder a los generales más dudosos de su lealtad al gobierno o a la República: el general Goded fue destinado a la Comandancia militar de Baleares; el general Franco, a la de Canarias; el general Mola al gobierno militar de Pamplona. Otros generales significados, como Orgaz, Villegas, Fanjul y Saliquet quedaron en situación de disponibles. El capitán Bartolomé Barba Hernández, uno de los jefes de la UME, fue destinado a Valencia. La misma política se aplicó a los mandos de la Guardia Civil (en los cinco meses siguientes el Gobierno cambió a 206 capitanes de los 318 con mando directo sobre los agentes, a 99 de los 124 comandantes, a 68 de los 74 tenientes coroneles y a los 26 coroneles).
Sin embargo, la política de traslados no serviría para frenar la conspiración militar, e incluso en algún caso, como el del general Franco, les hizo aumentar su rechazo al nuevo Gobierno, al considerar su destino en Canarias como un «destierro». Antony Beevor ha destacado que en la «era de la aviación» fue una decisión «poco afortunada» enviar a Franco a Canarias, cerca del Marruecos español, y a Goded a Baleares, cerca de Barcelona, y mucho más la de enviar a Mola a Pamplona, «el feudo de los requetés», «donde se encontró a sus anchas para dirigir el golpe de estado contando con 8000 requetés armados hasta los dientes que habrían de constituir las columnas navarras de la guerra civil». Stanley G. Payne también ha señalado el error cometido por el Gobierno al destinar al general Mola a Pamplona, «un lugar tranquilo y aparentemente inofensivo, pero en el ambiente ultraconservador del carlismo navarro encontró un apoyo y una cobertura que no habría hallado en ningún otro lugar». El historiador militar José García Rodríguez califica de «inepta» la decisión de destinar a Mola «al centro del carlismo» y a Franco «a una isla lejana pero muy cercana a Marruecos y al Ejército allí estacionado». Gabriele Ranzato coincide con todos estos historiadores y considera que «la elección de sus nuevos destinos no había sido muy prudente». Desde Canarias el general Franco podía «alcanzar fácilmente la colonia marroquí, donde estaban concentrados los cuerpos mejor adiestrados del ejército»; y «menos sensata había sido la decisión de enviar al general Mola a Pamplona, "capital" del carlismo, donde habría encontrado vasta solidaridad y cobertura para desarrollar una actividad conspiratoria».
Luis Romero, por el contrario, ha afirmado que «las remociones» «eran justas y razonables» (la «reorganización de los mandos militares... tendía a corregir, o alterar, la labor de Gil Robles cuando ocupó la cartera [de Guerra], que correspondía a criterios derechistas»).  «Quienes con posterioridad a la guerra han escrito sobre estos cambios de destino, lo han hecho con las cartas boca arriba: ni Canarias ni Baleares eran puntos como para dirigir una conspiración; antes al contrario, resultarían los más contraindicados (Franco partiría para Marruecos y Goded se trasladaría a Barcelona...). Y en cuanto al general Emilio Mola, considerado como liberal y nada monarquizante, era impensable que en Navarra pudiera conchabarse con la fuerza más antirrepublicana: los carlistas. Los mismos hechos iban a demostrar lo difícil que resultaría entenderse con ellos. En cuanto a destituirlos, encarcelarlos y otra inepcias que se han repetido, sólo pueden escribirse por quienes se olvidan que se vivía en un estado de derecho y no había ninguna prueba contra ellos».

### La reunión de los generales del 8 de marzo: ¿el inicio de la conspiración?
El triunfo de la izquierda en las elecciones supuso el fracaso de la táctica «accidentalista» defendida por la CEDA y su líder Gil Robles por lo que a los «contrarrevolucionarios» solo les «quedaba el camino de la violencia y de la conspiración», afirma Pilar Mera Costas. A partir de entonces, como ha subrayado Paul Preston, «la derecha se preocuparía más de destruir la República que de apoderarse de ella». Esa operación la llevaría a cabo el Ejército, al que apelaron los líderes derechistas antirrepublicanos. Como ha señalado Eduardo González Calleja, «sería el Ejército, o al menos parte de él, el que aglutinaría las diferentes vías conspirativas y proyectos insurreccionales civiles, que hubieron de plegarse a un plan subversivo y de reorganización del Estado formulado bajo parámetros casi exclusivamente castrenses que en un primer momento no iban mucho más allá de la proclamación de una dictadura militar en un régimen temporal de excepción». Una parte de los militares se convencieron de que había una amenaza revolucionaria real que se proponía destruir el orden social, la unidad de la patria y a ellos mismos. La conspiración militar para desencadenar un «golpe de fuerza» (como lo llamaban los conjurados) se puso en marcha nada más tomar posesión el Gobierno de Azaña el 19 de febrero de 1936, apoyándose inicialmente en las tramas golpistas que se habían rehecho tras el fracaso de la insurrección militar de agosto de 1932 encabezada por el general Sanjurjo.

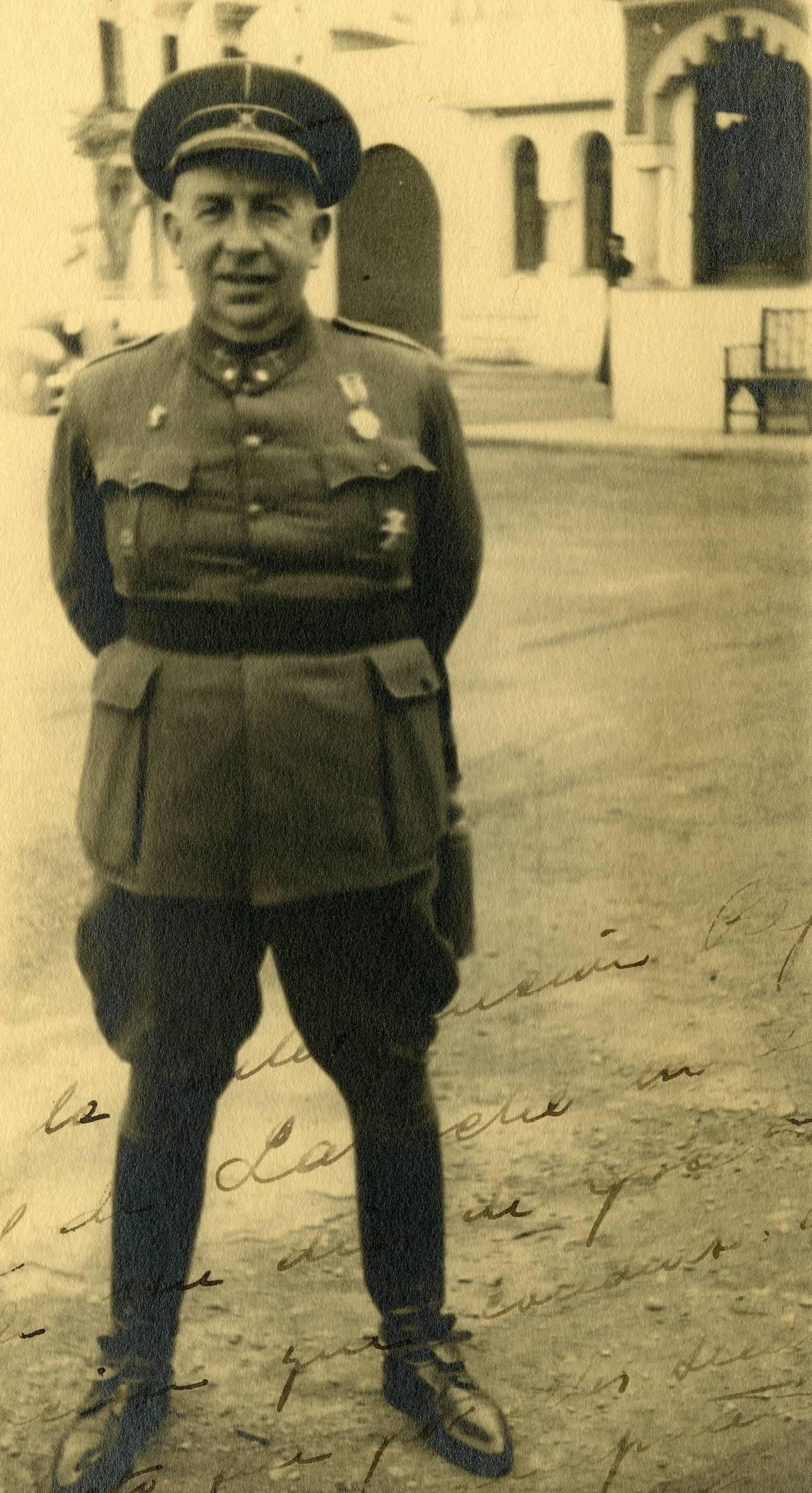
El general Luis Orgaz. Participó en las conspiraciones (estuvo presente en la crucial reunión del 8 de marzo) y en los conatos e intentonas golpistas. Fue confinado en Canarias por orden del gobierno. Allí se haría cargo de la sublevación del archipiélago cuando el general Franco voló al Protectorado español de Marruecos para ponerse al frente del Ejército de África.

El domingo 8 de marzo de 1936 por la tarde, horas antes de que el general Franco se marchara a su destino en Canarias y de que el general Mola partiera también para su nuevo puesto en Pamplona (el 4 de marzo había abandonado Marruecos, donde le habían despedido el coronel Juan Beigbeder y los tenientes coroneles Juan Yagüe y Eduardo Sáenz de Buruaga, quienes serían los cabecillas del golpe en el Protectorado), tuvo lugar en la casa de Madrid del oficial en la reserva y agente de cambio y bolsa, militante destacado de la CEDA y amigo de Gil Robles, José Delgado y Hernández de Tejada, una reunión de varios generales (Emilio Mola, Luis Orgaz Yoldi, Villegas, Joaquín Fanjul, Francisco Franco, Ángel Rodríguez del Barrio, Miguel García de la Herrán, Manuel González Carrasco, Andrés Saliquet y Miguel Ponte, junto con el coronel José Enrique Varela y el teniente coronel Valentín Galarza, como hombre de la UME que centralizaría los servicios de información —el general Goded no asistió porque ya había partido para su nuevo destino en las Baleares—), en la que se plantearon organizar un «alzamiento militar» que derribara al Gobierno del Frente Popular recién constituido, y con él el sistema parlamentario, y «restableciera el orden en el interior y el prestigio internacional de España».
La reunión duró cinco horas y en ella se discutieron los planes de la posible sublevación de los que se había hablado en enero: uno «centrípeto» defendido por el general Mola, que consistía en una rebelión coordinada en provincias que convergería sobre Madrid, y otro «centrífugo» preconizado por el general Goded y por Varela y Galarza, que consistía en tomar los centros neurálgicos de la capital. Al final, a propuesta del general Franco, se optó por un plan de compromiso que iniciaría el general Rodríguez del Barrio tomando el Ministerio de la Guerra. Sin embargo, se acordó que la sublevación solo se llevaría a cabo si el Gobierno decidía alguna medida de ataque frontal, como disolver la Guardia Civil o el Ejército, o se producía la «revolución comunista», que muchos creían que se estaba preparando. Según Luis Romero, el detonante sería la entrega del gobierno a Francisco Largo Caballero o a los comunistas. También se acordó formar una junta estable constituida por los generales residentes en Madrid ―de la parte civil se encargaría el general Orgaz y de la militar el general Varela; cuando fueron confinados en Canarias y en Cádiz por orden del gobierno fueron sustituidos por los generales Fanjul y Villegas―. El jefe nominal de la sublevación sería el exiliado general Sanjurjo, quien por esas fechas había viajado en compañía del coronel Juan Beigbeder a Berlín donde se había entrevistado con el almirante Canaris y los diplomáticos Von Faupel y Eberhard Von Stohrer para adquirir armas de guerra en la Alemania nazi, pero no consta que consiguiese su objetivo. Al estar Sanjurjo exiliado eligieron al general Rodríguez del Barrio como delegado de su autoridad.
No se llegó a acordar el carácter político del «movimiento militar» —este se haría «exclusivamente por España, sin ninguna etiqueta determinada» y después de su triunfo sería cuando se tratarían «problemas como el de la estructura del régimen, símbolos, etcétera», según rezaba el acta que se levantó de la reunión—, pero para su organización recurrirían a la estructura clandestina de la UME, aunque su eficacia como «instrumento conspiratorio» el historiador norteamericano Stanley G. Payne la ha puesto en duda a pesar de que afirmaba contar con 3436 afiliados, la cuarta parte de los oficiales en activo (muy por encima de su rival la UMRA, cuyos miembros eran unos pocos cientos). Sin embargo, otros historiadores como José García Rodríguez, consideran «decisivo» el papel de la UME en la rebelión pues permitió que «la conspiración penetrase en el tejido más operativo del Ejército» (de teniente coronel para abajo). Lo mismo afirma Gabriele Ranzato que define la UME como «una asociación semisecreta constituida en 1933 por oficiales de extrema derecha, sobre todo monárquicos, pero también falangistas, cuya finalidad era abatir la República democrática».
En cuanto a la valoración de la importancia de la reunión de los generales del 8 de marzo existen discrepancias entre los historiadores. Según Julio Aróstegui, «la citada reunión, en casa de un militante de la CEDA, José Delgado y Hernández de Tejada, tuvo gran importancia por diversos motivos: el número y calidad de los asistentes, la concreción real de unos elementos directivos de la conspiración y la fijación de unos primeros criterios comunes sobre las condiciones, características y objetivos de una sublevación posible». En el extremo opuesto se sitúa Stanley G. Payne quien en una obra publicada en 2016 le restó importancia a la reunión porque, según él, la mayoría de los asistentes eran generales jubilados (a pesar de que en otra obra publicada veinte años antes había escrito que se habían reunido «militares derechistas» sin especificar nada más). De hecho Payne para referirse a la junta que se formó tras la reunión no utilizó en 2016 el término «junta de generales», como había hecho en 1996, sino el de «junta de jubilados». Una posición intermedia es la que defiende Gabriele Ranzato, que sostiene que hubo «una comprobación de la común voluntad de liquidar, mediante un pronunciamiento, el Frente Popular, y con este el sistema parlamentario, mientras que hubo un total desacuerdo sobre los tiempos de actuación, puesto que los más prudentes —Franco y Mola entre estos— estimaban necesario un periodo de preparación, y otros defendían, en cambio, una acción inmediata que debería realizarse a mediados de abril». Luis Romero coincide con Ranzato al señalar la existencia de dos tendencias entre los generales reunidos: los más declaradamente monárquicos que proyectaban un movimiento para el 20 de abril y los que defendían, con Franco y Mola a la cabeza, que en aquellos momentos no se daban las condiciones para una sublevación, salvo que se entregara el Gobierno a Largo Caballero o a los comunistas. Pero Romero llega a afirmar que «ni Franco, ni Mola ni otros muchos generales, jefes y oficiales, pensaron entonces en levantarse contra Azaña ni contra Prieto o Besteiro, porque sabían que de formar gobierno estos últimos, lo harían de acuerdo con las leyes establecidas... y que, pasado un periodo, las derechas y el centro podrían nuevamente ganar unas elecciones y, por tanto, volver a gobernar». Además de en esto último, Luis Romero no coincide con Ranzato en el contenido de los acuerdos que se alcanzaron, que aquel califica de «vagos acuerdos de principio» y que, según él, «consistían en mantener contacto entre ellos, que el coronel Valentín Galarza coordinara desde Madrid la eventual comunicación entre unos y otros y mantuviera un servicio de información centralizado sobre lo que pudiera suceder. [...] A Mola se le encomendó que fuera tanteando las guarniciones, primero de Navarra y luego del resto de la VI División Orgánica, para conocer la disposición de jefes y oficiales por si, al plantearse una situación revolucionaria, llegaba el momento de intervenir. También se aceptaba la jefatura suprema de Sanjurjo —eterno conspirador a distancia— si esa ocasión se presentaba». Por otro lado, Francisco Alía Miranda ha destacado que cuando se celebró la reunión «tan solo habían pasado veinte días desde la celebración de las elecciones, por lo que no puede ser considerado determinante para los conspiradores el contexto social de la primavera de 1936, tan esgrimido más tarde por los sublevados o por la dictadura franquista» para justificar el golpe de julio.
El 11 de marzo fue detenido el general Eduardo López Ochoa, por los presuntos excesos cometidos cuando estaba al mando de la represión de la Revolución de Asturias, lo que causó una gran conmoción entre los militares, a pesar de que, según Luis Romero, «gozaba de escasas simpatías entre los militares de derechas» «por su condición de masón y por considerar que no había actuado con suficiente energía en la campaña de Asturias —y lo cierto es que empleó mano dura—». Unos días después el ministro de la Guerra, el general Carlos Masquelet, se vio obligado a hacer una declaración pública en la que negaba los rumores de agitación en los cuarteles, además de expresar su «indignación por las injustas agresiones a oficiales», instando a estos a no caer en las provocaciones, y de pedir la solidaridad con los militares por ser «el más firme apoyo del Estado republicano». Entonces la UME le lanzó un ultimátum de 24 horas al ministro exigiéndole el respeto máximo para unos militares que «alejados de toda política, solo desean la paz pública», el desarme por la Guardia Civil de «todas las organizaciones y sus individuos, ajenas a las instituciones armadas o policía gubernativa» y la amnistía para los militares detenidos por alteración del orden público o movimientos subversivos. Finalmente el general López Ochoa fue puesto en libertad por falta pruebas y a partir de ese momento ingresó en la UME donde ejerció una gran influencia. En mayo encabezaría una conspiración para impedir que Manuel Azaña fuera investido como nuevo presidente de la República. El plan consistía en que el destituido Niceto Alcalá Zamora nombrara al general Sanjurjo al frente de un gobierno provisional, a pesar de que Alcalá Zamora carecía de autoridad para hacerlo pues ya no era presidente de la República. El plan se frustró porque Alcalá Zamora se negó a colaborar, aunque no denunció ni a López Ochoa ni a sus cómplices militares o civiles.

### El debate historiográfico sobre la campaña de agitación de las derechas para «justificar» el golpe de Estado
Varios historiadores han afirmado que las derechas llevaron a cabo una campaña de agitación en la calle, en la prensa y en el parlamento que «justificara» el golpe de Estado que estaba preparando una parte del Ejército con su apoyo. En cambio, otros historiadores señalan que el gran «plan» de las derechas para desestabilizar la República nunca existió y que nunca se han presentado pruebas de ello.

#### La campaña de agitación de las derechas fue clave para desestabilizar la República
El historiador Eduardo González Calleja sostiene que desde que se conoció el triunfo del Frente Popular en las elecciones de febrero de 1936 las derechas se dedicaron a crear un ambiente «guerracivilista» que destruyera la convivencia democrática y que sirviera de «justificación» al golpe de Estado de julio de 1936. Para demostrarlo hace referencia a los artículos aparecidos en la prensa derechista poco después de las elecciones (en lo que coincide con el punto de vista de Julián Casanova). Por ejemplo, Acción Española hizo un llamamiento a la rebelión armada («La Verdad puede y debe imponerse por la fuerza»); un periódico de la Comunión Tradicionalista, El Pensamiento Alavés, afirmaba el 20 de febrero «que no sería en el Parlamento donde se libraría la última batalla, sino en el terreno de la lucha armada» y que esa lucha partiría de «una nueva Covadonga que frente a la revolución sirviera de refugio a los que huyeran de aquella y emprendiera la Reconquista de España»; en un editorial del 3 de marzo La Época convocaba a «todos sus ciudadanos» para que España no desapareciera «como nación, sepultada bajo la ola roja de Moscú». Así, según González Calleja, el discurso de las derechas se hizo cada vez más catastrofista y beligerante ―se recurrió a las contraposiciones maniqueas como «civilización o barbarie», «por España o por Rusia», «la bandera española contra la bandera roja», «cruz por un lado, de otro, la hoz y el martillo», etc.― mientras los portavoces de la derecha acusaban al gobierno del Frente Popular de ser incapaz de mantener el orden público y de ser la antesala de la revolución comunista. González Calleja cita al conspirador monárquico y militar Jorge Vigón que después de la guerra civil escribió que en aquellos momentos aún «había aquí muchas gentes que se resistían a entender que estábamos ya en guerra civil; algunos lo decíamos, pero apenas nadie aceptaba la idea… Parecían afectados por una ceguera irremediable que le colmaba a uno las medidas de la irritación».
Según Ángel Viñas, el papel principal que desempeñó la trama civil antirrepublicana fue precisamente desarrollar la campaña de agitación: «generar un clima político y sicológico catastrofista; presentarse como víctimas de unos gobiernos inicuos volcados en un propósito revolucionario; atribuir la responsabilidad por la “necesidad” de la sublevación al comportamiento de las izquierdas [como quedaría plasmado en el franquista Dictamen de la Comisión sobre ilegitimidad de poderes actuantes el 18 de julio de 1936]». Viñas añade que el otro papel relevante de los civiles comprometidos en la conspiración fue «coordinar sus actividades con los componentes militares de la trama, en especial de la UME, a cuya fundación y financiación contribuyeron». El punto de vista de Viñas es compartido totalmente por José Luis Martín Ramos: «Paralela a la preparación militar, se desarrolló en el campo civil una estrategia de la tensión propagandística, que tomó como pie la magnificación de los incidentes de violencia y su falaz interpretación como muestra de la incapacidad gubernamental o del pacto secreto con la izquierda marxista para adueñarse del poder, si no ambas cosas». Martín Ramos califica la campaña de las derechas como de agit-prop y llega a afirmar que la presencia en las Cortes de los líderes de las derechas Gil Robles y Calvo Sotelo «fue exclusivamente a efectos de propaganda; fue el complemento civil al inicio de la definitiva conspiración militar». «Quien trabajó activamente en pro de la polarización fue esa derecha».
Pilar Mera Costas también defiende la existencia de una campaña de agitación que «justificara» el golpe. Según esta historiadora, las derechas identificaron al Frente Popular con el caos y la iniquidad e intentaron generar un ambiente de crispación, enfrentamiento y miedo para que solo pareciese viable la alternativa autoritaria. Como prueba aporta el testimonio del embajador de Estados Unidos en Madrid Claude Bowers quien escribió en sus memorias Misión en España lo siguiente:

Era claro como la luz que se había organizado una poderosa propaganda para dar la impresión de que el país se hallaba en un estado de anarquía: la técnica familiar entonces. […] Era como si en Estados Unidos, por ejemplo, todas las peleas, todas las muertes, todos los robos, crímenes, huelgas, no importa lo insignificante que fuesen, se anotaran y se publicaran en la primera página del The New York Times bajo el título permanente “Desórdenes sociales en los Estados Unidos”.

Mera Costas afirma que «para que la propaganda fuese efectiva no bastaban las palabras. Era imprescindible contar con elementos agitadores que ejercieran el papel de camorrista. Esa fue la labor principal de Falange durante la primavera de 1936». Una valoración que coincide con la de Eduardo González Calleja para quien Falange, «nutrida por nuevos militantes y nuevos fondos y en estrecha relación con los conspiradores militares», fue la principal protagonista de la campaña de agitación violenta en la calle que «justificara» un «golpe de fuerza». Un punto de vista compartido por los británicos Antony Beevor y Paul Preston. «La violencia callejera que iba debilitando cada vez más al gobierno iba de la mano de la conspiración militar para la que a su vez ofrecía una justificación», afirma este último. Preston aporta el testimonio de Dionisio Ridruejo a quien el líder de Falange José Antonio Primo de Rivera le comentó respecto de la derecha antirrepublicana: «Esperemos que se enteren de una vez. Nosotros estamos dispuestos a poner las narices, ¿no? Pues que ellos pongan, por lo menos, el dinero». Según Mera Costas la campaña de violencia callejera falangista «consistió en utilizar individuos o pequeños grupos armados para ir al choque en las concentraciones izquierdistas, generando enfrentamientos y buscando la intervención policial» alimentando así «una espiral de acción y reacción que se generalizó a lo largo de la primavera» y que causó víctimas mortales o heridos de gravedad. «Los grupos de izquierda no dejaron sin respuesta los ataques recibidos, lo que derivaba en nuevas reyertas… Cada muerto exigía una represalia».
Por su parte González Calleja aporta como prueba un informe enviado a las autoridades fascistas italianas en junio por el líder de Renovación Española Antonio Goicoechea, en quien José Antonio Primo de Rivera había delegado su representación, en el que se reconocía la actuación de los grupos violentos derechistas y en especial la de los falangistas:

El ambiente de violencia y la necesidad ineludible de organizarla ha hecho nacer en el seno de los partidos nacionales pequeños grupos de acción directa que por atentados personales, asaltos a edificios, etc., etc., han actuado contra la revolución. Muchos de estos grupos se denominan fascistas y es notorio un gran aumento en las inscripciones de los jóvenes en las organizaciones de Falange Española.

Otra de las pruebas que aportan los historiadores que defiende la existencia de una campaña de agitación son las intervenciones de los líderes de la derecha no republicana en las Cortes, José María Gil Robles y José Calvo Sotelo, con las que pretendían rentabilizar la situación de violencia en las calles elaborando un discurso «incendiario» y «catastrofista», que fue difundido y amplificado por la prensa del mismo signo político. «Periódicos como el ABC no dejaban de machacar a sus lectores con mensajes catastrofistas…, afirmaban que el país era ingobernable y contabilizaban como crímenes políticos delitos comunes para reforzar la impresión de desgobierno», afirma Antony Beevor. Eduardo González Calleja ha llegado a afirmar que «la Guerra Civil se declaró antes en el Parlamento que en la calle». En esa tarea, según González Calleja, destacó especialmente el líder del Bloque Nacional, José Calvo Sotelo, que «desde el primer momento mantuvo en las Cortes una actitud francamente provocadora». Su primer discurso de gran repercusión lo pronunció el 15 de abril en el que enumeró de forma prolija los cientos de actos violentos que se habían producido en España desde las elecciones (según Calvo Sotelo había habido 74 muertos y 345 heridos) con el fin de justificar la necesidad de instaurar un «Estado autoritario y corporativo».
Gabriele Ranzato, contrario a la tesis de que la campaña de agitación derechista fuera la responsable de la desestabilización de la República, ha puntualizado que tanto Calvo Sotelo como Gil Robles sufrieron una «aversión despectiva» y una «extrema agresividad» por parte de los diputados del Frente Popular. En esa misma sesión del día 15 de abril el diputado comunista José Díaz al parecer amenazó a Calvo Sotelo de muerte (sus palabras fueron retiradas del Diario de Sesiones por orden del presidente de las Cortes Diego Martínez Barrio) y la diputada comunista Dolores Ibárruri Pasionaria definió a Gil Robles como «un histrión ridículo salpicado con la sangre de la represión». En la sesión de 6 de mayo la socialista Margarita Nelken interrumpió a Calvo Sotelo diciéndole: «los verdugos no tienen derecho a hablar». Dos semanas después, el 19 de mayo, el diputado socialista Bruno Alonso González retó a Calvo Sotelo a salir a la calle para ajustar cuentas después de haberle llamado «asalariado del capitalismo». Sin embargo, Ranzato ha señalado a Calvo Sotelo como uno de los «responsables de la violencia que estaba desgarrando al país» debido a sus continuos llamamientos a la intervención de ejército, una «solución de fuerza» «deseada, favorecida, tramada y apoyada por él desde el nacimiento de la República, de la que siempre se había declarado abierto enemigo».
En la sesión de las Cortes del 16 de junio el que enumeró los actos violentos fue José María Gil Robles. Según él desde las elecciones había habido 269 muertos y 1287 heridos y 160 iglesias habían sido destruidas, además de otras 251 que habían resultado dañadas, incluyendo otros edificios religiosos. Calvo Sotelo también intervino ese día para, entre otras cosas, hacer de nuevo un llamamiento a la intervención del Ejército. Esta actitud «desafiante», a juicio de González Calleja, la volvió a repetir en su intervención del 1 de julio. Para José Luis Martín Ramos, las intervenciones de Gil Robles y de Calvo Sotelo en la sesión del 16 de junio constituyen el momento más evidente del papel de «agit-prop» de los dos líderes de las derechas. En él, según este historiador, «Gil Robles y Calvo Sotelo escenificaron el pregón político del levantamiento». «Fue la prueba de que la derecha instrumentalizó el orden público, faltando a la verdad, para justificar públicamente el golpe militar en la propia sede del Parlamento». El discurso de Gil Robles «no fue de paz, sino de guerra» y fue «un discurso telonero de la intervención de Calvo Sotelo, que puso las conclusiones: «La causa no es de Gobierno, la causa es superior. Es de Estado. Es que el régimen democrático y parlamentario y la Constitución de 1931 han producido un desorden económico y un desorden social».
Paul Preston concluye: «La violencia de los pistoleros de la derecha, los discursos incendiarios de Calvo Sotelo y Gil Robles, y el barniz que los medios conservadores revistieron los acontecimientos contribuyeron en gran medida a lanzar a las clases medias a los brazos de los conspiradores del Ejército». Sin embargo, Preston reconoce que, además del orden público (sobre las cifras de la violencia política aportadas por Calvo Sotelo y Gil Robles afirma que «parte era verdad, parte una exageración terrorífica») «dos factores contribuían a la credibilidad de la descripción derechista de la situación: la continuada retórica revolucionaria del ala caballerista del PSOE y el gran número de huelgas, especialmente donde la CNT tenía influencia, durante la primavera de 1936». «Las huelgas y los desórdenes, cualquiera que fuese su origen, habían convencido a gran parte de la clase media de que Gil Robles y Calvo Sotelo tenían razón cuando afirmaban que no podía esperarse nada del régimen democrático».
Una última prueba que aportan los historiadores que defienden la existencia de una campaña de agitación que «justificara» el golpe fue la difusión por parte de la derecha de que se estaba preparando una «revolución comunista» en España que iba a estallar el 1 de agosto. En su intervención del 15 de abril en las Cortes Calvo Sotelo ya había advertido del «peligro comunista» y había acusado a los 110 diputados del PSOE y del PCE de querer «instaurar el comunismo en España». Fue a principios de abril cuando se difundieron unos «documentos» de la supuesta conjura de la insurrección comunista que con el tiempo se supo que habían sido elaborados por el periodista derechista Tomás Borrás. «Las fuerzas de la ultraderecha ansiaban terminar de una vez con la agitación prerrevolucionaria, pero eran conscientes de que la única oportunidad para hacerlo consistía en incrementar las provocaciones y la polarización», reconoce Stanley G. Payne, uno de los historiadores que niega la existencia de una campaña de agitación por parte de la derecha. Este mismo historiador afirma que el Partido Comunista contribuyó a dar credibilidad a los documentos falsificados del supuesto complot comunista programado para agosto, «presentando una imagen de creciente poder, inevitabilidad y triunfalismo».
Los «documentos» (un remedo del panfleto falsificado antisemita Los protocolos de los sabios de Sión) contenían planes detallados para una revolución violenta y una lista de derechistas que debían ser asesinados en cuanto se estableciera la dictadura comunista. El propio general Franco afirmó cuando ya era Jefe del Estado que «el triunfo, más aparente que real, del Frente Popular» fue el momento en el que España empezó «a rodar por la pendiente hacia el comunismo». Desde 1934 Franco era miembro de la organización Entente Internacional Anticomunista de la que desde hacía tiempo recibía los boletines en francés ―«que relataban continuamente imaginarias conjuras comunistas que Franco creía a pies juntillas», según Antony Beevor― y con la que se declaró dispuesto «a cooperar, en nuestro país, a vuestro gran esfuerzo». En plena guerra civil volvió a recurrir a los «documentos» para justificar el «Alzamiento»: «Había tenido conocimiento de los documentos que se referían a la destrucción de las iglesias y de los conventos, y poseíamos la lista de los mejores españoles, que debían ser asesinados. Conocíamos el día, la fecha de ellos».
Estos supuestos «documentos» habían sido publicados en primera página por el diario socialista Claridad el 30 de mayo de 1936 bajo el irónico titular «Cómo vamos a realizar la revolución antes del 29 de junio». En el artículo que los acompañaba se señalaba que «lo importante es el estrago que, con estupideces como esta, sabiamente distribuidas, se causa manteniendo una actitud criminosa y excitando a gentes pusilánimes o ingenuas a ver en las organizaciones obreras sectas de energúmenos auténticos, que solo sueñan con el exterminio de media humanidad».

#### La principal responsable de la desestabilización de la República fue la «izquierda revolucionaria» que contó con la «pasividad» (o «complicidad») del gobierno del Frente Popular
El historiador norteamericano Stanley G. Payne niega que lo que llevó a los sectores conservadores a sumarse al «golpe de fuerza» que «restableciera el orden» fuera la campaña de agitación orquestada por las derechas antirrepublicanas. Según Payne el causante fue el «proceso prerrevolucionario» «de transición hacia la revolución directa» llevado a cabo por la izquierda radical desde que el Frente Popular llegó al poder en febrero de 1936. Este «proceso prerrevolucionario» fue posible, según Payne, por la complicidad y la cobertura legal del Gobierno del Frente Popular, que no solo no reprimió en absoluto los abusos y los delitos cometidos por la «izquierda revolucionaria», sino que en cambio llevó a cabo un arbitrario y sectario «acoso a las derechas». La consecuencia de todo ello, según Payne, fue que la derecha, «dadas las condiciones de impotencia en que se encontraba y la falta absoluta de respuesta por parte del Gobierno» («en muchos países no se hubiese soportado ni la mitad de lo que se venía soportando desde hacía meses en España») no le quedó otra alternativa que apoyar la sublevación militar que se estaba preparando y que daría «al traste con todas las ambiciones [de las izquierdas] de dominar España». Así Payne responsabiliza en última término a las izquierdas del golpe de Estado de julio de 1936 porque «quienes no deseen la contrarrevolución, que no emprendan la revolución. Es así de sencillo». Payne concluye: «antes del 18 de julio, las izquierdas destruyeron la democracia en España por medio de un proceso revolucionario de erosión constante que duró cinco meses».
La tesis de Payne haciendo responsable en última instancia a la «izquierda revolucionaria» del golpe de julio no es compartida por diversos historiadores, como Julio Aróstegui, quien afirma que «la desestabilización política real en la primavera de 1936 no explica en modo alguno la sublevación militar [de julio de 1936] y menos aún la justifica», o Julián Casanova, que comparte el punto de vista de Aróstegui: «La política y la sociedad españolas mostraban signos inequívocos de crisis, lo cual no significa necesariamente que la única salida fuera una guerra civil». Por su parte Enrique Moradiellos afirma que lo que hizo el gobierno del Frente Popular no fue abrir «las puertas a la revolución social», sino poner en marcha «con renovada energía» «todas las reformas anuladas o paralizadas en el bienio anterior en un contexto de amplia movilización obrera y jornalera y de creciente intensidad de la crisis económica», frente a lo cual «todos los partidos de la derecha fueron fijando sus esperanzas de frenar las reformas por medio de una intervención militar similar a la de 1923». Fernando del Rey Reguillo, que no defiende la tesis del peso decisivo de la campaña de agitación derechista, afirma que «desde el punto democrático» «la sublevación militar del 18 de julio de 1936» no tuvo justificación «en ningún sentido, desde luego». «Las compuertas del horror las abrió un golpe militar frustrado que devino en guerra civil. Nada hacía inevitable, a pesar de todo, ese desenlace, pero una vez que el país se adentró por esa senda ya no hubo marcha atrás».
Gabriele Ranzato, como Payne, niega que el apoyo de los sectores conservadores (y no solo de ellos) al golpe fuera el resultado de una campaña de desestabilización orquestada por la derecha. Específicamente rechaza la tesis de que hubiera desarrollado una «estrategia de la tensión» cuyo principal instrumento habría sido la violencia falangista —posición sostenida, por ejemplo, por Eduardo González Calleja—. Según Ranzato, «no hay elementos que puedan confirmar la tesis de que las acciones de Falange —con el concurso, pero en mucha menor medida, de los grupos carlistas— a la que debe atribuirse la casi totalidad de la violencia organizada de la derecha en la España urbana, respondieran a un proyecto, a un "plan terrorista" orientado principalmente a crear, incluso a través de las previsibles respuestas violentas de los adversarios de la izquierda, un clima de inquietud, inseguridad y miedo que debilitara la confianza en el gobierno, incapaz de restablecer la calma y la estabilidad, y favoreciera, por tanto, el golpe militar que los ciudadanos asustados habrían acogido como un regreso al orden y a la tranquilidad». La violencia falangista, según Ranzato, respondía a sus propios fines y tenía un objetivo limitado: «atacar al enemigo, dar ejemplaridad al acto y publicidad a la causa falangista, efectuando así una obra de proselitismo que llevara a engrosar las filas de aquel "partido armado"». Cuando el líder monárquico Antonio Goicoechea informó a los jerarcas fascistas italianos sobre la «acción directa» protagonizada por los falangistas no se arriesgó a presentarla como un «elemento de un plan conspirativo convenido con los militares». Por otro lado la violencia falangista no respondió a un plan de desestabilización basado en el miedo porque los falangistas no llevaron a cabo atentados indiscriminados sobre la población (sobre una multitud, en reuniones públicas) ni realizaron «ninguna acción contra militares o agentes de policía, en grupo o individualmente, con el fin de atribuir su responsabilidad a la extrema izquierda».
Según Ranzato —en lo que vuelve a coincidir con Payne—, lo que llevó a apoyar el «golpe de fuerza» a los sectores conservadores y también a una parte de los liberales (destaca que los hijos de José Ortega y Gasset, Gregorio Marañón y Ramón Pérez de Ayala, los tres impulsores de la Agrupación al Servicio de la República, se alistaran voluntarios en el ejército sublevado) fue el «gran miedo» a la revolución, que ya empezaba a vislumbrarse antes del 17 de julio. Considera que no tiene base real la frase acuñada por el comunista Manuel Tagüeña en sus memorias de que «la sublevación militar, paradójicamente, había desencadenado la revolución que pretendía impedir», y que luego ha tenido un amplio eco entre la historiografía (Julio Aróstegui reproduce casi literalmente la misma frase: «fue la contrarrevolución la que, paradójicamente, desencadenó la revolución en la España de 1936»; una afirmación similar es la que hace Julián Casanova: «un golpe de estado contrarrevolucionario, que intentaba frenar la revolución, acabó finalmente desencadenándola»). Ranzato afirma, por el contrario, que «ha habido más continuidad que ruptura entre la revolución "desencadenada por la sublevación" y la realidad de la España de anteguerra». Ranzato advierte que el «gran miedo» a la revolución no se circunscribió «a las clases dominantes, hostiles a cualquier reforma que redimensionara su poder», sino que «estaba ampliamente difundido en la sociedad, sobre todo entre las clases medias —a las que pertenecía una buena parte de los militares no implicados en la conspiración— y entre los católicos de todas las clases, porque se iba alimentando a través de la experiencia cotidiana de un progresivo hundimiento del orden existente». En el deterioro del orden existente desempeñaron un papel determinante las actuaciones de las «milicias rojas» encaminadas a poner en marcha un proceso revolucionario. «Y lo peor es que el gobierno y muchos órganos del Estado a los que estaba encomendado el orden público no sólo toleraron la existencia de esas milicias sino que a menudo las protegieron, cuando no las emplearon como fuerzas auxiliares y complementarias de los cuerpos de policía». Por eso lo que más contribuyó a que la opinión moderada cambiara su actitud de fondo hacia el gobierno de Frente Popular «no fue ni el número de episodios violentos y de víctimas, ni su incapacidad de poner coto a la violencia en general, sino su falta de neutralidad en reprimirla, su falta de voluntad de oponerse a ella en igual medida, viniera de donde viniera». «Los ciudadanos que, fuese cual fuese el lugar que ocupaban en la escala social, eran contrarios a la revolución, no es que se dejaron impresionar especialmente por uno u otro atentado de derecha o de izquierda, sino que, por el conjunto de lo que veían relativo a política y violencia, pudieron temer que la revolución se estaba ya actuando o estaba a punto de estallar. Así que, activamente o pasivamente, dieron libre paso al golpe, a la guerra civil y al hundimiento de la democracia». Ranzato concluye que es discutible «perpetuar la imagen de una España de anteguerra básicamente liberal y democrática, con un gobierno capaz de garantizar la continuidad de su régimen político-económico sin ningún peligro concreto de subversión revolucionaria, que habría sido arrastrada a la guerra civil solo por un golpe militar reaccionario y fascista».
Joan Maria Thomàs coincide plenamente con la conclusión final de Ranzato, pues como este cuestiona «la idea de que los gobiernos republicanos defendieron la democracia aplicando escrupulosamente la legalidad vigente en su lucha contra los enemigos del régimen en la primavera de 1936» y su correlato de que «la democracia republicana de julio de 1936 fue una democracia asentada, aceptada, legalmente impecable». Según Thomàs, esta visión tan idealizada de la democracia republicana bajo los gobiernos del Frente Popular fue elaborada y difundida por el bando republicano durante la guerra civil y desde el exilio (en este sentido, afirma Thomàs, los republicanos ganaron «las batallas de la legitimidad moral y de la propaganda, aunque en desgraciado contraste con la victoria más importante, la militar», mientras que «los franquistas siempre arrastraron su pecado original inverso, el de haber alterado con éxito la voluntad popular y de ser, por tanto, ilegítimos»). Por otro lado, Thomàs sostiene una posición más matizada que la de Payne y de Ranzato en cuanto a la importancia de la campaña de agitación de las derechas pues afirma que existió «una política deliberada y continuada de hostigamiento por parte de la ultraderecha a los gobiernos del Frente Popular» (destaca la violencia falangista; la contribución de los alfonsinos «a crear el clima de desorden», especialmente con «su actitud en las Cortes [que] fue de continua denuncia de la situación del país y de creación de un clima de agitación que contribuyó a enrarecer aún más el ambiente de deterioro del orden público»; y la de los carlistas que tuvieron «un papel aún más importante» que los alfonsinos «a la hora de la agitación y actuación violenta de la primavera de 1936; para ello contaban con sus milicias, los requetés»), pero afirma también, en lo que coincide con Payne y con Ranzato, que no fue solo la extrema derecha la que pretendió derribar la República, sino que «otros partidos y sindicatos, desde posturas diametralmente opuestas, también estaban dispuestos a acabar con la democracia para trocarla por otro tipo de régimen, y actuaban en consecuencia».
Thomàs, como Payne y Ranzato, hace a la izquierda responsable principal del deterioro del orden público. «Ocupaciones ilegales de tierras en provincias del centro y del sur —en parte auspiciadas por ayuntamientos de izquierdas, sobre todo socialistas— y otras veces fruto de la presión de los propios sindicatos de trabajadores del campo; cierre arbitrario de iglesias al culto e incendios de templos contribuyeron todos ellos al clima de deterioro del orden. Por otra parte, existía un malestar creciente entre patronos y empresarios por los nuevos acuerdos salariales, con incrementos muy grandes y que en todo caso sobrepasaban en muchos casos la rentabilidad, dándose casos en que los gastos de recolección superaban el precio de la cosecha. Fue aquella una primavera de huelgas, y muchas de ellas se saldaron con victorias sindicales, fueran anarcosindicalistas o socialistas». Y al igual que Payne y Ranzato, Thomàs acusa al gobierno del Frente Popular de pasividad ante estos hechos (Thomàs, como Payne y Ranzato, considera que tal vez se perdió una posibilidad de estabilización de la situación cuando el socialista Indalecio Prieto no pudo acceder a la presidencia del gobierno por el veto del sector caballerista de su partido), y también de dar un trato diferente a la violencia de las izquierdas y a la de las derechas, como lo demostraría, por ejemplo, el hecho de que el gobierno no liberara a los dirigentes de Falange Española de las JONS ni levantara la clausura de sus sedes o la autorización de su prensa cuando el Tribunal Supremo sentenció en junio que era un partido absolutamente legal, o que cuando se producían altercados entre falangistas e izquierdistas la policía detenía a centenares de falangistas y derechistas, pero a ningún socialista o comunista. También, como Payne y Ranzato, considera la culminación de ese proceso la falta de reacción del gobierno ante el asesinato del líder Monárquico José Calvo Sotelo («un hecho especialmente grave al producirse por fuerzas de orden público que llevaban como auxiliares a militantes socialistas —uno de ellos, escolta de Indalecio Prieto— y como jefe al capitán de la Guardia Civil, Condés, también ligado al PSOE»), decepcionando a aquellos sectores que habían apoyado al Frente Popular y que hacía tiempo reclamaban un «golpe de timón». Al igual que Ranzato, Thomàs concluye que, a diferencia de La Sanjurjada de agosto de 1932, el golpe de Estado de julio de 1936 «encontró el apoyo no solo de la ultraderecha, sino también de muchos sectores derechistas, de muchos católicos y de muchas personas que querían que el orden público fuese restaurado a toda costa». La responsabilidad primera de la guerra civil recae en los que se alzaron contra la República, «pero aquellos que deberían haber defendido la Constitución no supieron hacerlo ni mantener las condiciones de convivencia política imprescindible, desactivando las bases y fundamentos de los golpistas». «Los gobiernos republicanos de la primavera y primeras semanas del verano del 36 habían fracasado a la hora de desarticular el golpe y, más importante, a la hora de mantener el orden público y la estabilidad política y social del país».
Fernando del Rey Reguillo hace responsable principal de la crítica situación que se vivió específicamente en la España meridional al proceso de radicalización del socialismo caballerista y que caracteriza de la siguiente forma: «la constitución de un contrapoder protorrevolucionario a escala municipal, las continuas vulneraciones de la ley, las ocupaciones de fincas, las pulsiones anticlericales o el acoso a la ciudadanía conservadora, cuando no las agresiones frontales y choques manifestados desde múltiples flancos». Y a continuación explica que esos elementos «no fueron una creación de la propaganda sobredimensionada de las derechas —por más que sus dirigentes buscaran explotar en beneficio propio el desorden público—, tal como tantas veces han escrito los historiadores y polemistas obsesionados con rebatir la lectura que a posteriori hizo la dictadura franquista de aquella primavera "trágica". Una lectura que sin duda persiguió justificar el golpe de Estado del 18 de julio de 1936. Es verdad que el tremendismo de los dirigentes derechistas, activado en el Parlamento o en la prensa, se apoyó en estadísticas incompletas y repletas de inexactitudes. Pero lo que revelan los estudios locales, al menos en el caso que nos ocupa [la provincia de Ciudad Real] y en el de Andalucía, es que aquellos parlamentarios se quedaron cortos. Obviamente, al constatar esto no se trata de dar la razón a los amanuenses del franquismo, ni conferir legitimidad a las tramas conspirativas que se pergeñaban en la primera mitad de 1936, pues de ningún modo se sostiene aquí que hubiera una revolución comunista en marcha, que el fracaso de la democracia republicana fuera inevitable o que la guerra civil hubiera empezado de hecho en octubre de 1934».
José Manuel Macarro Vera, refiriéndose a Andalucía, también señala a los socialistas y a las restantes organizaciones obreras como los responsables de que «el Gobierno republicano en Andalucía [fuera] un remedo de poder». En cuanto al conjunto de España, Macarro Vera culpa sobre todo a la radicalización socialista —y a la división del PSOE que provocó— de la desestabilización de la República pues «mientras los republicanos y los centristas del PSOE [encabezados por Prieto] se habían buscado para recuperar la República, la izquierda socialista se desentendió de un régimen al que siempre vio como una estación de paso. La quiebra del socialismo, áspera y rotunda, terminó bloqueando el proyecto de todos para rescatarlo, pues en 1936, el grupo caballerista, que predominaba dentro del socialismo, había abjurado de la revolución republicana en la búsqueda de una bien distinta, de la obrera». En cuanto a la pregunta que él mismo se formula de si se vivió una  «situación revolucionaria» durante la primavera e inicio del verano de 1936 Macarro Vera responde: «En tanto las relaciones entre las clases sociales se estaban invirtiendo y en cuanto el poder del Estado se estaba desmoronando en beneficio de nuevos poderes locales, que controlaban los partidos obreros, sin duda. Por el contrario, si observamos que esos poderes emergentes carecían de un proyecto político común que les encaminase a encarar lo que es esencial en cualquier sociedad moderna, el núcleo de decisión política, el mismo Estado, a esta situación revolucionaria le faltaba la cabeza. Sin ella, sin pensar que ese cúmulo de nuevos poderes, para subsistir, necesitaban plantearse el de aquel con mayúsculas, el Poder, la revolución acéfala podía derivar en cualquier cosa».  Por otro lado, Macarro Vera añade (en lo que coincide plenamente con Payne, Ranzato, Thomàs y del Rey Reguillo): «la política revolucionaria, negando el compromiso de mantener al Gobierno y a la autoridad del Estado, era la que había impulsado a tantos a poner sus esperanzas en el fascismo o en un militar, por un efecto sustancial a la condición humana: el miedo a desaparecer».
Luis Romero ha afirmado que «de haberse seguido la política propugnada por Azaña y respetando la Constitución y las leyes, de haberse dominado la subversión y no seguir amenazando de manera constante, si no se hubiesen organizado y exhibido las milicias, de no anunciarse como inminente la revolución social y la dictadura del proletariado con todo lo que ello suponía, de no producirse de continuo incendios, agresiones y violaciones de la ley, no habría estallado el "Glorioso Movimiento Nacional". Ni los militares monarquizantes y golpistas disponían de fuerza real y prestigio suficiente, ni los monárquicos tenían influencia, audiencia ni poder que bastara a la empresa, ni los falangistas eran capaces de subvertir el orden más que en pequeña proporción (y ya quedó patente que unas palabras alentadoras de Azaña resultaron suficientes para atraer alabanzas y frenar la violencia), ni los carlistas se hubiesen echado al monte. [...] Que quienes creían en la eficacia de la dictadura del proletariado y en las excelencias del modelo de sociedad impuesto en la URSS se esforzaran en aplicarlo a España, hay que aceptarlo. El error radicó en la convicción de que podía hacerse sin apenas resistencia, sin guerra civil y que de llegar a desencadenarse, la ganarían aplastando al enemigo. En cuanto a la Iglesia, que resultó un factor importante para inclinar a la beligerancia a varios millones de españoles, nunca se habría decidido a predicar la "Guerra Santa", sin comprobar en carne propia que estaba en peligro su propia supervivencia».

### El conato de golpe de Estado del 20 de abril

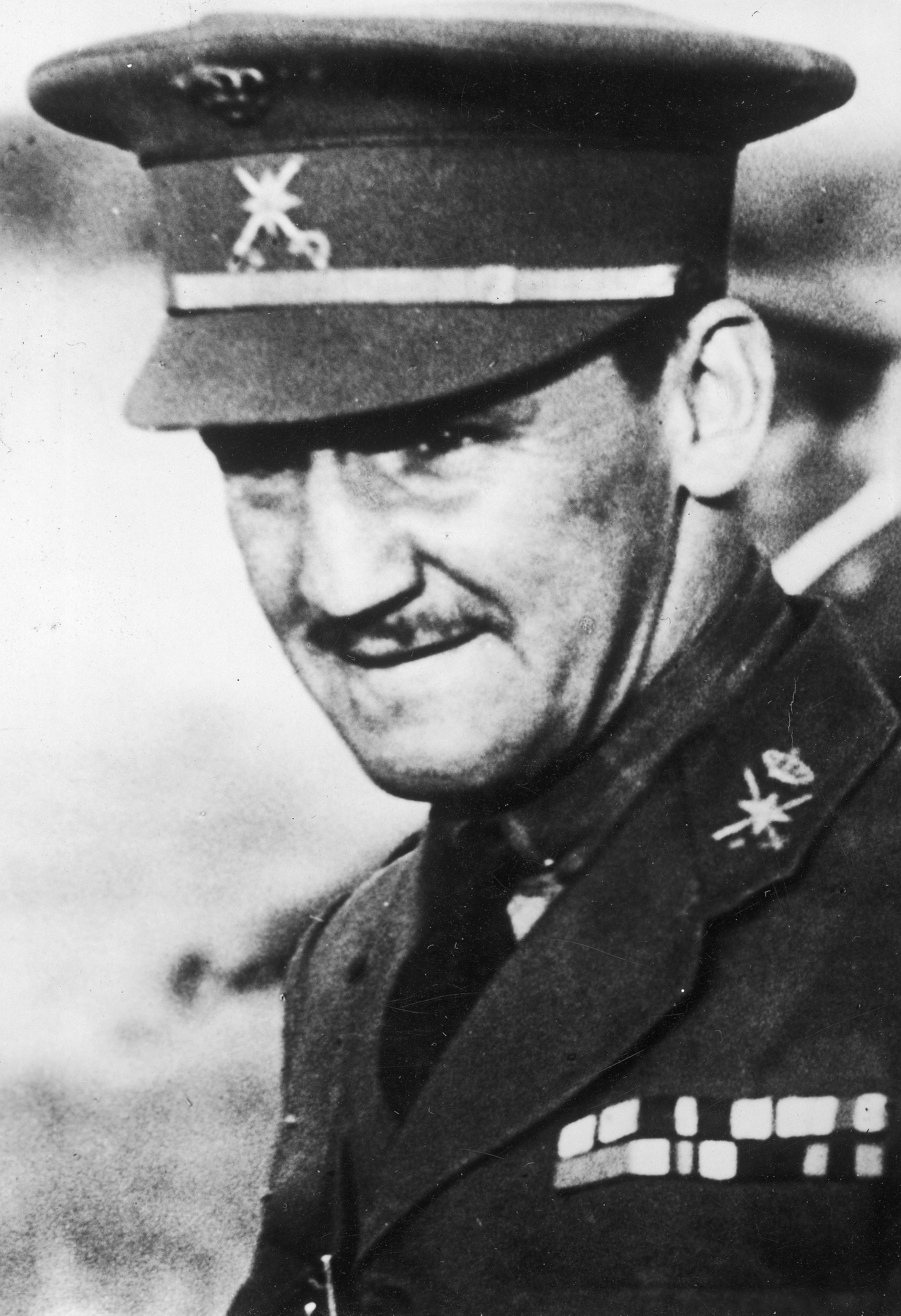
El general Manuel Goded hacia 1930. Participó en todas las conspiraciones y en los conatos e intentos de golpe de Estado. En el conato de golpe de Estado del 20 de abril tendría que haber encabezado la sublevación de la III División Orgánica con sede en Valencia. En el golpe de Estado de julio de 1936 le fue encomendada la sublevación de la IV División Orgánica, pero cuando llegó a Barcelona en un hidroavión procedente de las islas Baleares, a donde lo había destinado el gobierno, la rebelión había fracasado. Fue detenido, condenado a muerte y ejecutado.

En abril la conspiración se extendió entre los militares derechistas, impulsada especialmente por la Unión Militar Española, aunque existía una escasa coordinación entre los oficiales comprometidos en las diferentes guarniciones. Por otro lado, tal como se había acordado en la reunión del 8 de marzo, en Madrid se reunía cada cierto tiempo una autoproclamada «junta de generales» («junta de jubilados», en la versión de Stanley G. Payne de 2016) para intentar coordinar a todos los implicados en la conspiración, aunque sin demasiado éxito. En cuanto a los elementos civiles, según Payne (1996), «Calvo Sotelo y otros líderes de la derecha monárquica radical se dedicaban a incitar al ejército, mientras los carlistas habían formado su propia Junta Suprema Militar Carlista al otro lado de la frontera, en San Juan de Luz, y los falangistas también se preparaban para entrar en acción. Algunos de los sectores más moderados de las JAP, las juventudes de la CEDA, como los que dependían de la rama valenciana de la democracia cristiana, empezaron a conspirar por su cuenta, y de manera ineficaz, a los pocos días de la victoria del Frente Popular». En su obra de 2016 Payne redujo la importancia de la aportación de la trama civil: de los carlistas dijo que los requetés tenían poca importancia, excepto en Navarra; que Falange, que había sido ilegalizada en marzo, carecía de una verdadera milicia paramilitar y que solo contaba con «pequeñas escuadras clandestinas armadas casi siempre con pistolas» que eran las que perpetraban los asesinatos políticos; y que Calvo Sotelo y los monárquicos, que «predicaban una dictadura corporativa introducida por los militares», encontraban poco apoyo, excepto en cierto sector de la UME. Payne concluía que los conatos de conspiración, de los que tenía cierto conocimiento el Gobierno, «eran muy limitados y de poca importancia».
El 17 de abril, al día siguiente de los incidentes durante el entierro del alférez de la Guardia Civil Anastasio de los Reyes, los generales conjurados se reunieron en casa del general Manuel González Carrasco. Allí ratificaron el plan de sublevación acordado en la reunión del 8 de marzo y decidieron ponerlo en marcha tres días después, el 20 de abril. El grupo se había ampliado con la incorporación del general republicano Gonzalo Queipo de Llano indignado por la destitución por las Cortes diez días antes de su consuegro Niceto Alcalá Zamora como presidente de la República ―el procesamiento el 11 de marzo del general Eduardo López Ochoa, responsable de la represión de la Revolución de Asturias, también había causado un hondo malestar en los militares―. El plan consistía en la toma del Ministerio de la Guerra en Madrid ―guarnición cuya sublevación estaría dirigida por los generales Rodríguez del Barrio, recientemente nombrado inspector general del Ejército, y Orgaz― desde donde se declararía el estado de guerra. El movimiento lo iniciarían las Divisiones Orgánicas IV (González Carrasco en Barcelona) y VI (Fanjul en Burgos y Mola en Navarra y Rioja, en contacto con la UME), secundadas por la III (Goded en Valencia) y II (Sevilla). Quedarían a la espera la VIII (La Coruña) y la VII (Ponte y Saliquet en Valladolid). El 19 se enviaron instrucciones a la Junta Central de la UME para que acuartelara las tropas de la guarnición de Madrid que quedarían a las órdenes del general Rodríguez del Barrio, aunque este se encontraba gravemente enfermo de cáncer (meses después moriría a causa de ello). También habían sido alertadas las milicias de Falange y el Requeté. Pero el plan fracasó por la indecisión de Rodríguez del Barrio que pretendió que el golpe se aplazara unos días hasta que él se recuperara ―el 18 llamó al general Varela para que fuera a su casa donde estaba en cama con fiebre y Varela se indignó cuando le contó lo que pretendía― y por la negativa a secundar el movimiento del general Pozas, inspector general de la Guardia Civil. También fue decisivo en el fracaso la estrecha vigilancia a la que fueron sometidos por la policía los generales implicados. Fueron detenidos los generales Orgaz y Varela que fueron confinados en Canarias, el primero, y en el Castillo de Santa Catalina en Cádiz, el segundo, mientras que los generales Villegas, Saliquet, González Carrasco y Fanjul pasaban a ser disponibles forzosos. Este último general logró escapar junto con el teniente coronel Galarza. El general Rodríguez del Barrio fue destituido de su puesto de inspector general del Ejército. La policía se apoderó de algunos documentos en los que figuraban los componentes de la Junta que iba a hacerse con el poder y que estaría presidida por el general Sanjurjo, en esos momentos exiliado en Portugal, y de la que formarían parte los generales Martínez Anido, Franco, Mola, Goded, Queipo de Llano y Cabanellas. Payne (2016) concluye: «la inútil reunión de generales jubilados en Madrid había fracaso totalmente en su intento de fomentar un golpe de Estado para el 20 de abril».
A partir de entonces, «el plan de una sublevación con centro en Madrid fue prácticamente abandonado» y por otro lado «Sanjurjo quedaba sin los dos hombres que habían sido sus principales portavoces en Madrid, Varela y Rodríguez del Barrio». Por su parte el gobierno, aunque trasladó a varias decenas de oficiales a nuevos destinos o los retiró del servicio activo, «no calibró el alcance de la Sublevación Militar y prácticamente se quedó corto en las medidas que debió tomar para neutralizar al Ejército, que volvería a intentarlo de nuevo».

### La conjura definitiva: el general Mola «Director» de la conspiración

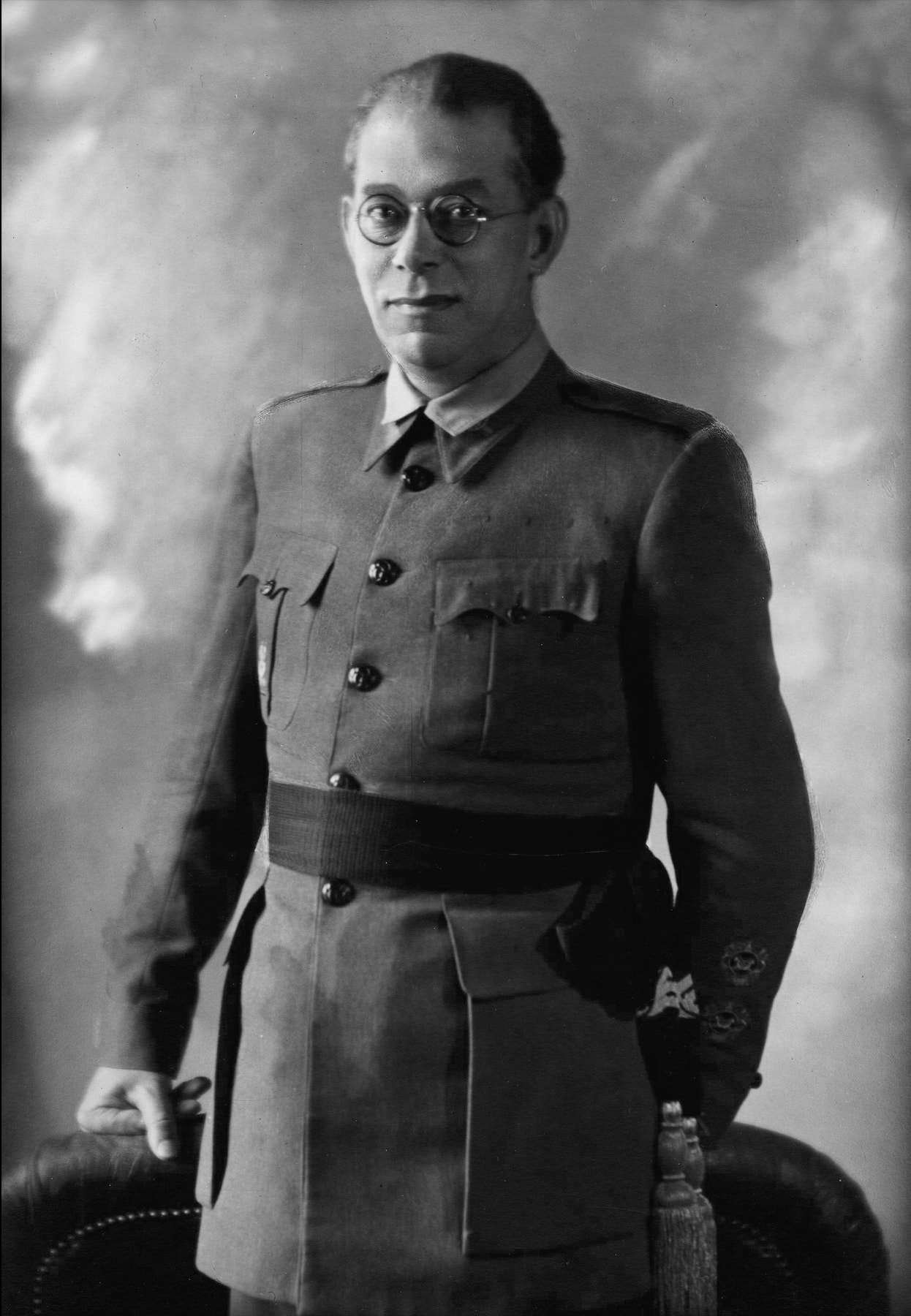
El general Emilio Mola. Tras el fracaso del conato de golpe de Estado del 20 de abril, se hizo cargo de la organización de la conspiración, por lo que fue conocido con el nombre en clave de «El Director». Mola fue el que definió el plan político y militar del golpe de Estado de julio de 1936 cuyo relativo fracaso provocó la guerra civil española. Insistió en sus Instrucciones reservadas en que «la acción ha de ser en extremo violenta para reducir lo antes posible al enemigo, que es fuerte y bien organizado», intentando evitar así los errores cometidos durante la fracasada Sanjurjada de cuatro años antes.

El fracaso de la intentona prevista para el 20 de abril causó una enorme decepción entre los falangistas y los requetés, pero sobre todo entre los oficiales de la UME, que ya habían advertido de que el golpe no había sido bien preparado al no asegurarse previamente un número significativo de mandos dispuestos a secundarlo y al haber elegido a un general gravemente enfermo como Rodríguez del Barrio para dirigirlo. Así que varios capitanes de la UME destinados en unidades militares comprometidas del norte de España se dirigieron al general Mola el mismo día 19 de abril en Pamplona para que fuera él el que dirigiera la conspiración, manteniendo al general Sanjurjo como cabeza indiscutible del movimiento y a quien la UME pasó a considerarlo como su jefe. El general Mola, como «jefe del Estado Mayor del general Sanjurjo» ―Mola estaba ligado a Sanjurjo por una vieja amistad y colaboración―, obtuvo el reconocimiento de la «Junta de Generales» y así se convirtió en «El Director». De esta forma, el fiasco del golpe de Estado del 20 de abril, acabó sentando «las bases de lo que vendría a continuación: un movimiento de primacía militar, con el apoyo subordinado de las fuerzas políticas de derechas, un proyecto centrado en la idea del Frente Popular como enemigo común, un táctica centrípeta, el general Sanjurjo como líder espiritual y Mola como responsable máximo del diseño y la puesta en marcha de la sublevación».
La conspiración con el general Mola al frente ganó en organización y resolución. «Militar meticuloso y estudioso en todo los detalles, dejó pocos cabos sueltos», afirma Francisco Alía Miranda (sin embargo, esta visión de la conspiración de Alía Miranda como un «movimiento meticulosamente organizado» es puesta en cuestión por Stanley G. Payne que afirma que se trató de «una conspiración mal conectada y de organización muy incierta»). El 25 de abril, solo seis días después de su aceptación de organizar la conspiración —aunque todavía no había adoptado el nombre en clave de «El Director»— Mola envió la «Instrucción reservada número 1» ―siguiendo el modelo conspirativo del republicano Manuel Ruiz Zorrilla de sesenta años antes―. En esta primera directiva, que Payne califica de «esquema rudimentario» de la conspiración pero que Luis Romero considera «un plan insurreccional en toda regla», Mola afirmaba que debido al pacto del Frente Popular el gobierno «se ha hecho prisionero de las organizaciones revolucionarias» y que no existía otro medio de evitar la «situación caótica» que vivía España que «la acción violenta». «Para ello, los elementos amantes de la patria tienen forzosamente que organizarse para la rebeldía, con objeto de conquistar el poder e imponer, desde él, el orden, la paz y la justicia», continuaba diciendo.
El protagonismo de la rebelión sería de las Fuerzas Armadas, aunque Mola esperaba contar «con las aportaciones en hombres y material y elementos de todas clases faciliten los grupos políticos, sociedades e individuos aislados que no pertenezcan a partidos, sectas y sindicatos que reciben inspiraciones del extranjero, socialistas, masones, anarquistas, comunistas, etc.». Para llevar a cabo la sublevación Mola propugnaba el establecimiento de dos organizaciones: una civil estructurada por provincias y otra militar por Divisiones Orgánicas. En cada provincia el comité civil, formado por «un número de miembros variables, elegidos entre los elementos de orden, milicias afectas a la causa y personas representativas de las fuerzas o entidades económicas, de composición lo más reducida posible», proporcionaría como apoyo al Ejército personas con formación militar dispuestas «a la lucha y a morir por nuestra santa causa». Como ha señalado Eduardo González Calleja, «la implicación civil era esencial para el triunfo del movimiento, pero siempre en situación subordinada». «Es cierto que Mola diseñaba un "frente cívico-militar" pero no lo es menos que ése nunca llegó a funcionar. Esos comités [civiles] no existieron como tales. Por lo demás, está perfectamente claro que el objetivo político de la insurrección no era otro que la "Dictadura militar"», afirma Julio Aróstegui.
En la Base 5.ª de la «Instrucción reservada número 1» se decía que el golpe tendría que ir acompañado de una violenta represión, lo que, según Paul Preston, «reflejaba las prácticas seguidas por los africanistas con las tribus indígenas del Rif». El objetivo primordial era «paralizar a la izquierda»:

Se tendrá en cuenta que la acción ha de ser en extremo violenta para reducir lo antes posible al enemigo, que es fuerte y bien organizado.
Desde luego serán encarcelados todos los directivos de los partidos políticos, sociedades y sindicatos no afectos al Movimiento, aplicándose castigos ejemplares a dichos individuos para estrangular los movimientos de rebeldía o huelgas.

En unas instrucciones específicas posteriores dirigidas a la VII División Orgánica con sede en Valladolid, que cuenta con un fuerte movimiento obrero, el general Mola dispone que en caso de que se declarara la huelga general:

Se comunicará a los obreros la orden de reintegrarse al trabajo, advirtiéndoles que, de no hacerlo, se ejercerán ejemplares castigos en los más destacados miembros de la directiva del sindicato correspondiente o del partido político. Puede asegurarse que con este enérgico sistema ninguna huelga durará más de veinticuatro horas...

En el punto 4.º de la «Instrucción reservada nº 3» del 31 de mayo Mola ordenaba que se procurara «por todos los medios, en el momento de declararse el Estado de Guerra, que el Comité Civil tenga preparada gente para que aplauda con entusiasmo a las Fuerzas, para que éstas se vean asistidas por el pueblo. Será conveniente que se den vivas al Ejército, a la Marina y España Republicana». Pocos días después, el 3-4 de junio, un nutrido grupo de policías y de Guardias de Asalto se presentó en Pamplona al mando del propio director general de Seguridad José Alonso Mallol para detener al general Mola y acabar con la conspiración pero no pudieron encontrar ninguna prueba porque Mola había sido avisado de la operación por el comisario Santiago Martín Báguenas, implicado en la conjura y antiguo colaborador suyo cuando Mola ocupó la Dirección General de Seguridad en 1930.
El 20 de junio Mola emitió la «Instrucción reservada número 5» en la que al final decía que «ha de advertirse a los [militares] tímidos y vacilantes que aquél que no está con nosotros, está contra nosotros, y que como enemigo será tratado. Para los compañeros que no son compañeros, el movimiento triunfante será inexorable». Cuatro días después volvía a insistir en las «Directivas para Marruecos» en que el levantamiento debía ser «desde luego, de una gran violencia. Las vacilaciones no conducen más que al fracaso». El 30 de junio el teniente coronel Juan Yagüe, nombrado por Mola jefe de la sublevación en el Protectorado, recibió unas instrucciones más detalladas y explícitas sobre la forma de organizar la represión, que incluían, entre otras medidas: «conferir el mando del orden público y seguridad en las ciudades a elementos de la Falange», «detener a las autoridades españolas que sean sospechosas, especialmente las encargadas del Orden Público y la Seguridad» y «eliminar los elementos izquierdistas: comunistas, anarquistas, sindicalistas, masones, etc.». Además: «clausurar todos los locales de reuniones públicas tales como Centrales sindicales, Logias masónicas, Sedes de Partidos, Casas del Pueblo, Ateneos, etc.», «prohibir toda clase de manifestaciones, huelgas, reuniones públicas y privadas», «controlar la prensa, sometiéndola a censura», «requisar todos los aparatos de radio en poder de particulares» y «someter a todos los funcionarios civiles españoles a una depuración». El propósito del general Mola iba, pues, más allá de un mero pronunciamiento y se disponía a «situarse en un escenario de guerra civil».
Según Gabriele Ranzato, las adhesiones de militares a la conspiración que encabezaba el general Mola fueron creciendo conforme se iba deteriorando el clima político y social que vivía el país. Esto es lo que explicaría que entre finales de mayo y principios de junio se sumaran a la conspiración militares republicanos como los generales Gonzalo Queipo de Llano, inspector general del Cuerpo de Carabineros, y Miguel Cabanellas, jefe de la V División Orgánica con sede en Zaragoza.

#### El plan político de la sublevación

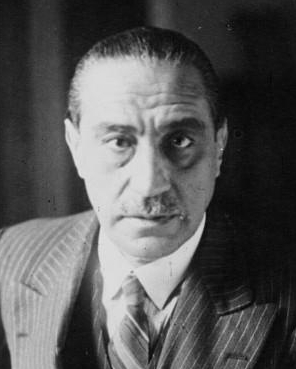
El político republicano conservador Miguel Maura en 1936. Al parecer su propuesta de una "Dictadura Nacional Republicana" inspiró el plan político elaborado por el general Mola con la colaboración, según parece, de los generales Cabanellas y Queipo de Llano.

Conquistado el Poder, se instaurará una dictadura militar que tendrá por misión inmediata restablecer el orden público, imponer el imperio de la ley y reforzar convenientemente al Ejército, para consolidar la situación de hecho, que pasará a ser de derecho.

El documento en el que expuso de forma detallada lo que se pretendía hacer una vez tomado el poder fue emitido por Mola el 5 de junio con el título «El Directorio y su obra inicial». Según el carlista Manuel Fal Conde, el documento fue elaborado conjuntamente por Mola, Cabanellas y Queipo de Llano y contenía todo un programa político que incluía la erradicación del analfabetismo, el subsidio de paro, el fomento de la pequeña propiedad y de la explotación colectiva para resolver el problema de la tierra, el saneamiento de la Hacienda pública y un plan de obras públicas y riegos, entre otras medidas. Según el hijo del general Cabanellas, los tres generales se habían inspirado en la propuesta autoritaria de una Dictadura Nacional Republicana del exministro republicano conservador Miguel Maura, único modo a su entender de hacer frente a las amenazas revolucionarias y fascistas dado el carácter sectario y demagógico que, según él, tenía la Constitución de 1931 y la intransigencia que mostraba el Frente Popular. Sin embargo, los seis artículos donde exponía su propuesta fueron publicados en el diario El Sol entre el 18 de junio y el 27 de junio, entre dos y tres semanas después de haberse difundido el documento «El Directorio y su obra inicial». Además, Maura defendía una dictadura republicana multipartidista (algo bastante alejado del documento de Mola). Por otro lado, Maura en esos artículos se mostraba muy pesimista sobre el futuro de la República: «Hoy, la República no es otra cosa —quiero creer que inconsciente— que la parte exaltada y revolucionaria de la masa proletaria que... prepara con prolija minuciosidad el asalto al poder y el exterminio de la organización social, capitalista y burguesa.[...] Si la República ha de ser eso, la República está inexorablemente condenada a una muerte próxima, a manos de esos mismos que hoy se dicen sus únicos defensores, o, lo que es más probable, a manos de la reacción opuesta». «No abrigo la menor esperanza de que mis razonamientos logren convencer a quienes tienen sobre sí el peso de la mayor responsabilidad en la hora actual de España».
El documento «El Directorio y su obra inicial» defendía la implantación de una «dictadura republicana» dirigida por un Directorio compuesto exclusivamente por militares ―a semejanza del Directorio militar de Primo de Rivera―. El Directorio estaría compuesto por cinco militares: un presidente, el general Sanjurjo, y cuatro vocales encargados respectivamente de los ministerios de la Guerra, Marina, Gobernación y Comunicaciones (los demás departamentos serían desempeñados por consejeros técnicos, que se podrían reunir con los cinco miembros del Directorio en los llamados Consejos plenos). El Directorio una vez controlado Madrid depondría al presidente de la República y al Gobierno en pleno, suspendería la Constitución de 1931 ―aunque mantendría la separación Iglesia-Estado, la libertad de culto y algunas políticas sociales―, disolvería las Cortes, el Tribunal Supremo y el de Garantías Constitucionales, e ilegalizaría a «todas las sectas y organizaciones políticas que reciben su inspiración del extranjero». Además se restablecería la pena de muerte para delitos de sangre. Asimismo se detendrían y juzgarían a todos los dirigentes y militantes significados de los partidos y organizaciones de la izquierda así como a los militares que no hubieran querido sumarse a la sublevación. El Directorio, que «ejercerá el poder con toda su amplitud», gobernaría mediante decretos-leyes que «serán refrendados en su día por el Parlamento constituyente, en la forma que oportunamente se determine». En el documento también se hablaba de un «nuevo sistema orgánico del Estado». Nada se decía, sin embargo, sobre qué bandera se utilizaría, si la bicolor de la monarquía o la tricolor de la República, aunque en las «Instrucciones reservadas» emitidas el 31 de mayo Mola había dispuesto que el levantamiento se hiciera con vivas a la «España Republicana».

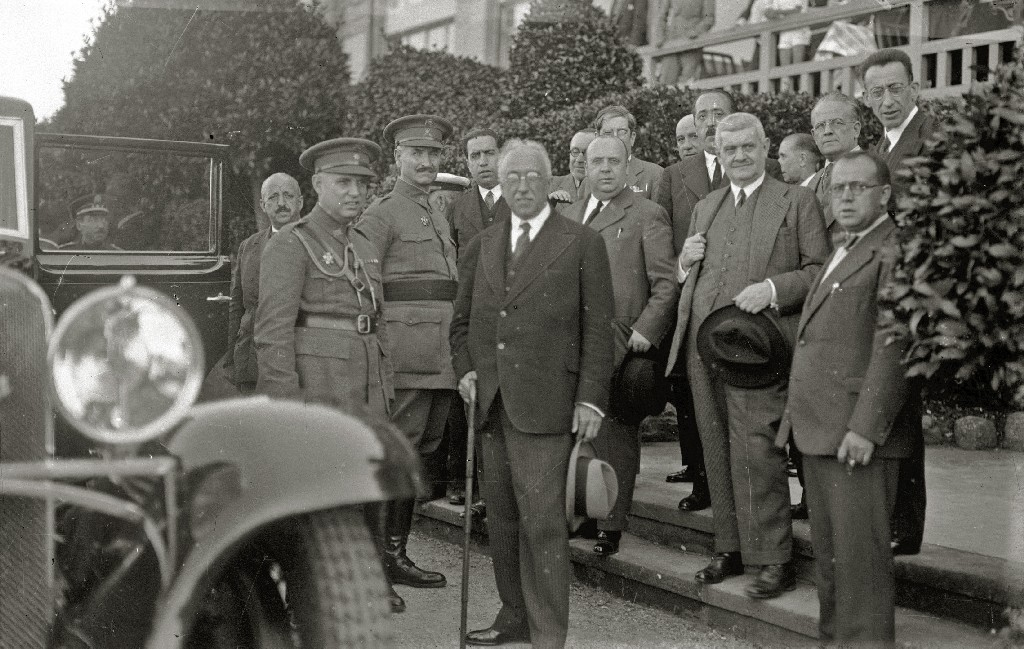
El general Queipo de Llano (en segundo plano, vestido de militar), junto al presidente de la República Niceto Alcalá-Zamora (en primer plano), el ministro de Obras Públicas Indalecio Prieto (detrás del presidente) y otras personalidades en San Sebastián en 1932. Queipo de Llano se sumó a la conspiración tras la destitución de su consuegro Alcalá Zamora de la presidencia de la República. Al parecer colaboró con el general Mola en la elaboración del documento "El Directorio y su obra inicial" que definía el plan político de la sublevación.

Según Julio Aróstegui, el documento, «cuyo grado de aceptación por el conjunto de los conspiradores, sin embargo, desconocemos» (aunque Roberto Muñoz Bolaños afirma que los generales conjurados le dieron su aprobación), era «contradictorio en algunos aspectos» ―«destruía y pretendía conservar, al mismo tiempo, el régimen republicano»― y también «un completo galimatías propio de la mentalidad típica del Ejército en los años veinte y treinta» ―«no era una sublevación monárquica, tenía inspiraciones fascistas, rechazaba el integrismo católico y presentaba ciertos pujos “regeneracionistas”―. Por su parte, Francisco Alía Miranda, afirma que «el fin político del golpe de Estado estaba tan indeterminado como en ocasiones anteriores. No quería explicitar mucho para evitar que se retiraran algunos apoyos políticos conseguidos, como la CEDA, Renovación Española, Falange y Comunión Tradicionalista. Se presentaba como un movimiento apolítico, incluso dentro de la República, porque lo único que dejaron claro es que no era monárquico». En una de las “Normas de ejecución” enviadas por Mola se prohibía «todo género de manifestaciones de tipo político que pudieran quitar al movimiento el carácter de neutralidad absoluta que lo motiva». Stanley G. Payne considera que «probablemente» lo que el general Mola quería instaurar era «un sistema corporativo parecido a la república autoritaria del Estado Novo del vecino Portugal» o al régimen de Pilsudski en Polonia, y no un «sistema fascista revolucionario o de tipo "italiano"». «No era un programa de extrema derecha, sino que representaba una especie de común denominador de los grupos anti-izquierdistas de las derechas de diferentes matices, y no tenía nada que ver con la conspiración paralela de los monárquicos».
Sin embargo, el documento elaborado por Mola, con la colaboración al parecer de Queipo de Llano y de Cabanellas, no coincidía plenamente con el proyecto político del general Sanjurjo, el jefe de la conspiración destinado a presidir el Directorio militar. En una carta que le envió al general Mola el 9 de julio con motivo de las desavenencias de este con los carlistas, Sanjurjo le explicó sus planes tras la toma del poder que coincidían más con la Comunión Tradicionalista que con el documento “El Directorio y su obra inicial”. Así resume el historiador Julio Aróstegui el contenido de la carta que, según este historiador, «expresaba la quintaesencia del pensamiento de Sanjurjo», típico de los militares africanistas: «Se crearía… un gobierno “puramente apolítico”, de militares, asesorado por un consejo de “hombres prominentes”. Se revisaría todo lo legislado en “materia religiosa y social hasta el día” [“procurando volver a lo que siempre fue España”]. Deberían cesar “las actividades de los partidos políticos”. Y, en definitiva, habría que “ir a la estructuración del país desechando el actual sistema liberal y parlamentario” adoptando las normas de algunos países “para ellos modernas, pero seculares en nuestra patria”, lo que era un clara alusión a los regímenes fascistas. El Gabinete militar duraría hasta “encauzar al país por las normas indicadas”». Según Ángel Viñas,  «en puridad, no hay mucho de nuevo en este “testamento” [de Sanjurjo]. Se trataba de ir hacia otra dictadura militar, solo que, al principio y por un periodo indeterminado, sin ningún rey por encima. […] Sanjurjo presentaba un proyecto regresivo, por no decir absolutamente reaccionario. El rechazo del sistema que había sustentado la Restauración y la República era evidente, pero no apuntaba demasiadas ideas hacia el futuro… En cualquier caso, Sanjurjo no veía la dictadura militar como un régimen permanente y silenció lo que vendría después. Esto era algo muy comedido, pues en las fuerzas armadas, aunque predominaban los monárquicos, también había elementos republicanos y otros meramente profesionales».
De todas formas el programa político diseñado por Mola consiguió el objetivo que pretendía: el apoyo al golpe de todas las derechas antirrepublicanas sin excepción.

#### El plan militar de la sublevación
El general Mola concibió el plan militar de la sublevación concediendo el protagonismo a los militares en activo con mando sobre tropas, y no a los militares retirados como había sucedido en intentonas anteriores en las que habían tenido un papel relevante. Para Mola era esencial conseguir el apoyo de los comandantes militares de las diferentes provincias, y sobre todo de los de las provincias que eran cabecera de las ocho Divisiones Orgánicas pues de los generales que las mandaban solo había conseguido el apoyo de uno de ellos, el general Cabanellas al mando de la V División Orgánica con sede en Zaragoza. Mola le dio la vuelta el plan táctico que se había seguido hasta entonces. En lugar de partir de Madrid para irradiarse luego al resto del territorio, Mola se propuso sublevar las guarniciones periféricas para que estas convergieran sobre la capital.

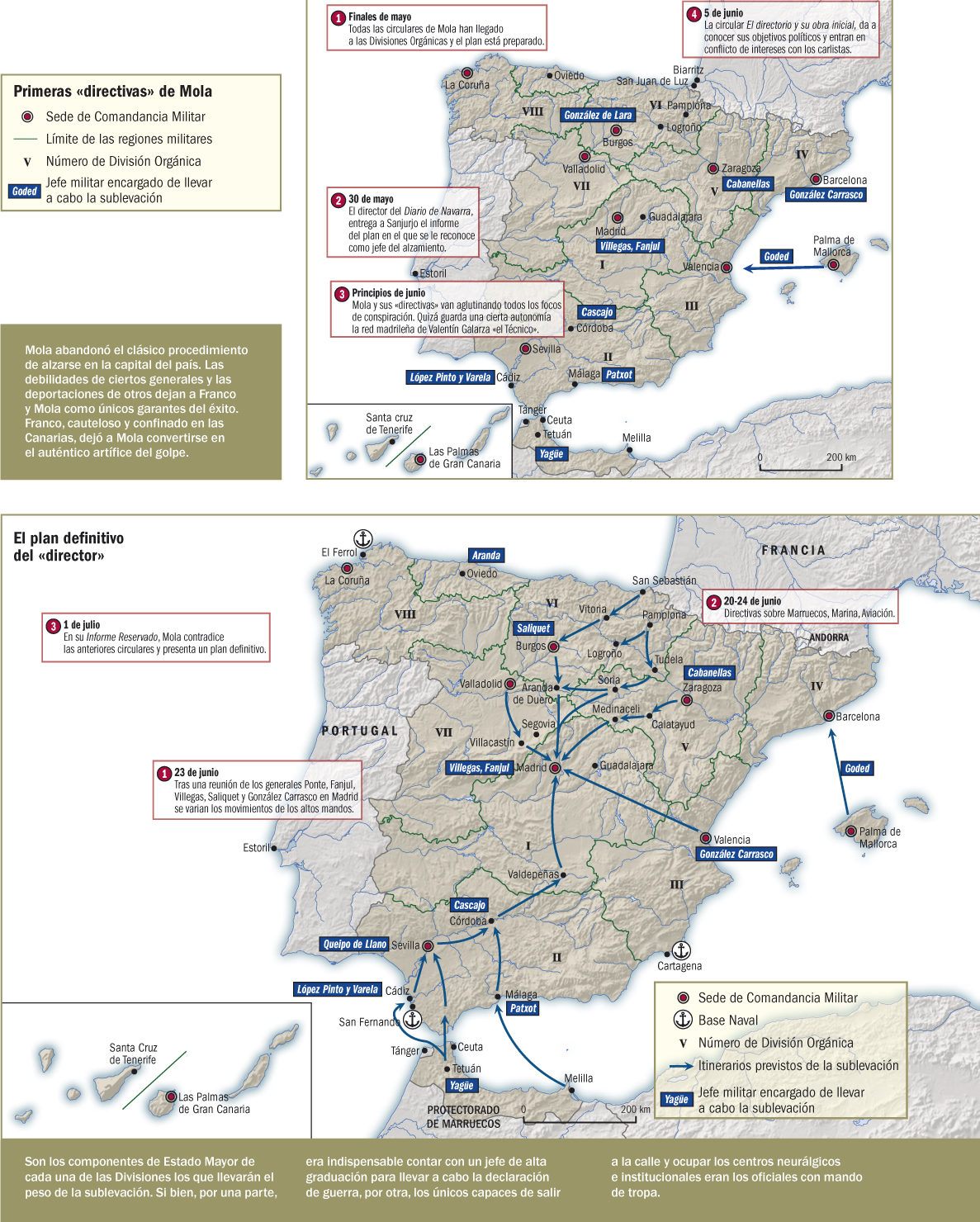
Mapas que representan los planes militares diseñados por el general Mola para dar el Golpe de Estado que derribase el gobierno de la República. En el de arriba aparece el plan inicial que consistía en la sublevación de las Divisiones Orgánicas V (Zaragoza), VI (Burgos) y VII (Valladolid) que formarían una columna cada una para converger sobre Madrid por el Norte, mientras las otras Divisiones Orgánicas sublevadas controlarían sus respectivas demarcaciones ―a la III División Orgánica (Valencia) también se le encomendaba que enviara una columna hacia Madrid y otra hacia Cataluña―. En el mapa de abajo aparece el plan definitivo cuya principal novedad estribaba en que la sublevación comenzaría en el Protectorado Español de Marruecos para de esta forma establecer una nueva línea de ataque sobre la capital que operaría desde el sur, reforzando así las posibilidades de éxito de la sublevación pues obligaría al Gobierno a dividir sus fuerzas para atender a los dos frentes (norte y sur).

El primer esbozo completo del plan estratégico de la sublevación lo emitió el general Mola el 25 de mayo en el documento titulado «El objetivo, los medios y los itinerarios» que estaba prudentemente fechado en Madrid. Comprobada la dificultad de hacerse con el poder en Madrid, opción que hubiera preferido (pues «todo hecho que se realice en ella se adopta como cosa consumada por la inmensa mayoría de españoles… el poder hay que conquistarlo en Madrid»), Mola elaboró un plan de conquista del poder a partir de la sublevación de las Divisiones Orgánicas V (Zaragoza), VI (Burgos) y VII (Valladolid) que formarían una columna cada una para converger sobre la capital por el Norte, mientras las otras Divisiones Orgánicas sublevadas controlarían sus respectivas demarcaciones ―a la III División Orgánica (Valencia) también se le encomendaba que enviara una columna hacia Madrid y otra hacia Cataluña―. No había mucha esperanza en que las Divisiones Orgánicas I (Madrid) y II (Sevilla) se sublevaran. También se dudaba de que la Aviación Militar se uniera, dada la fuerte presencia que había en su seno de la Unión Militar Republicana Antifascista (UMRA). En cada una de las Divisiones Orgánicas sublevadas los generales al mando debían declarar el estado de guerra para poner en manos de los militares la autoridad de los gobernadores civiles y de los alcaldes. En las «Instrucciones reservadas números 2, 3 y 4» emitidas el 31 de mayo se precisaban estos planes: Pamplona sería el «reducto inexpugnable de la rebeldía» en caso de derrota y Burgos sería la ciudad a la que volaría Sanjurjo desde Portugal para hacerse cargo del poder. Así pues, según Stanley G. Payne, el plan de Mola «abandonaba el esquema de golpe de Estado y se formaba sobre la premisa de una guerra civil breve, formando columnas de las fuerzas en cuarteles en el norte y en el este para caer sobre Madrid en una lucha que se libraría con los medios existentes. Mola no emprendió ninguna iniciativa seria para ganar un apoyo extranjero».
En este primer plan de la sublevación el general Franco no desempeñaba ningún papel, lo que podría indicar que aún se dudaba de su participación en la asonada. Con las que sí se contaba era con las «masas ciudadanas de orden», formadas sobre todo por las milicias falangistas y los requetés carlistas. Poco después se asignó al Comité Civil la misión de tener «preparada gente para que aplauda con entusiasmo a las fuerzas, para que estas se vean asistidas por el pueblo». En una instrucción específica dirigida a la VII División Orgánica (Valladolid) Mola especificaba que si en alguna de sus provincias se producía «un levantamiento armado de carácter civil perteneciente a elementos patriotas» (se refiere a las posibles sublevaciones independientes de falangistas y de requetés) el Ejército no sólo no debía reprimirlo, sino tenía que «ponerse de su parte, pues hay que apoyar con toda decisión a los buenos españoles que se sublevan contra un estado de cosas que nos van a sumir en la ruina, la desolación y el descrédito».
A principios de junio se produjeron algunas novedades en el plan: el general republicano Queipo de Llano pasó de estar al frente de la sublevación de la VII División Orgánica (Valladolid) ―de la que ahora se ocuparía el general Saliquet― a  hacerse cargo de la sublevación de la II División Orgánica (Sevilla) y el también republicano general Cabanellas, jefe de la V División Orgánica (Zaragoza), confirmó que se sumaba a la conspiración ―Mola se entrevistó con él en Zaragoza el 7 de junio y acordaron las medidas para dominar la oposición que «opondría la gran masa sindicalista» y la organización de las «columnas que habían de oponerse a que los catalanes pudieran invadir el territorio aragonés»―. Por otro lado, por esas mismas fechas el banquero Juan March puso a disposición de Mola la suma de 600 millones de pesetas a través de una cartera de valores. A principios de julio se introduciría un cambio de última hora: el general Goded pasaría a encabezar la sublevación de la IV División Orgánica (Barcelona), mientras que el general Manuel González Carrasco se encargaría de la III División Orgánica (Valencia). El motivo fue el empeño del propio Goded, que empezaba a albergar dudas sobre las posibilidades de éxito del golpe. Goded le pidió a Mola el cambio porque estaba convencido de que la sublevación tenía más opciones de triunfar en Cataluña que en Valencia y para ello consiguió el apoyo de los oficiales de la UME que desconfiaban de la capacidad de liderazgo del general González Carrasco, designado inicialmente para sublevar la guarnición de Barcelona.
Pero a mediados de junio el general Mola dio un giro a su plan. Decidió que la sublevación comenzaría en el Protectorado Español de Marruecos, «una decisión estratégica de gran importancia» provocada por «el pesimismo sobre la situación en Madrid», según Francisco Alía Miranda, valoración compartida por Stanley G. Payne que añade: «Mola llegó a la conclusión de que, por sí solos, los acuartelamientos de la península eran inadecuados para toda la operación y que la insurrección solo podría tener éxito si la mayor parte de las unidades de élite se trasladaban desde Marruecos». De esta forma establecía una nueva línea de ataque sobre Madrid que operaría desde el sur, reforzando así las posibilidades de éxito de la sublevación pues obligaría al Gobierno a dividir sus fuerzas para atender a los dos frentes (norte y sur). En el protectorado se encontraba el Ejército más preparado que Mola conocía muy bien. Las dos columnas que se formarían allí, sobre la base de la Legión y de los Regulares, pasarían a la península para avanzar sobre Madrid por Despeñaperros, la vía más directa.

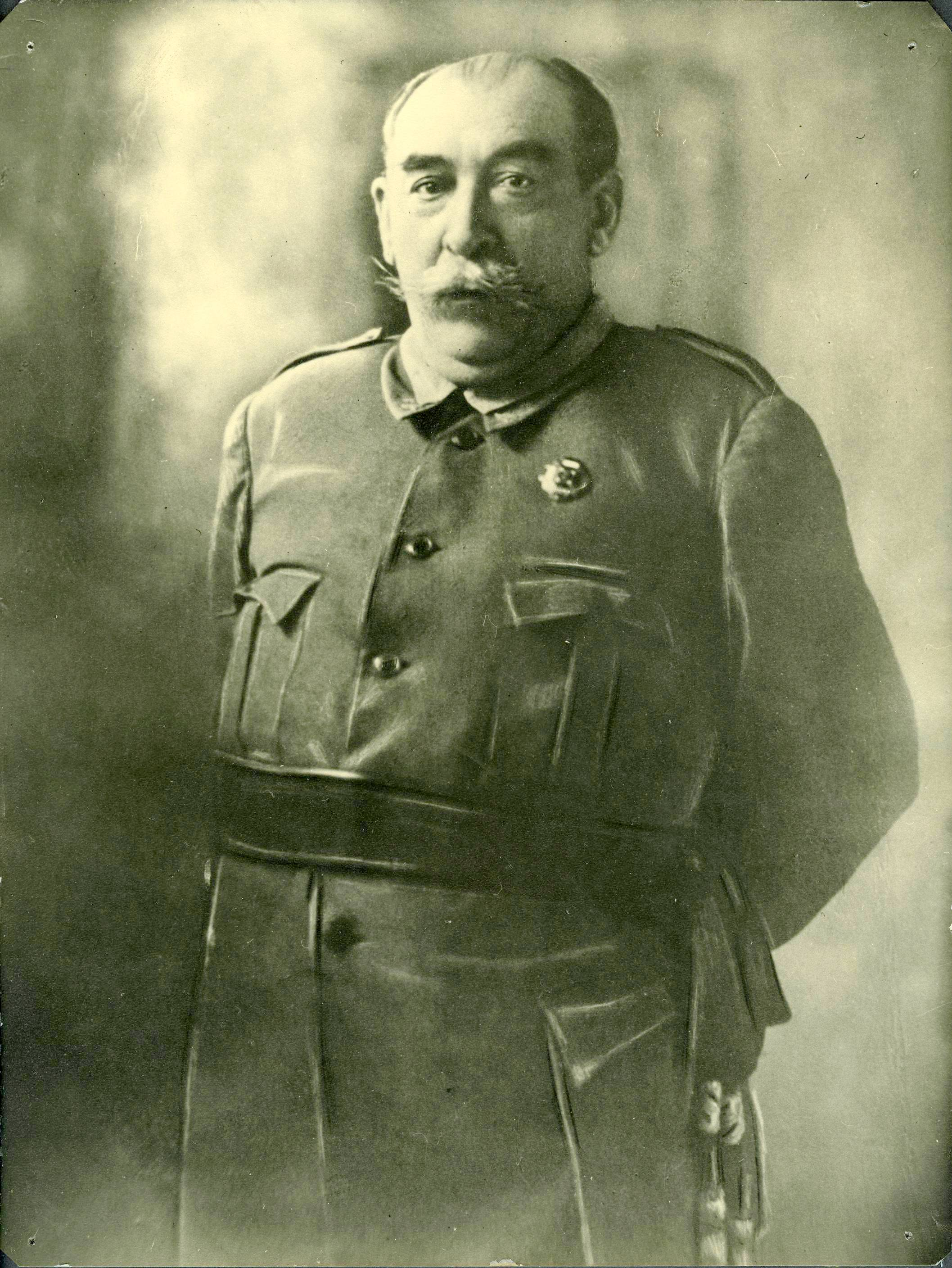
El general Andrés Saliquet, quien tras los cambios introducidos a última hora, se haría cargo de la sublevación de la VII División Orgánica, con sede en Valladolid, de donde saldría una de las tres columnas que habían de converger sobre Madrid por el norte.

Mola contactó con el general Franco, comandante militar de Canarias, para que se pusiera al mando del Ejército de África, aunque el general Sanjurjo desconfiaba de él por no haber participado en su sublevación de 1932 ―el primer contacto directo de Mola con Franco se había producido a finales de mayo o principios de junio mediante una carta enviada por Mola a Tenerife―. Pero el general Franco evitó comprometerse claramente ―«a Mola le enfurecía la indecisión del general Franco»― por lo que algunos de los militares conjurados le comenzaron a llamar "Miss Canarias" y "Mis Canarias de 1936" por lo mucho que se dejaba cortejar. Cuando el general Sanjurjo tuvo conocimiento de las reticencias del general Franco a comprometerse insistió en que no era indispensable. Se dice que exclamó: «¡Con Franquito o sin Franquito, salvaremos España».
Además el 23 de junio el general Franco le envió una carta al presidente del gobierno Casares Quiroga en la que le aseguraba que no se estaba fraguando ninguna conspiración en el Ejército («faltan a la verdad quienes os presentan al ejército como desafecto a la República, engañan quienes simulan complots», le decía) y en la que se ofrecía implícitamente para restablecer el orden público y acabar con cualquier movimiento golpista. En la carta le decía que el propósito de la misma era informarle del «estado de inquietud que en el ánimo de la oficialidad parecen producir las últimas medidas militares», ya que tal vez el presidente del gobierno tenía una «información inadecuada» sobre ese tema. «No le oculto a V.E. el peligro que encierra este estado de conciencia colectivo [de los militares] en los momentos presentes, en que se unen inquietudes profesionales con aquellas otras de todo buen español ante los graves problemas de la patria».
Según Rafael Cruz, el motivo de la carta del general Franco «quizá» fue responder a la petición por parte de la prensa de izquierdas del procesamiento del teniente coronel Juan Yagüe por su intervención en la represión de la Revolución de Asturias de 1934. En cambio Roberto Muñoz Bolaños afirma que la carta era «un reflejo de la inquietud de la mayor parte de los militares españoles en ese momento» y que al no obtener respuesta de Casares Quiroga esto fue lo que hizo que Franco se inclinara por sumarse a la rebelión (a finales de junio o a principios de julio) y a partir de entonces mantuviera una línea de comunicación con el general Mola. Luis Romero hace una valoración similar (en la carta Franco «se hacía eco del grave estado de inquietud de la oficialidad, tanto por cuestiones profesionales como por el estado de la nación»), aunque reconoce que «difícil resulta aún hoy dar a esta carta una interpretación indiscutible. Cabe conjeturar que es un postrer intento de conseguir una corrección de la política gubernamental y un medio de presionar para evitar el choque armado. ¿Por qué Casares no respondió a aquella carta? Nunca se sabrá; un fallo más a cargar en su cuenta». Stanley G. Payne cree «un tanto exagerado» considerar la carta como un ejemplo del «doble juego» de Franco, porque «en realidad, estaba señalando —y correctamente— que la inmensa mayoría de los oficiales no estaban implicados en ninguna conspiración, pero que existía una gran preocupación por la política que el Gobierno estaba llevando a cabo, minando las estructuras del ejército y la seguridad de España en general». Según Gabriele Ranzato la carta —en la que el general Franco le mintió a Casares Quiroga al decirle que «le engañan quienes simulan complots a la medida de sus turbias pasiones; prestan un desdichado servicio a la patria quienes disfracen la inquietud, dignidad y patriotismo de la oficialidad haciéndoles aparecer como símbolos de conspiración y desafectos»— es una prueba de la indecisión de Franco en aquellos momentos. En cuanto a sus pretensiones Ranzato cree que Franco trataba de explorar un camino alternativo al golpe «para conciliar de manera menos cruenta sus ambiciones personales con su inmovilismo social y político». Ranzato concede importancia al hecho de que la carta (cuyo destinatario real tal vez fuera, según Ranzato, el presidente de la República Manuel Azaña) fue enviada en un momento en que se hablaba de «dictadura republicana» y de gobierno de salvación nacional, por lo que «podía representar una oferta de apoyo militar a aquella operación».
Aunque aún se debate el grado de compromiso con la conspiración que tenía el general Franco a principios de julio (hay autores que, como Luis Romero, sostienen que Franco decidió «lanzarse a la acción» solo después del asesinato de José Calvo Sotelo el 13 de julio), quedaba por resolver el problema del traslado de Franco al Protectorado de Marruecos desde Canarias. De eso se encargaron los monárquicos con el alquiler del avión Dragón Rapide en Inglaterra. En efecto, el 6 de julio el corresponsal del diario ABC Luis Bolín fletó en Londres un  De Havilland D.H.89 Dragon Rapide con el dinero aportado por el banquero Juan March. Según Luis Romero, el alquiler del avión se hizo antes de que estuviese segura la participación del general Franco, por lo que según este autor el avión le fue enviado «para forzarle a tomar una decisión». El hecho cierto es que el 12 de julio, cuando el avión ya volaba hacia Canarias, Franco envió un mensaje a Mola en el que le decía «geografía poco extensa», lo que significaba que se retiraba de la conspiración. Pero al día siguiente era asesinado Calvo Sotelo lo que le llevó a comprometerse definitivamente con el golpe, como les ocurrió a otros militares que aún dudaban.
El 20 de junio Mola emitió unas «Instrucciones para las fuerzas de la Armada» en la que les asignaba como misión principal asegurar el estrecho de Gibraltar y transportar las tropas del Ejército de África a la península. En las Instrucciones Mola expresaba su confianza absoluta en que «la Armada española se pondrá al lado de sus hermanos [del Ejército], para luchar con objeto de lograr salga la Nación del estado deplorable en que se encuentra en la actualidad y cooperar con ello a restablecer el orden público y crear un Estado fuerte y respetado donde reine la Paz y la Justicia». Cuatro días después, el 24 de junio, Mola dirigía al teniente coronel Juan Yagüe unas «Directivas para Marruecos» en las que se le nombrara «jefe de todas las fuerzas» del Protectorado hasta la «incorporación de un prestigioso general» (Yagüe entendió que se trataba del general Franco) y en las que le advertía que el levantamiento debía ser simultáneo en todas las guarniciones y ser «desde luego, de una gran violencia». En las instrucciones le decía que las tropas del Ejército de África serían transportadas, gracias a la colaboración y la protección de la Armada, a los puertos de Algeciras y Málaga y desde allí se dirigirían hacia Madrid.
Según Francisco Alía Miranda, Mola no elaboró un único modelo de conspiración para todas las provincias españolas, sino que diseñó cuatro en función de la presencia o no de fuerzas militares en ellas y en función también del grado de compromiso con la rebelión de los generales, jefes y oficiales contactados. Así el primer modelo lo englobaban aquellas provincias que contaban con unidades militares y en las que los jefes y oficiales que las mandaban apoyaban la conspiración (era el caso de Valladolid, Zamora, Burgos, Segovia, Salamanca, Granada, Córdoba, Málaga, Guadalajara, las cuatro provincias gallegas, La Rioja, Vizcaya y Valencia, además del Protectorado de Marruecos). El segundo modelo incluía aquellas provincias que tenían unidades militares pero en las cuales no se contaba con un apoyo amplio de sus mandos. Era el caso de Madrid, Barcelona y Sevilla, a las que se podrían añadir Asturias, Santander y Almería. El tercer y cuarto modelo se referían a aquellas provincias que no contaban con guarniciones militares, por lo que la cuestión decisiva sería la actitud que tomaran los mandos de la Guardia Civil. En unas estaba asegurado su compromiso, constituyendo así el tercer modelo (sería el caso de las provincias de Albacete, Toledo, Cuenca, Soria y Ávila), mientras que en otras no, como Jaén, Ciudad Real y Huelva, las que constituirían el cuarto modelo.

#### La incorporación de la CEDA

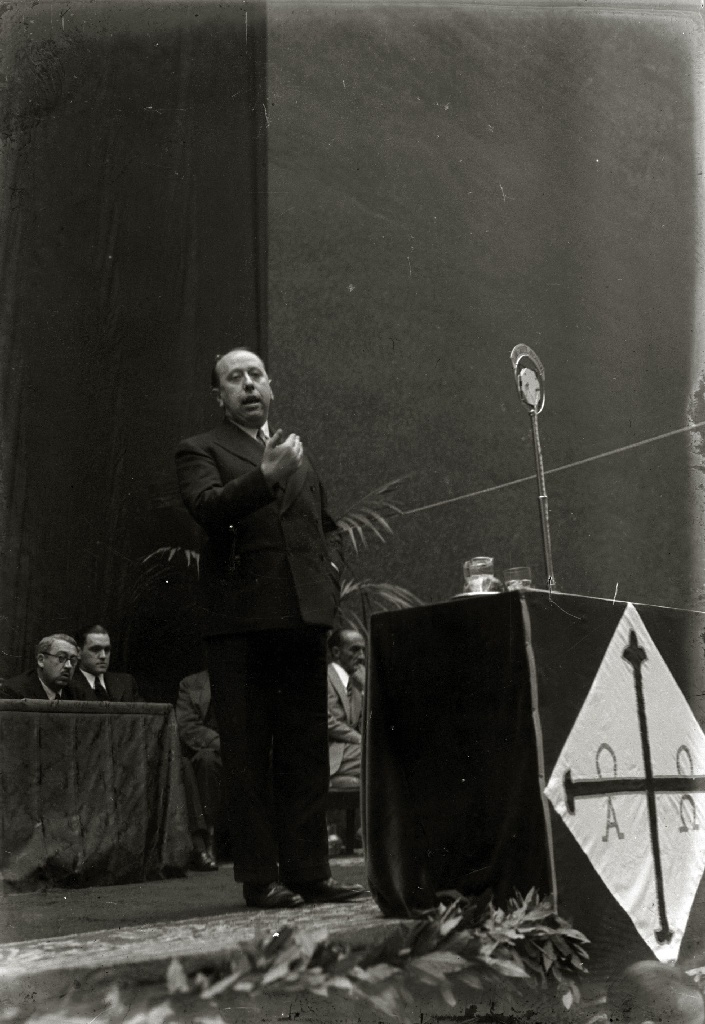
José María Gil Robles en un mitin de la CEDA. Esta formación política con su líder al frente comenzó a cooperar con la conspiración a finales de mayo. A principios de julio Gil Robles entregó al general Mola medio millón de pesetas de los fondos electorales del partido y al mismo tiempo dio instrucciones a las organizaciones provinciales para que se pusieran al lado de los militares en cuanto estallase la rebelión alistándose en sus filas.

Tras las elecciones de febrero entre 10 000 y 15 000 miembros de las Juventudes de Acción Popular (JAP) abandonaron la organización para integrarse en Falange, en el Bloque Nacional e incluso en la Comunión Tradicionalista. José María Gil Robles dijo que respetaba a los que abandonaban el partido «por caminos de violencia, creyendo honradamente que de esta manera se resuelven problemas nacionales» y reconoció que «los partidos que actuamos dentro de la legalidad comenzamos a perder el control de nuestras masas; empezamos a aparecer ante ellas como fracasados; comienza a germinar en nuestra gente la idea de la violencia para luchar contra la persecución». Asimismo justificó en las Cortes la violencia derechista como respuesta a las provocaciones de la izquierda ―a los socialistas los acusaba de estar a «las órdenes de Moscú»― y a la inoperancia e «incuria» del gobierno, al que hizo directamente responsable de la guerra civil si esta se producía:

En los momentos actuales, en todos los pueblos y aldeas de España se está desarrollando una persecución implacable contra las gentes de derecha… Comienza a germinar en nuestra gente la idea de la violencia para luchar contra la persecución… Llegará un instante en que ―como deber ciudadano y de conciencia― tendremos que volvernos a nuestras masas y decirles que dentro de la legalidad no tenéis protección… Una masa considerable de la opinión, que es por lo menos la mitad de la nación, no se resigna implacablemente a morir, os lo aseguro. Si no puede defenderse por un camino, se defenderá por otro… La guerra civil la impulsan, por una parte, la violencia de aquellos que quieren ir a la conquista del poder por el camino de la revolución; por otra parte, la está minando, sosteniendo y cuidando la apatía de un gobierno que no se atreve a volverse contra unos auxiliares que tan cara le están pasando la factura de la ayuda que le prestan… Cuando la guerra civil estalle en España, que se sepa que las armas las ha cargado la incuria de un gobierno que no ha sabido cumplir con su deber frente a los grupos que se han mantenido dentro de la más estricta legalidad.[…]
 Si no se rectifica rápidamente el camino, en España no quedará más solución que la violencia; o la dictadura roja, que aquellos señores propugnan, o una defensa enérgica de los ciudadanos que no se dejen atropellar.[…] Es preferible saber morir en la calle a ser atropellado por cobardía.

Muchos años después el líder moderado de la CEDA Manuel Giménez Fernández aludió a la «presión a favor de la guerra civil de la derecha, donde las Juventudes de Acción Popular, irritadas por los atropellos de la extrema izquierda y la lenidad de los poderes públicos, pasaban en oleadas al fascismo y a los requetés, y los financieros que volcaban sus arcas a favor de quienes preparaban la rebelión».
Desde ese momento, que se puede situar a finales de mayo de 1936, la CEDA con Gil Robles al frente comenzó a cooperar con los conjurados, algo que ya estaban haciendo las JAP y las juventudes de la Derecha Regional Valenciana (DRV), partido integrado en la CEDA ―el secretario general de la DRV, que estaba organizando su propia milicia clandestina, ofreció a Mola 1250 hombres para los primeros momentos del movimiento―. Sin embargo, Gil Robles «nunca fue involucrado directamente por los militares en sus planes».
A principios de julio Gil Robles entregó al general Mola medio millón de pesetas de los fondos electorales del partido y al mismo tiempo dio instrucciones a las organizaciones provinciales para que se pusieran al lado de los militares en cuanto estallase la rebelión alistándose en sus filas, ofreciendo una colaboración desinteresada y evitando las luchas por el poder con otras formaciones derechistas. Según expuso Gil Robles en la carta que envió después de la guerra al fiscal instructor de la Causa General las pretensiones de la CEDA al sumarse a la sublevación fueron las siguientes:

Para la CEDA, y sin que esto quiera decir que articuló programa alguno para el día del triunfo, el resultado ideal que apetecíamos era que el Alzamiento nos llevara a un Estado autoritario pero no tatalitarista; tradicional, pero adaptado a las necesidades de los tiempos; dotado de estabilidad y continuidad en sus órganos supremos soberanos; democrático sobre una base corporativa y orgánica.

Otro servicio a la conjura lo protagonizó Gil Robles en persona cuando también a principios de julio, por sugerencia de Mola, intentó convencer a un reticente Manuel Fal Conde, líder de la Comunión Tradicionalista, para que aceptara la incorporación de los carlistas a la sublevación cuyo inicio era inminente. Cuando esta se produjo, «los militantes del partido se incorporaron al Ejército o colaboraron a título individual con los militares sublevados… y pasaron muchos de ellos a enrolarse en grupos milicianos propios uniformados con camisas pardas, en las raquíticas milicias de Renovación Española, en el Requeté o en las cada vez más nutridas filas de la Falange», afirma Julio Aróstegui. Sin embargo, esta afirmación se contradice con las instrucciones que dio Gil Robles a los cedistas para sumarse al golpe: «los elementos jóvenes se presentarán en el acto en los cuarteles para vestir el uniforme del ejército y colocarse bajo el mando de los jefes militares, huyendo todo lo posible de formar milicias o batallones propios».
Pero Gil Robles nunca quiso comprometerse públicamente con la sublevación y por eso se negó a acudir a la reunión en Burgos el 17 de julio de diputados derechistas convocados por el general Mola para que declararan faccioso al gobierno de Casares Quiroga y a las Cortes y pidieran la intervención militar. «Después de cinco años propugnando el legalismo, creía que esto sería “indecoroso”». Dos días antes había hecho al gobierno responsable moral del asesinato de José Calvo Sotelo y había vuelto a acusar a la izquierda de ser la causante del incremento de la violencia en España. Gil Robles «no jugó papel alguno en los acontecimientos posteriores y, además, abandonó el país». Se fue a Biarritz y desde allí se marchó a Lisboa para asegurar la ayuda a la sublevación del dictador portugués Oliveira Salazar. En las diversas ocasiones que visitó la zona sublevada fue recibido con gran hostilidad al ser acusado de ser el responsable del estallido de la guerra civil por haber traicionado a la derecha con su postura «accidentalista» ―en Salamanca un grupo de falangistas intentaron agredirle y detenerle―. Sin embargo, siguió colaborando con la sublevación y defendiéndola públicamente, incluso cuando la CEDA fue disuelta tras la promulgación por el Generalísimo Franco del Decreto de Unificación de abril de 1937. En una declaración firmada enviada desde Lisboa en 1942 para la Causa General, Gil Robles reconoció que había colaborado con la sublevación «con el consejo, con el estímulo moral, con órdenes secretas de colaboración e incluso con auxilio económico, tomado en no despreciable cantidad de los fondos electorales del partido».

#### La participación de los monárquicos alfonsinos: el vuelo delDragon Rapidey la compra de aviones a la Italia fascista

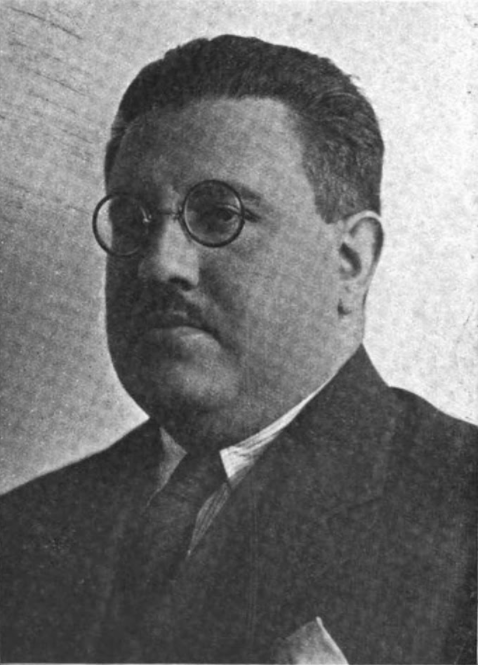
Pedro Sainz Rodríguez, uno de los dirigentes de Renovación Española. Fue el que realizó la compra de los 43 aviones de combate en la Italia fascista.

Ruta del Dragón Rapide, el avión que llevó al general Franco desde Canarias a Tetuán donde tomó el mando de las tropas sublevadas del Protectorado español de Marruecos. El avión había sido alquilado por los monárquicos en Inglaterra.

Los monárquicos alfonsinos ―que constituían «la corriente política que más tempranamente estuvo implicada en conspiraciones antirrepublicanas, desde 1931»― participaron desde el primer momento en la conspiración hasta el punto que el líder de Renovación Española (RE) Antonio Goicoechea, en un comunicado secreto enviado en junio de 1936 a las autoridades fascistas italianas pidiendo ayuda económica, llegó a afirmar que la «vasta organización de carácter patriótico y nacionalista» que existía en el Ejército «ha sido formada, orientada políticamente en sentido antidemocrático y costeada por nosotros durante estos últimos años». Eduardo González Calleja afirma que «evidentemente, RE no llevó la iniciativa en la conspiración y la insurrección de 1936, pero su apoyo al Ejército, al contrario que otras fuerzas políticas, fue incondicional desde el primer instante, confiados como estaban en que las Fuerzas Armadas propiciarían el proceso restauracionista». Joan Maria Thomàs también destaca la influencia de los alfonsinos «entre una parte de los generales, jefes y oficiales del Ejército y la Armada a la hora de la preparación del golpe militar», además de su contribución «a crear el clima de desorden de la primavera y el verano de 1936», especialmente con «su actitud en las Cortes [que] fue de continua denuncia de la situación del país y de creación de un clima de agitación que contribuyó a enrarecer aún más el ambiente de deterioro del orden público». El llamamiento más o menos velado a la intervención del Ejército fue prácticamente una constante de los discursos pronunciados en las Cortes por el líder monárquico José Calvo Sotelo. Por ejemplo, el 19 de mayo dijo: «El deber militar... consiste en servir legalmente cuando se manda con legalidad y en servicio de la patria, y en reaccionar furiosamente cuando se manda sin legalidad y en detrimento de la patria... ». Un diputado republicano le increpó: «¡El señor Calvo Sotelo está invitando a la indisciplina!».
Los monárquicos alfonsinos estuvieron en permanente contacto con el general Mola y, sobre todo, con el general Sanjurjo, al que consideraban más dispuesto a restablecer a medio plazo la monarquía. El marqués de Quintanar, amigo suyo, lo visitó en varias ocasiones en Estoril y a mediados de junio, un grupo de monárquicos de Madrid reunieron 300 000 pesetas que le entregaron a Sanjurjo para darle «seguridades». Por su parte, José Calvo Sotelo ―que debido al encarcelamiento de José Antonio Primo de Rivera y a la pérdida de su escaño parlamentario de Antonio Goicoechea se había convertido en el líder de la derecha antirrepublicana― se encargó de la coordinación con el resto de los elementos civiles de la conspiración manteniendo contactos con los carlistas e informando a Gil Robles de lo que se estaba preparando —en sus intervenciones públicas reiteraba que el «estado de anarquía» en que vivía el país solo podía ser eliminado por una intervención militar—. A principios de junio el general Mola contactó con Calvo Sotelo por medio del periodista derechista Raimundo García García, "Garcilaso", director del Diario de Navarra ―que también hacía de enlace entre Mola y Sanjurjo, al que acababa de visitar en Estoril―, para informarle de sus planes y para advertirle que el movimiento que se estaba preparando no tendría un signo político determinado. Pocos días después Calvo Sotelo afirmaba que «la guerra civil que se avecina no será una lucha fácil ni un golpe de mano cuartelero» y que el triunfo dependerá de «si conseguimos que 30 000 jóvenes, 30 000 muchachos ardorosamente nacionales, se unan al Ejército». Entonces «nos habremos salvado. Si no sucede así, podremos considerarnos inevitablemente perdidos». Calvo Sotelo se puso «a las órdenes del Ejército» y continuó participando en Madrid en la preparación de la sublevación hasta su asesinato el 13 de julio. Pero públicamente Calvo Sotelo no solo negó cualquier implicación en la conjura militar, sino que negó que esta ni siquiera existiera (aunque volvió a reconocer la obligación moral del Ejército «a sublevarse a favor de España y en contra de la anarquía, si esta se produjera»). El 15 de junio en un discurso en las Cortes «Calvo Sotelo pura y simplemente mintió», según Ángel Viñas, cuando dijo: «no creo ―y no me negaréis una cierta autoridad moral para formular este aserto― que exista actualmente en el Ejército español… un solo militar dispuesto a sublevarse a favor de la monarquía y en contra de la República».
Una de las funciones fundamentales de los monárquicos alfonsinos fue la relación con la Italia fascista, cuyo interlocutor principal era Antonio Goicoechea, en quien Falange también había delegado su representación ante Mussolini. El 14 de junio Goicoechea, en nombre suyo, de Calvo Sotelo y de Primo de Rivera, envió a Roma una comunicación ―por medio del enlace que utilizaba habitualmente: Ernesto Carpi, empleado de banca italiano afiliado al Partido Nacional Fascista radicado en Barcelona, que mantenía un estrecho contacto con el líder fascista Italo Balbo, y a través de este con el conde Ciano y con Mussolini― en la que solicitaba «una rápida ayuda de un millón de pesetas como mínimum» «para la realización urgente de un golpe de Estado con las máximas garantías de éxito». Para justificar la petición calificaba la situación española de «guerra civil inorgánica y esporádica presidida por un gobierno cuyos últimos restos de energía se emplean en facilitar la obra de la revolución debilitando los organismos defensivos del Estado y persiguiendo a las mismas clases sociales que la Revolución pretende destruir». Y a continuación señalaba que al no existir en España agrupaciones de excombatientes, tenía que ser «el Ejército quien, lo mismo que en el siglo pasado con sus pronunciamientos, realice este movimiento de recuperación nacional por la violencia a la que le impulsa de un modo exasperado toda la sociedad española situada en contra o al margen del Frente Popular». En la carta también se decía que en el Ejército «existe una vasta organización de carácter patriótico y nacionalista… que ha sido formada, orientada políticamente en sentido antidemocrático y costeada por nosotros estos últimos años» y que tal organización «es la encargada de realizar el Golpe de Estado de acuerdo con los elementos civiles, elevándose a la presidencia del Estado al general Sanjurjo». No existe constancia de si la petición del millón de pesetas «como mínimo» (27.400 libras) fue atendida por Mussolini. Sin embargo, Javier Rodrigo afirma que no se concedió.
El vuelo del Dragon Rapide
Los monárquicos alfonsinos también fueron los protagonistas en la operación que permitió el traslado del general Franco desde Canarias hasta el Protectorado español de Marruecos donde debía encabezar el Ejército de África una vez que triunfara allí el golpe de Estado. Fue el coronel Alfredo Kindelán, especializado en el Arma aérea, el que, siguiendo las órdenes de Franco de que buscara un medio de transporte, se puso en contacto con el marqués de Luca de Tena, propietario y director del diario monárquico ABC, a través de Fernando Herrera, hombre de confianza del líder de la CEDA, José María Gil Robles. El Marqués de Luca de Tena por su parte encargó el 5 de julio desde Biarritz al corresponsal del diario ABC en Londres Luis Bolín que alquilara un avión (o un hidroavión) y lo llevara a Casablanca, donde recibiría nuevas instrucciones de un enlace con la contraseña «Galicia saluda a Francia», y de allí a Canarias. El dinero, dos mil libras esterlinas, se lo proporcionaría un tal Mayorga que trabajaba en la City de Londres. Contando con la ayuda de Juan de la Cierva y Codorniu, inventor del autogiro, que vivía en la capital británica, Bolín alquiló finalmente un avión Dragón Rapide, matrícula G-ACYR, de radio de acción mediano y siete plazas, estacionado en el aeródromo de Croydon y contrató Cecil W.H. Bebb para que lo pilotara y al que acompañarían un mecánico y un telegrafista ―a quienes se les ocultó el motivo real del viaje―. Para camuflar la operación llevarían como pasajeros, además de Bolín, a Hugo Pollard, conocido de Douglas Jerrold, amigo de los conspiradores, y a dos mujeres (una de ellas la hija de Pollard), que tampoco sabían nada. El viernes 10 de julio De la Cierva y Bolín se entrevistaron con el duque de Alba quien, junto con De la Cierva, se comprometió a hacerse cargo de los daños que pudiera sufrir el avión que no cubriera el seguro.
El avión despegó de Croydon el sábado 11 de julio e hizo una primera escala en Burdeos, donde se encontraba Luca de Tena y el marqués del Mérito, quien se sumó a la expedición con el encargo de alquilar un pequeño avión en Tánger para que el viaje del general Franco pueda llegar hasta donde convenga, sin tener que depender de los aeródromos de Larache, Tetuán o Melilla, los únicos del Protectorado donde podría aterrizar el Dragon Rapide. Las siguientes escalas fueron Biarritz, para repostar; el pequeño aeródromo militar de Espinho, cerca de Oporto; y Lisboa, donde Bolín informó al general Sanjurjo. Desde allí volaron a Casablanca a donde llegaron al atardecer del día 12 de julio. En esta ciudad del Marruecos francés tuvieron que permanecer dos días, alojados en el Hotel Carlton, mientras se reparaba el avión. Allí se enteraron por la prensa francesa del asesinato el día 13 de julio de Calvo Sotelo y entonces Bolín decidió permanecer en Casablanca esperando la vuelta del marqués del Mérito que había partido para Tánger nada más llegar. El día 14 el Dragón Rapide voló hasta Cabo Juby, en Tarfaya (protectorado español sur de Marruecos), donde volvió a repostar, y de allí al Aeródromo de Gando (Gran Canaria) a donde llegó a las 14.40, hora local. Pollard y las dos mujeres viajaron en barco a Tenerife donde aquel le dio la contraseña convenida al doctor Gabarda “Galicia saluda a Francia” que significaba que el avión había llegado sin novedad, y el doctor Gabarda le hizo llegar la noticia al general Franco por medio del teniente coronel Francisco Franco Salgado-Araújo. Pollard y las dos mujeres se quedaron en las islas unos días más y regresaron a Inglaterra en barco.
Luis Romero da una versión un poco diferente del tramo final del viaje del Dragon Rapide. Según Romero, lo que estaba previsto era que el avión permaneciera en Casablanca hasta que llegara un emisario o enlace con la consigna pactada y que llevaría unas instrucciones concretas (emisario que nunca llegó y que nunca se ha sabido quién podía haber sido). La noticia de la muerte de Calvo Sotelo altera los planes y Botín decide darle instrucciones a Pollard para que viaje a Canarias y entre en contacto con el doctor Gabarda en Tenerife dándole la contraseña convenida "Galicia saluda a Francia". «Pollard, que gusta de la intriga y la aventura, acepta la misteriosa misión [Botín no le ha revelado el verdadero objeto vuelo] y continúa viaje con las dos mujeres». Mientras, Botín se queda en Casablanca esperando al enlace, aunque duda de que pueda llegar «dada la nueva situación que va a plantearse» tras el asesinato de Calvo Sotelo.
La compra de aviones a la Italia fascista
Pero la «aportación operativa más importante que llevaron a cabo los monárquicos de cara a los preparativos finales del golpe de Estado», en palabras de Ángel Viñas, fue la compra de 43 aviones de combate con su correspondiente armamento y munición (y combustible y piezas de recambio), por un valor de 39,3 millones de liras (616 000 libras), realizada por Pedro Sainz Rodríguez en Italia el 1 de julio con el conocimiento de Antonio Goicoechea y José Calvo Sotelo (Sainz Rodríguez habría contado con el asesoramiento del aviador Juan Antonio Ansaldo, según Ángel Viñas, o del general Alfredo Kindelán, según Roberto Muñoz Bolaños, historiador que afirma además que detrás de Kindelán estaría el general Mola muy interesado en contar con aviones para proteger y facilitar el avance de la infantería). Esta compra significaba, según Viñas, que los monárquicos no se preparaban para un golpe de Estado, sino «para dirimir una corta guerra». Una valoración compartida por Pilar Mera Costas: «[su] volumen parece indicar que al menos los conspiradores civiles no descartaban el hecho de que el golpe acabase derivando en una guerra, para cuyo caso resultaría conveniente estar bien pertrechados».

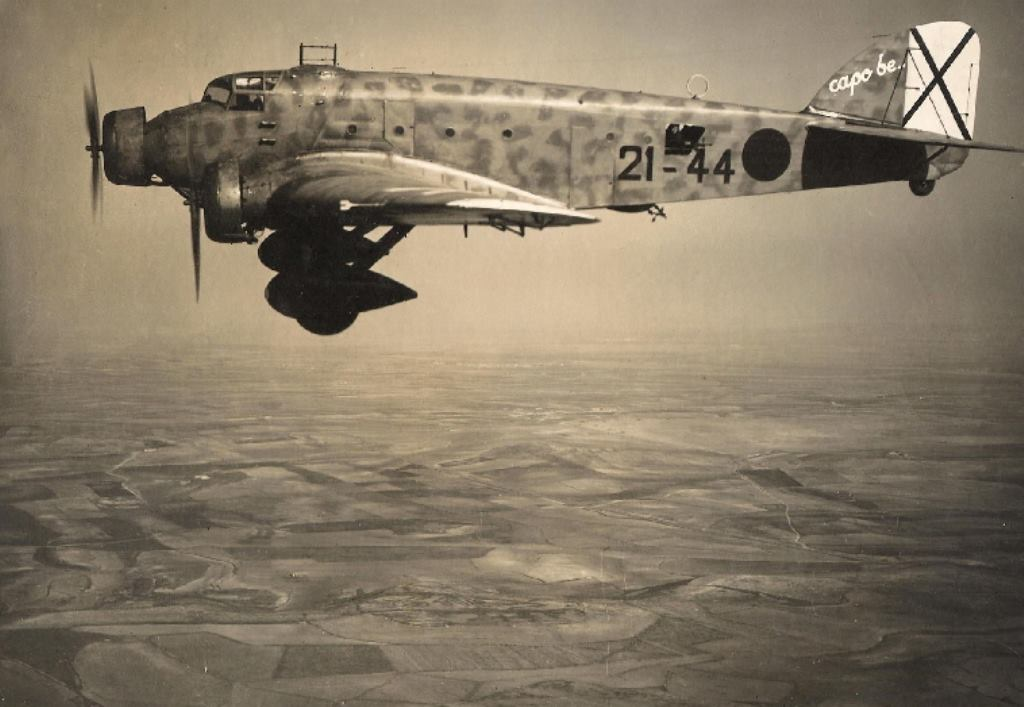
Avión Savoia-Marchetti S.M.81 de servicio en España. Los monárquicos compraron a la empresa italiana SIAI quince de estos aparatos, nueve de los cuales serían utilizados inmediatamente por el general Franco para trasladar las tropas del Ejército de África a la península salvando el bloqueo del estrecho de Gibraltar establecido por la Armada republicana.

Sainz Rodríguez firmó cuatro contratos con la empresa aeronáutica italiana SIAI que no fueron descubiertos hasta 2012. El hallazgo fue obra del historiador español Ángel Viñas, que los encontró en los archivos de Sainz Rodríguez y los publicó al año siguiente. El primer contrato, por valor de 16,2 millones de liras, era la compra de 12 aviones Savoia-Marchetti S.M.81, acompañados de 10 000 bombas de 2 kg, 500 de 50 kg, 1500 de 100 kg y 100 de 250 kg, además de carburantes y lubricantes. Todo ello debía entregarse durante el mes de julio. El segundo contrato, por valor de 15,1 millones de liras, era la compra de 21 cazas CR 32. El tercer contrato, por valor de 2,2 millones de liras, incluía tres cazas CR 32 más y tres Macchi 41, junto con motores, ametralladoras y otros productos. El cuarto y último contrato, por valor de 5,6 millones de libras, incluía tres S.M. 81 más y un hidroavión Savoia-Marchetti S.55, además de bombas, ametralladoras, proyectiles perforantes y otros materiales. En los contratos se estipulaba que había que pagar al contado contra la entrega del material, cuyo plazo máximo era finales de agosto (finales de julio para los 12 S.M. 81 del primer contrato). Los aviones y el resto del material llegarían a España por vía marítima. El dinero, según Ángel Viñas, fue adelantado a los monárquicos por el financiero Juan March.
Según Ángel Viñas los contratos demostrarían la implicación de la Italia fascista en la conspiración y su decisión de intervenir en España, Sin embargo, Roberto Muñoz Bolaños considera que «estos contratos no fueron más que un acuerdo mercantil entre dos personas privadas… Es probable que el Gobierno italiano conociera estas negociaciones, pero no hay ningún documento que demuestre que las avaló oficialmente». Por su parte Javier Rodrigo apoya la interpretación de Viñas y afirma que los contratos supusieron la «cristalización» del apoyo del fascismo italiano a la sublevación. También suscribe la afirmación de Viñas de que los pagos de todo ese material bélico habrían corrido a cargo «básicamente» del banquero Juan March. Según Rodrigo, March puso a disposición de los sublevados las 800 000 libras del crédito que había obtenido de un banco de Londres. El 11 de julio, diez días después de la firma de los contratos, Antonio Goicoechea le anunció a Mussolini por carta que la sublevación tendría lugar en pocos días.
Según Ángel Viñas el descubrimiento por él mismo en 2012 de los contratos firmados el 1 de julio de 1936 abrió una nueva perspectiva sobre la ayuda inicial prestada por Mussolini a los sublevados. Hasta ese momento se pensaba que el envío de los 12 Savoia-Marchetti S.M.81 a Marruecos que permitió al general Franco, junto con los aviones aportados por la Alemania nazi, poder trasladar las tropas del Ejército de África a la península, superando el bloqueo en que se encontraba, se había debido a las gestiones realizadas por el general Franco a través de los representantes italianos en Tánger (el cónsul De Rossi y su agregado militar, el comandante Luccardi, agente de Servicio de Información Militar [SIM]) y por su enviado a Roma Luis Bolín, y se había concedido escasa importancia a la gestión en paralelo realizada por los monárquicos Antonio Goicoechea, Luis María de Zunzunegui y Moreno y Pedro Sainz Rodríguez que también habían viajado a Roma, enviados estos por el general Mola.

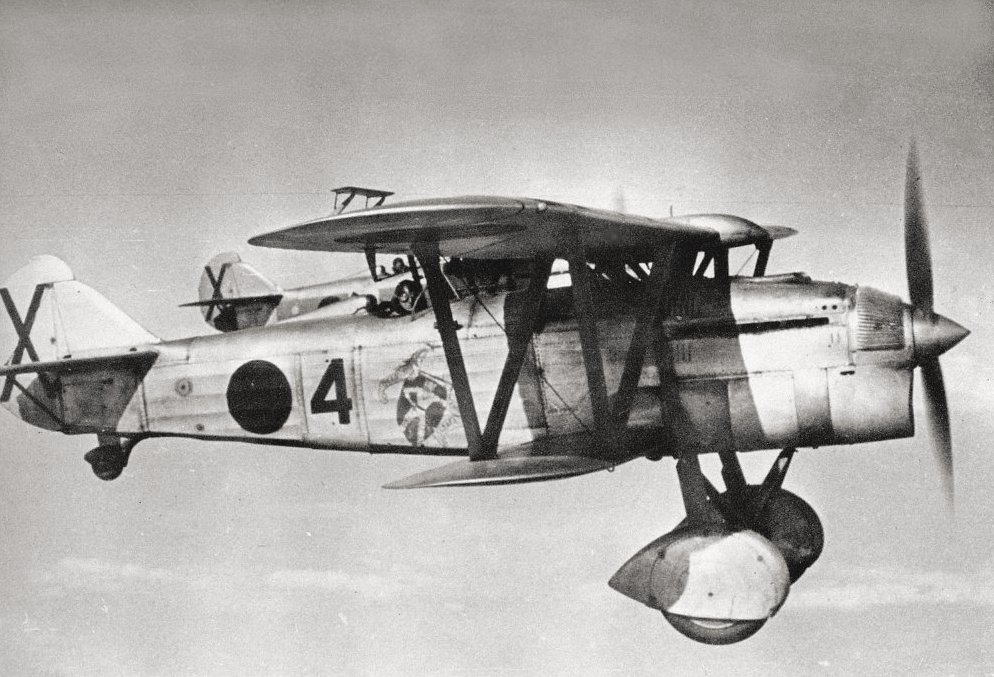
Dos cazas CR 32 del grupo que operó desde las Islas Baleares. Los monárquicos compraron 21 aviones de este tipo. 12 llegaron a Melilla en la noche del 12 al 13 de agosto y los 9 restantes llegaron a Vigo el 27 de agosto (estos últimos para apoyar a las fuerzas del general Mola).

Así pues, según Viñas, lo que hicieron los italianos fue cumplir con los contratos del 1 de julio, una vez valoradas positivamente las posibilidades del triunfo de la sublevación gracias a los telegramas enviados por De Rossi y Luccardi a favor del «movimiento de Franco» ―quien, según Viñas, habría sido informado de la existencia de los contratos, al igual que el general Mola, aunque no hay pruebas de ello―. Para que llegaran rápidamente a Marruecos los doce Savoia-Marchetti S.M.81 no fueron enviados por barco, sino que volaron con escala en Cerdeña debidamente camuflados (y armados) con tripulaciones militares de la Regia Aeronautica, que se harían pasar por miembros de la Legión, al mando del teniente coronel Ruggero Bonomi. Aterrizaron en el aeródromo de Melilla el día 30 de julio, pero sólo llegaron nueve aparatos pues uno se perdió en el mar y dos tuvieron que realizar aterrizajes forzosos en el Marruecos francés, uno de los cuales acabó estrellándose (gracias a lo cual el gobierno de París tuvo conocimiento de la operación y la prensa francesa e internacional dieron la noticia, lo que provocó un enorme escándalo). Los nueve Savoia-Marchetti S.M.81 comenzaron a transportar tropas a la península el 5 de agosto. El resto de los aviones del contrato del 1 de julio llegaron por vía marítima (así como el resto de material bélico): 12 cazas CR 32 llegaron a Melilla en la noche del 12 al 13 de agosto y los 9 restantes llegaron a Vigo el 27 de agosto (estos últimos para apoyar a las fuerzas del general Mola); los Macchi llegaron a Palma de Mallorca también el 27 de agosto.

#### La adhesión de Falange a la rebelión

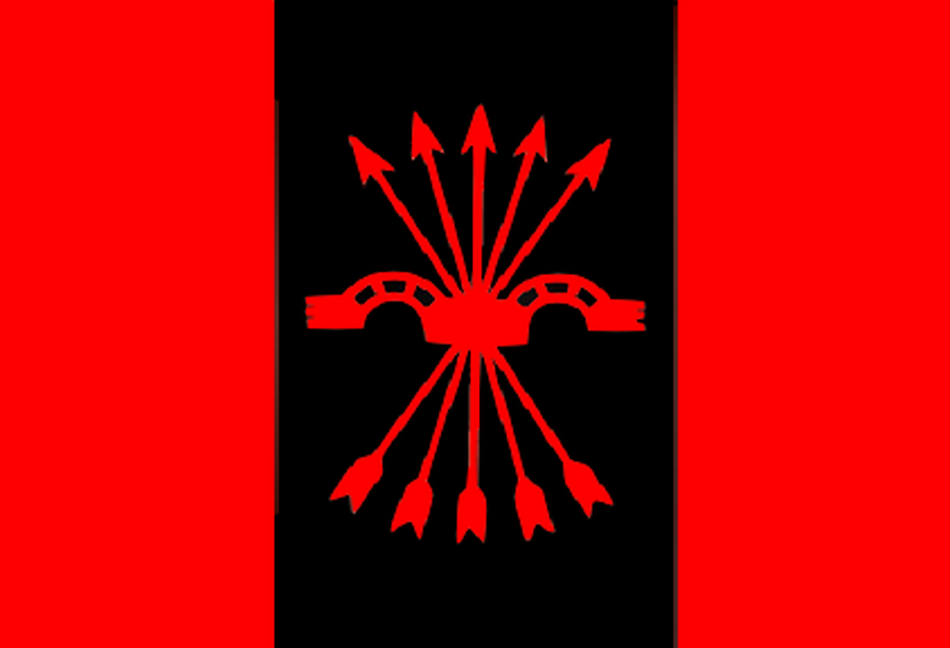
Bandera de Falange Española de las JONS. Falange Española de las JONS desarrolló una campaña de agitación violenta en la calle. Por esta razón fue ilegalizado y su líder José Antonio Primo de Rivera detenido y encarcelado.

El partido fascista Falange Española de las JONS (FE) fue «la mayor fuerza antiizquierdista que optó por la acción directa». Paradójicamente, «FE no estaba inicialmente demasiado preparada para la violencia extrema..., aunque poco a poco lo fue estando, y mostraría una gran virulencia» (sus primeras acciones violentas fueron en realidad en respuesta a las agresiones de los grupos de izquierda). Además, Falange no se lanzó inmediatamente a una campaña de agitación contra el gobierno del Frente Popular, sino que José Antonio Primo de Rivera le dio una oportunidad a Manuel Azaña para que se «emancipara» de los «dos terribles riesgos» que le cercaban («el separatismo y el marxismo») para «convertirse del caudillo de una facción, injusta como todas las facciones, en el jefe del Gobierno de España». Pero la respuesta de Azaña fue la represión contra Falange que inició a finales de febrero, solo diez días después de haberse constituido el gobierno. El 27 de febrero fue clausurada su sede central en Madrid bajo la acusación de tenencia ilícita de armas y una semana después era suspendido Arriba, el periódico del partido.
El primer acto violento falangista de gran repercusión mediática y política fue el intento de asesinato del destacado catedrático y diputado socialista Luis Jiménez de Asúa el 11 de marzo perpetrado por afiliados del SEU como represalia por la muerte el día anterior de un compañero en un tiroteo —el 6 de marzo habían sido asesinados cuatro miembros de la CONS por no secundar una huelga y el 7 un miembro del SEU había muerto víctima de un disparo durante un mitin en Palencia—. Jiménez de Asúa resultó ileso pero murió el policía que lo escoltaba, el inspector Jesús Gisbert. Los autores fueron detenidos, uno por la policía española en Madrid y los otros tres por la policía francesa en Biarritz, a donde habían huido en un avión pilotado por el monárquico Juan Antonio Ansaldo ―quien también acabaría siendo arrestado―. Tras el entierro del agente Gisbert, que se celebró el 13 de marzo, los asistentes al mismo realizaron una serie actos vandálicos como el asalto al periódico derechista La Nación, cuyas oficinas y talleres quedaron completamente destruidos (por lo que nunca volvería a publicarse), y la quema de dos iglesias (una de las cuales quedó reducida a escombros). Al día siguiente también se produjeron incidentes graves en Logroño, donde hubo ocho muertos y seis heridos graves. Los asesinos del agente Gisbert fueron condenados el 8 de abril a veinticinco años de prisión, el cabecilla, y a seis años cada uno, sus dos cómplices. El 13 de abril era asesinado el juez Manuel Pedregal, «para que sirviera de advertencia a los jueces en futuras causas contra los falangistas», según Paul Preston. Pedregal había condenado a los cómplices del atentado contra Asúa.. También había condenado a treinta años de cárcel a un falangista por el asesinato de un vendedor callejero de periódicos de izquierda.
El mismo día de los incidentes en Logroño, 14 de marzo, la policía detenía en su propio domicilio al líder de Falange José Antonio Primo de Rivera que había perdido su inmunidad parlamentaria al no resultar elegido diputado en las elecciones de febrero. Fue acusado de tenencia ilícita de armas. También fueron detenidos el resto de los miembros de la Junta Política de Falange y gran parte de los jefes de centuria y los escuadristas de Primera Línea de toda España. En total fueron arrestados unos dos mil falangistas. El día 16 de marzo era tiroteada la casa del líder socialista Francisco Largo Caballero —los autores solo fueron condenados a dos meses y medio de cárcel por posesión ilegal de armas de fuego; por otro lado, un grupo falangista llegó a planear su asesinato cuando visitara a su esposa en el hospital donde estaba ingresada por una enfermedad terminal pero Primo de Rivera no lo autorizó―. Al día siguiente, 17 de marzo, un tribunal declaró a Falange organización ilegal, por tenencia ilícita de armas y actividades violentas. El Gobierno decretó el cierre de sus sedes y la detención de todos sus jefes provinciales —el 27 de febrero la policía ya había cerrado la sede de Madrid por posesión ilícita de armas—. Stanley G. Payne ha puntualizado que «en cambio, no se tomaron medidas contra ninguna de las organizaciones violentas de la izquierda» a pesar de que, según Payne, «la mayoría de los que murieron en los conflictos de estas semanas eran de derechas o contrarios a la izquierda, y fueron asesinados por izquierdistas». «La policía era mucho más rigurosa con la derecha y a menudo hacía la vista gorda cuando los grupos de izquierda provocaban altercados», afirma Payne. La razón era que «el Gobierno no podía enfrentarse a los revolucionarios de la misma manera que a los fascistas, ya que dependía de los votos de aquellos». Sin embargo, Payne reconoce que «los grandes disturbios producidos en las ciudades» también fueron obra de falangistas, junto con «las organizaciones juveniles socialistas y comunistas».
El partido se adaptó con rapidez a la clandestinidad, bajo la jefatura virtual de Fernando Primo de Rivera, hermano de José Antonio, y siguiendo las directrices e instrucciones que este les daba desde la cárcel. Y al mismo tiempo se radicalizó aún más. Como ha señalado Joan Maria Thomàs, el gobierno se equivocó al lanzar la ola de represión contra Falange creyendo que ello «le permitiría acabar con las provocaciones fascistas. En primer lugar, porque Falange continuó sus actuaciones y, en segundo, porque éstas entraron en una nueva oleada de enfrentamientos con jóvenes y no tan jóvenes socialistas, comunistas y anarcosindicalistas, en una escalada de brutalidad desconocida hasta entonces por su virulencia y magnitud».
El intento de José Antonio de que su hermano Fernando se entrevistara con Mussolini para explicarle los planes desestabilizadores de Falange y pedirle ayuda fue frustrado por el embajador italiano en Madrid que estaba convencido de las pocas posibilidades de éxito de una insurrección falangista. Por su parte el agregado aéreo italiano informó a su gobierno de que Falange «ha sido provista de abundantes medios financieros por los partidos de derecha». Sin embargo, el 30 de abril un tribunal declaró legales los estatutos y los 27 Puntos de Falange, sentencia que fue ratificada por el Tribunal Supremo el 8 de junio.
El día de su detención, el 14 de marzo, Primo de Rivera escribió en los calabozos de la DGS un manifiesto en el que afirmaba que Rusia era la que había ganado las elecciones de febrero pues «el comunismo manda en la calle; en estos días los grupos comunistas de acción han incendiado en España centenares de casas, fábricas e iglesias, han asesinado a mansalva, han destituido y nombrado autoridades». Por ello Falange convocaba a todos «estudiantes, intelectuales, obreros, militares españoles, para una nueva empresa peligrosa y gozosa de reconquista».
En cuanto el general Mola tomó el mando de la conspiración militar a mediados de abril, Falange estuvo completamente al tanto a través de la UME, con la que mantenía contactos especialmente en el Protectorado español de Marruecos, y también por medio del teniente coronel Juan Yagüe, que era miembro del partido. El 4 de mayo José Antonio Primo de Rivera hizo pública desde la cárcel su Carta a los militares de España en la que los incitaba a la rebelión:

Si solo se disputara el predominio de este o del otro partido, el Ejército cumpliría con su deber quedándose en sus cuarteles. Pero hoy estamos en vísperas de la fecha, ¡pensadlo militares españoles!, en que España puede dejar de existir. Sencillamente si por una adhesión a lo formulario del deber permanecéis neutrales en pugilato de estas horas, podréis encontraros, de la noche a la mañana, con que lo sustantivo, lo permanente de España que servíais ha desaparecido. [...] Cuando lo permanente mismo peligra, ya no tenéis derecho a ser neutrales. Entonces ha sonado la hora en que vuestras armas tienen que entrar en juego para poner a salvo los valores fundamentales, sin los que es vano simulacro la disciplina. [...] [Se nos persigue a los falangistas] porque se sabe que estamos dispuestos a cerrar el paso a la horda roja destinada a destruir España... Se nos persigue porque somos —como vosotros— los aguafiestas del regocijo con que, por orden de Moscú, se pretende disgregar a España en repúblicas soviéticas independientes. Pero esta misma suerte que nos une en la adversidad tiene que unirnos en la gran empresa. Sin vuestra fuerza -Soldados- nos será titánicamente difícil triunfar en la lucha. Con vuestra fuerza claudicante, es seguro que triunfe el enemigo. Medid vuestra terrible responsabilidad. El que España siga siendo, depende de vosotros. Ved si esto no os obliga a pasar sobre los jefes vendidos o cobardes, a sobreponeros a vacilaciones y peligros... Jurad por vuestro honor que no dejaréis sin respuesta el toque de guerra que se avecina.

En otro de sus escritos Primo de Rivera volvía a repetir el mismo llamamiento a los militares para que se sublevaran:

Si un día, fatigados todos de derechas e izquierdas, de Parlamento gárrulo y vida miserable, de atraso, de desaliento y de injusticia, una juventud enérgica se decide a intentar adueñarse del poder… ¿qué haréis los oficiales? ¿Cumplir a ciegas con la exterioridad de vuestro deber y malograr acaso la única esperanza fecunda? ¿O decidiros a cumplir con el otro deber, mucho más lleno de gloriosa responsabilidad, de presentar las armas con ademán amigo a las banderas de la mejor España?

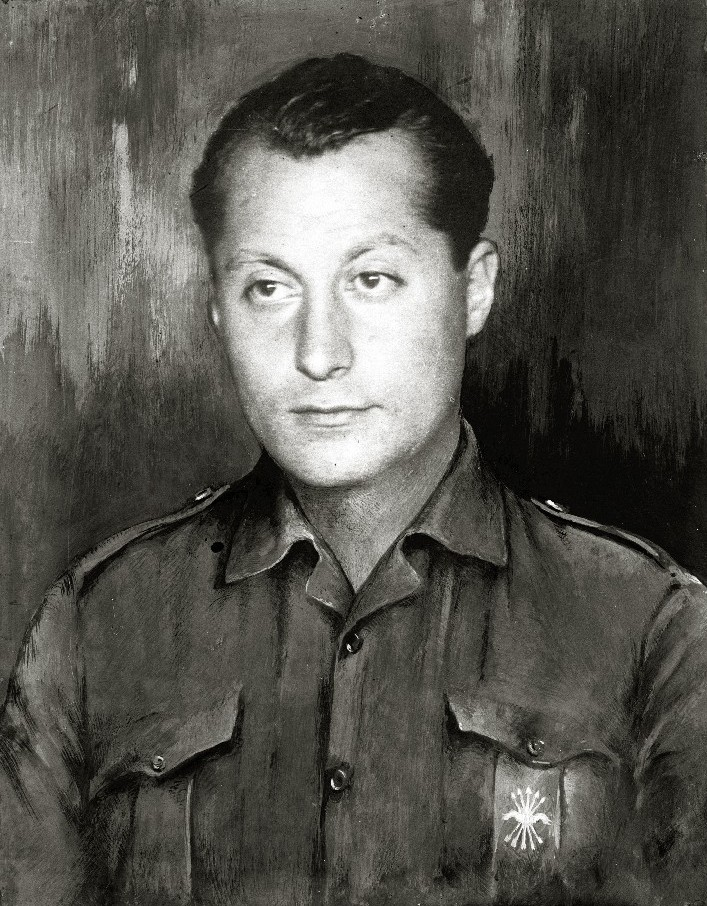
Retrato de José Antonio Primo de Rivera con la característica camisa azul falangista. Desde el 16 de marzo estaba en la cárcel (primero en Madrid y luego en Alicante). Su partido no se comprometió definitivamente con la sublevación hasta el 29 de junio, después de que el general Mola le garantizara que después del golpe el poder no sería entregado de inmediato a los dirigentes de la derecha.

Sin embargo, en aquel momento el líder de Falange se seguía mostrando reticente a participar en el golpe, posición que solo cambió tras recibir la vista en la cárcel el 29 de mayo de un capitán enviado por el general Mola. Dos días después un emisario de José Antonio Primo de Rivera, Rafael Garcerán Sánchez, le comunicó a Mola que el partido disponía de «unos 4000-5000 hombres como vanguardia de choque». Esta visita fue acompañada de una carta de Primo de Rivera al general Mola con fecha del 1 de junio que le hizo llegar por mediación de Agustín Aznar en la que se adhería a la sublevación, aunque a cambio de que se concediera un papel destacado a Falange en el Nuevo Estado. La respuesta vaga que recibió de Mola hizo que el líder de Falange se mostrara más reticente a colaborar.
De hecho el mismo día, 6 de junio, en que el Tribunal Supremo confirmaba la sentencia de un tribunal que levantaba la ilegalización de Falange, Primo de Rivera escribió en el periódico falangista clandestino No importa:

Seguid luchando, camaradas, solos o acompañados. Apretad vuestras filas, aguzad vuestros métodos. Mañana, cuando amanezcan más claros días, tocarán a la Falange los laureles frescos de la primacía en esta santa cruzada de violencia.

El 16 de junio Primo de Rivera designó al líder monárquico alfonsino Antonio Goicoechea como su representante ante el gobierno italiano y el conjunto de la extrema derecha, según Eduardo González Calleja, «para contrapesar la figura de un Calvo Sotelo que estaba cobrando creciente protagonismo en la conspiración» ―ese mismo día Calvo Sotelo se había autoproclamado fascista ante el pleno de las Cortes―. El 20 de junio Primo de Rivera advertía en el periódico falangista clandestino No importa en alusión a Calvo Sotelo que «no seremos, ni vanguardia, ni fuerza de choque, ni inestimable auxiliar de ningún movimiento confusamente reaccionario… Somos ―se ha dicho muchas veces―, no vanguardia, sino ejército entero, al único servicio de nuestra propia bandera». En una circular emitida desde la cárcel de Alicante el 24 de junio Primo de Rivera continuaba mostrando sus dudas sobre la participación de Falange en los «más o menos confusos movimientos subversivos». Llegó a amenazar con la expulsión del partido a los militantes que llegaran a pactos locales con los conjurados sin su autorización expresa.
Sin embargo, cinco días después, el 29 de junio, Primo de Rivera dio la orden de la intervención sin condiciones del partido en la conspiración al enviar instrucciones «reservadísimas» a los jefes territoriales y provinciales para que acordaran con los militares de su demarcación las acciones conjuntas, en las que las milicias falangistas actuarían bajo sus propios mandos, aunque la única garantía que había dado el general Mola, en la entrevista que había mantenido con Fernando Primo de Rivera unos días antes, había sido que el poder no sería entregado de inmediato a los dirigentes de la derecha. «José Antonio había pensado que un partido perseguido y virtualmente desarticulado no tenía otra alternativa que ponerse a disposición del Ejército», afirma Eduardo González Calleja. Según Joan Maria Thomàs, Primo de Rivera temía «que un golpe militar con connivencia de las opciones ultraderechistas mayoritarias —alfonsina y/o carlista— marginasen a FE de las JONS». Así, «los recelos de Primo fueron cayendo uno tras otro cual castillo de naipes al aproximarse la fecha del golpe militar».
Hacia las nueve de la noche del sábado 11 de julio un grupo de falangistas armados toma la emisora Unión Radio de Valencia y lanzan desde sus micrófonos la siguiente proclama (abandonando las instalaciones a continuación antes de la llegada de los Guardias de Asalto; la reacción de las izquierdas fue muy violenta):

Aquí Falange Española de Valencia que habla desde los estudios de Unión Radio, tomada militarmente por ella, así como las manzanas próximas. Españoles, dentro de breves días se llevará a cabo la revolución nacional sindicalista que nos redimirá a todos. ¡Arriba España!

El mismo día 17 de julio en que se inició el golpe de Estado de julio de 1936 en el Protectorado español de Marruecos el líder de Falange hizo el siguiente llamamiento desde la cárcel de Alicante donde se encontraba preso:

Un grupo de españoles, soldados unos y otros hombres civiles, no quiere asistir a la total disolución de la Patria. Se alza hoy contra el Gobierno traidor, inepto, cruel e injusto que la conduce a la ruina. [...] Ante nuestra vieja España misionera y militar, labradora y marinera, se abren caminos esplendorosos. De nosotros, los españoles, depende que lo recorramos... Un patria grande, unida, libre, respetada y próspera. Para luchar por ella rompemos hoy abiertamente contra las fuerzas enemigas que la tienen secuestrada. Nuestra rebeldía es un acto de servicio a la causa española. [...] ¡Trabajadores, labradores, intelectuales, soldados, marinos, guardianes de nuestra Patria: sacudid la resignación ante el cuadro de su hundimiento y venid con nosotros por España una, grande y libre! ¡Que Dios nos ayude! ¡Arriba España!

#### El acuerdo final con los carlistas

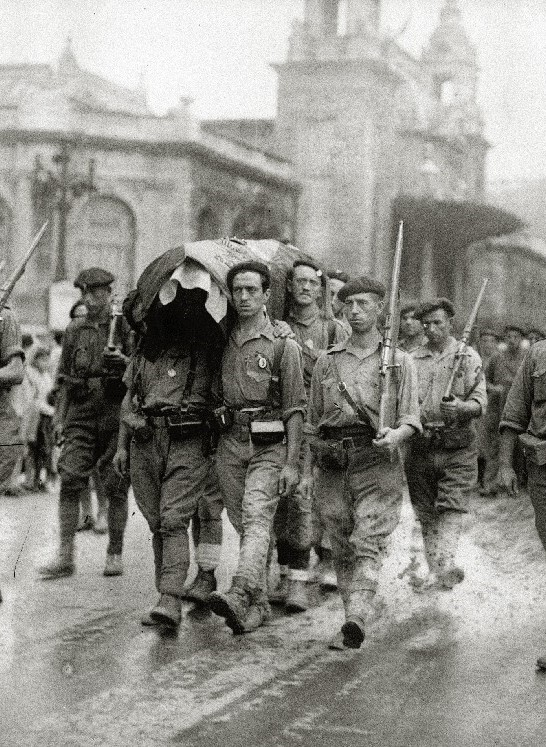
Requetés en un procesión fúnebre ya comenzada la guerra civil (San Sebastián, septiembre de 1936). La milicia carlista constituía la fuerza paramilitar mejor preparada de las que participaron en la sublevación, de ahí el interés del general Mola en contar con ella.

La Comunión Tradicionalista, que ya había apoyado el golpe de Estado de Primo de Rivera en Barcelona en 1923, se opuso a la República casi desde el principio y algunos tradicionalistas habían estado implicados en la Sanjurjada. Ya en 1934 habían tenido contacto con la Italia fascista. En marzo de 1934 Antonio Lizarza, en representación de la Comunión Tradicionalista, el teniente general Barrera, por la Unión Militar Española, y Antonio Goicoechea, por Renovación Española, viajaron a Roma. Tras reunirse con Benito Mussolini y explicarle su plan de derrocar a la República, el gobierno fascista les proporcionó dinero y armamento, acordando además el envío de jóvenes requetés a Italia para su adiestramiento militar.
Durante la revolución de octubre de 1934, los carlistas asturianos, catalanes y vascos se pusieron de parte del gobierno central y se enfrentaron a los revolucionarios. Desde entonces, los carlistas pasarían a la conspiración y a la acción directa en contra de la República, considerando que la única salida posible al régimen republicano era la insurrección armada, lo que se manifestó en la reorganización del Requeté.
Tras el fracaso de las derechas en las elecciones de febrero de 1936 el carlismo decidió seguir la vía insurreccional con sus propias fuerzas, es decir, iniciar una nueva «guerra carlista». Para ello se preparó al Requeté, que estaba recibiendo una oleada de nuevos miembros ―en marzo de 1936 ya contaba con unos 25 000 efectivos―, y se compraron armas en el extranjero con el dinero recibido de la Italia fascista y de carlistas prominentes. También se recibieron por fin los equipos de radio solicitados a los italianos en 1934. Para dirigir la insurrección se constituyó en San Juan de Luz una Junta Suprema Militar Carlista o Junta de Conspiración ―o “Junta Carlista de Guerra”― presidida por don Javier, que actuaba como regente (no heredero directo) en nombre de su tío el pretendiente Alfonso Carlos de Borbón.
Los líderes carlistas don Javier y Manuel Fal Conde, jefe delegado nacional de la Comunión Tradicionalista desde principios de mayo, mantuvieron contactos con los generales conjurados, especialmente con el jefe nominal de todos ellos, el general Sanjurjo, al que visitaron en varias ocasiones en su exilio portugués, buscando la colaboración o al menos la no intervención del Ejército cuando los carlistas marcharan sobre Madrid. Le llegaron a proponer que encabezara una sublevación con los Requetés sobre lo que Sanjurjo se mostró cauto añadiendo que «desde luego» de llevarla a cabo sería «poniéndose de acuerdo con las guarniciones del norte». Fal Conde también mantuvo contactos con José Antonio Primo de Rivera para la colaboración de Falange en la insurrección. Pero a principios de junio la policía desarticuló gran parte de la trama conspirativa carlista, lo que coincidió con la negativa de Sanjurjo a participar si no se contaba con el apoyo del resto de generales implicados en el golpe que estaba preparando Mola. Esto obligó a Fal Conde a entrevistarse con él.
La primera reunión entre Fal Conde y Mola tuvo lugar el día 13 de junio y la definitiva el 15 de junio en el monasterio de Irache. En ellas Fal Conde le expuso a Mola las condiciones de la Comunión Tradicionalista para la intervención en el movimiento que incluía la presencia de dos consejeros civiles «designados previamente por la Comunión Tradicionalista» (probablemente el propio Fal Conde y Primo de Rivera) en el Directorio presidido por Sanjurjo, el uso de la bandera bicolor (de la monarquía), la derogación inmediata de la Constitución de 1931 y de toda la legislación laica republicana, la disolución de los partidos políticos «incluso los que hayan cooperado» y el establecimiento de un Estado corporativo ―en definitiva, «que se garantice que la futura política responda a los dictados de la Religión y acometa la reconstrucción política del Estado sobre bases sociales u orgánicas para acabar con el parlamentarismo y el sufragio liberal», como se decía en un documento entregado a Mola―. Fal Conde defendía además que la dictadura fuera de «duración temporal… hasta llegar a unas elecciones». El general Mola no aceptó estas condiciones al considerarlas «inadmisibles» pues «nos harían prisioneros de cierto sector político en el momento de la victoria», como Mola explicaría más tarde, y Fal Conde, por su parte, rechazó con contundencia el documento «El Directorio y su obra inicial» que le presentó Mola, alegando que contenía propuestas como la separación Iglesia-Estado inaceptables para los carlistas ―para Fal Conde lo que los militares tramaban no eran más que «disparates republicanos»―. Tras discutir especialmente sobre el color de la bandera que deberían ondear los insurrectos, la entrevista acabó con un rotundo fracaso.

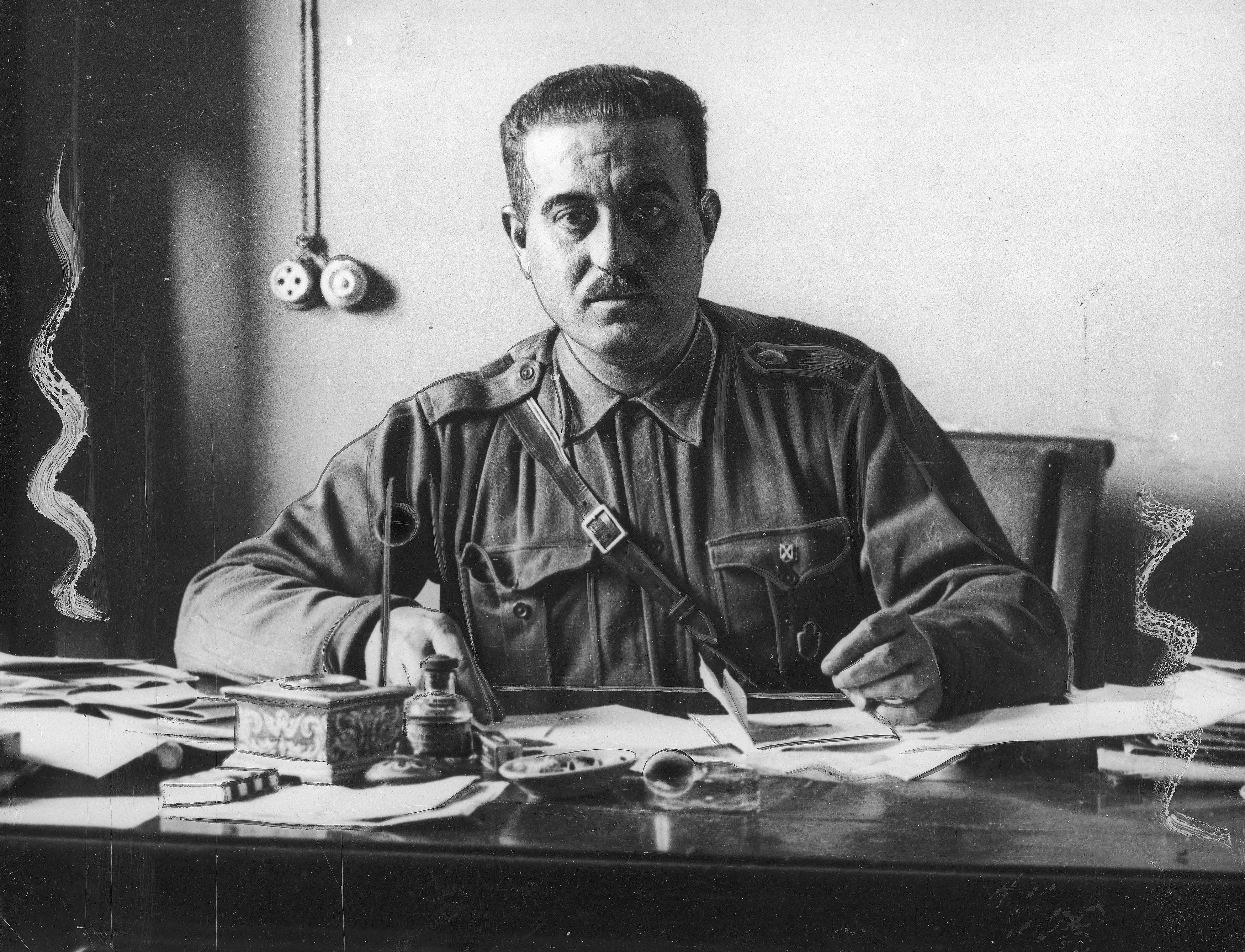
Manuel Fal Conde, líder de la Comunión Tradicionalista. Estuvo en la conspiración desde el principio y trató de condicionar la participación de los carlistas en la sublevación a la aceptación del programa tradicionalista, a lo que el general Mola se negó. Después de la intervención del general Sanjurjo, que aceptó que utilizaran la bandera bicolor monárquica, y tras la conmoción que provocó el asesinato de José Calvo Sotelo, la cúpula carlista decidió participar en la rebelión planeada.

El 2 de julio Fal Conde desde San Juan de Luz le hizo llegar al general Mola una nota en la que le insistía en el tema de la bandera bicolor y en la incorporación de dos consejeros civiles al Directorio y en la que amenazaba con retirarse de la conjura si esas exigencias no eran atendidas. Entonces Mola le pidió al líder de la CEDA José María Gil Robles, que fue acompañado de Francisco Herrera Oria, y al monárquico alfonsino Juan Ignacio Luca de Tena, director y propietario del diario ABC, que se reunieran con Fal Conde en San Juan de Luz. La reunión tuvo lugar el 5 de julio pero acabó muy mal debido, según Fal Conde, al desprecio que mostraron los «mediadores» a la posible contribución del carlismo al movimiento, por lo que solo sirvió para envenenar aún más las relaciones de Fal Conde y Mola.
Las cartas que intercambiaron Fal Conde y Mola en los días siguientes no consiguieron mejorarlas. En una de ellas Mola reconocía que «recurrimos a ustedes porque contábamos únicamente en los cuarteles con hombres uniformados que no pueden llamarse soldados; de haberlos tenido nos hubiéramos desenvuelto solos» —y le recriminaba a Fal Conde que «el precio que ustedes ponen para su colaboración no puede ser aceptado por nosotros. [...] El Tradicionalismo va a contribuir con su intransigencia de modo tan eficaz como el Frente Popular al desastre español. Allá Vds. con su responsabilidad histórica»—. La situación se desbloqueó gracias a la intervención personal del general Sanjurjo que en una carta con fecha del 9 de julio, portada por el líder carlista Antonio Lizarza que se había entrevistado con él en Estoril, aceptó que los carlistas portaran la bandera bicolor ―pues el tema de la bandera, según Sanjurjo, no era más que «cosa sentimental y simbólica»― mientras el resto de las unidades insurrectas no llevarían ninguna, aunque en la carta Sanjurjo no se comprometía con el tipo de régimen que se constituiría tras el periodo de gobierno del «Gabinete Militar» ―por otro lado, la «carta expresaba la quintaesencia del pensamiento de Sanjurjo», según Julio Aróstegui―. Según Luis Romero, «la carta recomienda a Mola que se pliegue a las exigencias carlistas, utilizando algunos argumentos que ponen de manifiesto hasta qué punto... su pensamiento era elementalmente conservador, reaccionario».
La carta de Sanjurjo del 9 de julio satisfacía solo en parte las aspiraciones de don Javier y de Fal Conde —que recibieron el respaldo del pretendiente carlista Alfonso Carlos de Borbón desde Viena— pero ante el peligro de división del carlismo, pues la Junta de Navarra estaba ya dispuesta a sumarse a la sublevación cuyo comienzo era inminente, y sobre todo a causa de la conmoción que causó entre los carlistas y los requetés la noticia del asesinato de Calvo Sotelo el 13 de julio, los líderes tradicionalistas renunciaron definitivamente a realizar una insurrección en solitario. Además, al día siguiente, 14 de julio, el general Mola, que hasta entonces había dudado de la autenticidad de la carta de Sanjurjo pues no contenía la contraseña convenida entre ellos, les hizo saber que estaba «de acuerdo con las orientaciones que en su carta del 9 de julio indica el general Sanjurjo y con las que el día de mañana determine él mismo, como jefe de Gobierno». Así, en la noche del día 15 la Junta de San Juan de Luz autorizó oficialmente la participación del carlismo en el movimiento militar con la condición de que su programa fuera el contenido de la carta de Sanjurjo ―lo que le habían hecho saber a Mola en una nota firmada por don Javier y por Fal Conde en la que se decía que «la Comunión Tradicionalista se suma, con todas sus fuerzas, en toda España al Movimiento Militar para la Salvación de la Patria, supuesto que el excelentísimo señor general 'director' acepta como programa de gobierno el que en líneas generales se contiene en la carta dirigida al mismo por el excelentísimo señor general Sanjurjo, de fecha 9 último»―. Don Javier dio la orden de movilización del Requeté bajo la autoridad del Ejército y con «nuestra bandera, nuestros símbolos, vivas, organización y jerarquía» si se actuaba en unidades propias.
A pesar de que ya han dado su conformidad a Mola, los carlistas hacen un último intento de capitalizar el levantamiento. Se ofrecen para ser ellos quienes traigan en avión desde Lisboa al general Sanjurjo. La idea es llevarle a San Juan de Luz y desde allí, una vez iniciado el levantamiento, trasladarle a Pamplona, acompañado de Fal Conde, «para ponerse así al frente de los requetés y dar carácter especialmente carlista al alzamiento». Pero la misión será encomendada por Mola al piloto falangista Juan Antonio Ansaldo con el trágico resultado de la muerte de Sanjurjo en el accidente que sufre el avión durante la maniobra del despegue.

### El gobierno ante la conspiración

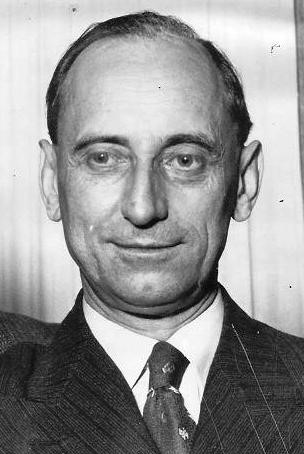
Santiago Casares Quiroga, presidente del gobierno del Frente Popular desde mayo de 1936. Fue acusado por dirigentes de la izquierda y por militares republicanos de no haber hecho caso de las advertencias que le hicieron llegar sobre la sublevación que se estaba preparando. Finalizada la guerra civil el líder socialista Francisco Largo Caballero llegó a acusarle de ser el responsable, junto con el presidente de la República Manuel Azaña, de la guerra civil por no haber abortado la sedición. Su actuación, como la de Azaña, sigue siendo objeto de un intenso debate historiográfico.

El gobierno de Casares Quiroga comenzó a tener evidencias de las actividades conspirativas del general Mola nada más constituirse en el mes de mayo gracias a un informe del general Juan García Gómez-Caminero, Inspector general del Ejército. Además la UMRA había montado una red espías en los cuarteles, aunque en muchas ocasiones las informaciones que transmitían no eran del todo creíbles pues estaban llenas de «alarmismos, fantasía y exageraciones interesadas».
Por su parte el aparato policial tenía cierto conocimiento de la trama. El director general de Seguridad, José Alonso Mallol, había organizado la instalación de numerosas escuchas telefónicas de los sospechosos de estar involucrados en la conspiración. Para el mes de mayo ya tenía confeccionada una lista de más 500 implicados que entregó al presidente de la República, Manuel Azaña y al presidente del Gobierno, Casares Quiroga, «con la recomendación de que se procediera a su detención». Pero Azaña y Casares Quiroga no hicieron nada al respecto, temerosos, según Paul Preston, de las posibles reacciones, y los preparativos golpistas continuaron. Lo que sí hicieron fue enviar circulares cifradas a los gobernadores civiles para que estrecharan la vigilancia a los grupos sospechosos, aunque evitando «rozamientos» innecesarios y manteniendo la «convivencia» (había llegado quejas de insultos a militares por parte de miembros de las izquierdas obreras). Una del 2 de junio estipulaba lo siguiente:

Este Ministerio [de la Gobernación] conoce desplazamiento de emisarios a diversas guarniciones con propósito de articular movimiento de tipo militar; precisa extremar de modo discretísimo vigilancia jefes significados y movimientos militares sospechosos, adoptando medidas y comunicando a este Ministerio información adquirida.

El 3 de junio Alonso Mallol visitó Pamplona acompañado de un numeroso grupo de policías y guardias de asalto con el objetivo de realizar varios registros y encontrar pruebas de la implicación del general Mola en la conspiración. Sin embargo, gracias a un aviso del comisario de policía y confidente de Mola, Santiago Martín Báguenas (adscrito a la Dirección General de Seguridad), los conspiradores estaban prevenidos y el registro policial no aportó ninguna evidencia. El resultado negativo de la inspección hizo creer al gobierno que Mola no era el cerebro de la conspiración ―el gobierno desconocía quién se escondía bajo el sobrenombre de «El Director»―. Por eso cuando el alcalde de Estella Fortunato Aguirre alertó poco después a Casares Quiroga sobre las reuniones que estaba manteniendo el general Mola con militares en el monasterio de Irache fue ignorado. Casares Quiroga le dijo al alcalde: «el general Mola es un republicano leal, que merece el respeto de las autoridades». Al teniente coronel de la Guardia Civil en Pamplona José Rodríguez Medel, que sospechaba de Mola (este lo mandó fusilar cuando intentó parar el golpe), tampoco le hicieron caso. Según Payne esto también pudo deberse a la alta consideración que tenía Casares Quiroga del general Mola quien, cuando era director general de Seguridad durante la Dictablanda de Berenguer, había hecho que trasladaran a Casares Quiroga, detenido tras el intento de insurrección republicana de diciembre de 1930, a una celda mucho más cómoda debido a su delicado estado de salud.
Por otro lado, el fracaso del registro de Pamplona demostró que los conjurados contaban con complicidades dentro del aparato del Estado. Por ejemplo, el comisario de Orden Público de la Generalidad de Cataluña Vicente Guarner Vivancos denunció que pocos días antes del inicio de la sublevación un emisario suyo enviado a Madrid con un informe sobre la conspiración fue detenido en Zaragoza y obligado a volver a Barcelona con la mayor impunidad. Lo cierto es que, según Julio Aróstegui, el gobierno nunca investigó ni depuró las complicidades de dentro del aparato del Estado con los conjurados.
También a principios de junio el gobierno fue informado de que el teniente coronel Juan Yagüe, jefe de la Legión en Ceuta, estaba implicado en la conspiración, y Casares Quiroga lo hizo venir a Madrid. Pero tras la entrevista que mantuvo con Yagüe el presidente del gobierno le dejó retornar a su puesto (desde donde encabezaría la sublevación del Protectorado español de Marruecos el 17 de julio) pues quedó convencido de que «jamás haría traición a la República». «Me ha dado su palabra de honor», le comentó Casares Quiroga a su adjunto Ignacio Hidalgo de Cisneros ―quien le había advertido de que Yagüe estaba implicado en la conjura y le había insistido en que el Gobierno debía tomar medidas contra los militares que conspiraban, así como responder a los asesinatos de Falange―. «Fue un error político monumental», afirma Paul Preston. La carta que el general Franco le envió el 23 de junio al presidente del gobierno Casares Quiroga en la que le aseguraba que no se estaba fraguando ninguna conspiración en el Ejército («faltan a la verdad quienes os presentan al ejército como desafecto a la República, engañan quienes simulan complots», le decía) también tranquilizó a Casares Quiroga (y a Azaña), por lo que contribuyó «a reforzar la confianza del Gobierno respecto al fracaso de una eventual sublevación en el caso de que llegara a producirse».
El gobierno también fue advertido en repetidas ocasiones por miembros destacados de los partidos y organizaciones de izquierda. Uno de los más persistentes fue el socialista Indalecio Prieto a quien Casares Quiroga, cansado de tanta insistencia, finalmente le respondió con un exabrupto: «No estoy dispuesto a soportar las exaltaciones de su menopausia» ―Prieto disgustado se marchó a Bilbao y no volvería a Madrid hasta que le comunicaron la noticia del asesinato de José Calvo Sotelo―. Un desplante parecido les dio Casares Quiroga a las personas que le hablaron de la actividad conspirativa del general Queipo de Llano: «¿Pero ustedes le temen a Queipo de Llano?... ¿No saben que Queipo no es más que un imbécil? Además, ¿qué va a hacer? ¡Como no subleve a los Carabineros en la frontera! ¡Lo único que tiene es despecho porque hemos destituido a su consuegro!». A Largo Caballero le dijo que hacía demasiado caso a las historias de militares aburridos y amargados. El diario El Socialista no dejó de alertar al gobierno con numerosos artículos publicados en sus páginas y redactados gracias a las redes de información socialista. En su edición del domingo 12 de julio, el mismo día en que por la tarde sería asesinado el teniente de la Guardia de Asalto José Castillo y el asesinato ya en la madrugada del lunes 13 del líder monárquico José Calvo Sotelo, volvía a insistir en que los rumores sobre la conspiración militar no eran tales, sino «datos exactos» y volvía a ofrecerse al gobierno como «una fuerza movilizable en caso de necesidad». Sin embargo, Azaña juzgó estos artículos como contraproducentes pues alarmaban a la opinión pública y la echaban en contra de los militares, para los que Azaña pedía confianza en su sentido del deber, su disciplina y la lealtad a su juramento.
Los comunistas, al igual que los socialistas, contaban con sus propias redes de información dentro de los cuarteles que les informaban «sobre las actividades de los jefes fascistas del ejército». La diputada comunista Dolores Ibárruri Pasionaria trató de alertar a Casares Quiroga de los preparativos del general Mola en Pamplona, pero el presidente del gobierno le contestó que «Mola es leal a la República» y que los oficiales del ejército español «se mantenían en los límites de la más estricta disciplina» dispuestos a obedecer «las órdenes del Gobierno legalmente constituido». Santiago Carrillo, líder de las JSU, también visitó a Casares Quiroga junto con el secretario general del PCE José Díaz e Indalecio Prieto, pero encontró la misma respuesta. «Aquel hombre flaco, enfermo, con ojos de fiebre, trató de convencernos de que el Gobierno dominaba la situación y que la amenaza no era tan grave. Llegó a decir que estaba deseando que se sublevaran para poderlos aplastar», escribió Carrillo en sus Memorias. Algo parecido escribió en el exilio el socialista Juan Simeón Vidarte quien recordó que en una de las reuniones que mantuvieron con Casares Quiroga este les dijo:

Todo eso que ustedes me cuentan y mucho más lo sabe el gobierno y lo que yo quiero es que se echen a la calle de una vez para yugular la rebelión.

También los militares republicanos advirtieron a Casares, especialmente los miembros de la UMRA. Hacia el día 10 de julio sus dirigentes le informaron de que el golpe militar se iniciaría el 16 de julio y que en él estaban implicados Goded, Mola, Fanjul, Varela, Franco, Aranda, Alonso Vega, Yagüe y García Valiño, pero Casares Quiroga les respondió que no había riesgo de sublevación.
 Poco antes el capitán Escofet, Comisario General de Orden Público de la Generalidad, había informado a Casares Quiroga, al presidente Companys y al general Francisco Llano de la Encomienda, jefe de la IV División Orgánica, de los planes para sublevar Barcelona que había descubierto, pero Llano de la Encomienda, que esperaba controlar a los conspiradores, se limitó a detener a tres oficiales, sin que ni Casares Quiroga ni Companys le pidieran que decretara nuevas detenciones. Por su parte el comandante Hidalgo de Cisneros informó directamente a Azaña de que los oficiales de la base aérea de Alcalá de Henares estaban haciendo acopio de armas, a lo que el presidente de la República le respondió que «era muy peligroso afirmar radicalmente cosas de tanta gravedad».
Tampoco hicieron demasiado caso Azaña y Casares Quiroga a las advertencias que les hacían llegar los gobernadores civiles, como el del de Granada que a finales de junio envió un detallado informe sobre las maniobras sospechosas que se estaban realizando en la guarnición de su demarcación. La respuesta fue que se vio obligado a dimitir por las tensiones que había creado con el jefe militar de la plaza. La frase que se le atribuyó a Casares Quiroga de que en respuesta a los periodistas unos pocos días antes de estallar la sublevación había dicho «¡Que se levanten! Yo, en cambio, me voy a acostar», no aparece en ningún periódico de la época.
Terminada la guerra civil algunos líderes del bando republicano culparon a Azaña y a Casares Quiroga de la derrota por no haber hecho caso a las advertencias. Uno de los más contundentes fue el socialista Francisco Largo Caballero: «¿Pudo evitarse la guerra civil? Sí, pudo evitarse. Con menos desdén por parte de los señores Azaña y Casares Quiroga para las denuncias que les hice, la sedición hubiera sido abortada y nos hubiéramos salvado de la catástrofe… Por su culpa, cayó España en el abismo».

#### El debate historiográfico sobre la actuación del gobierno

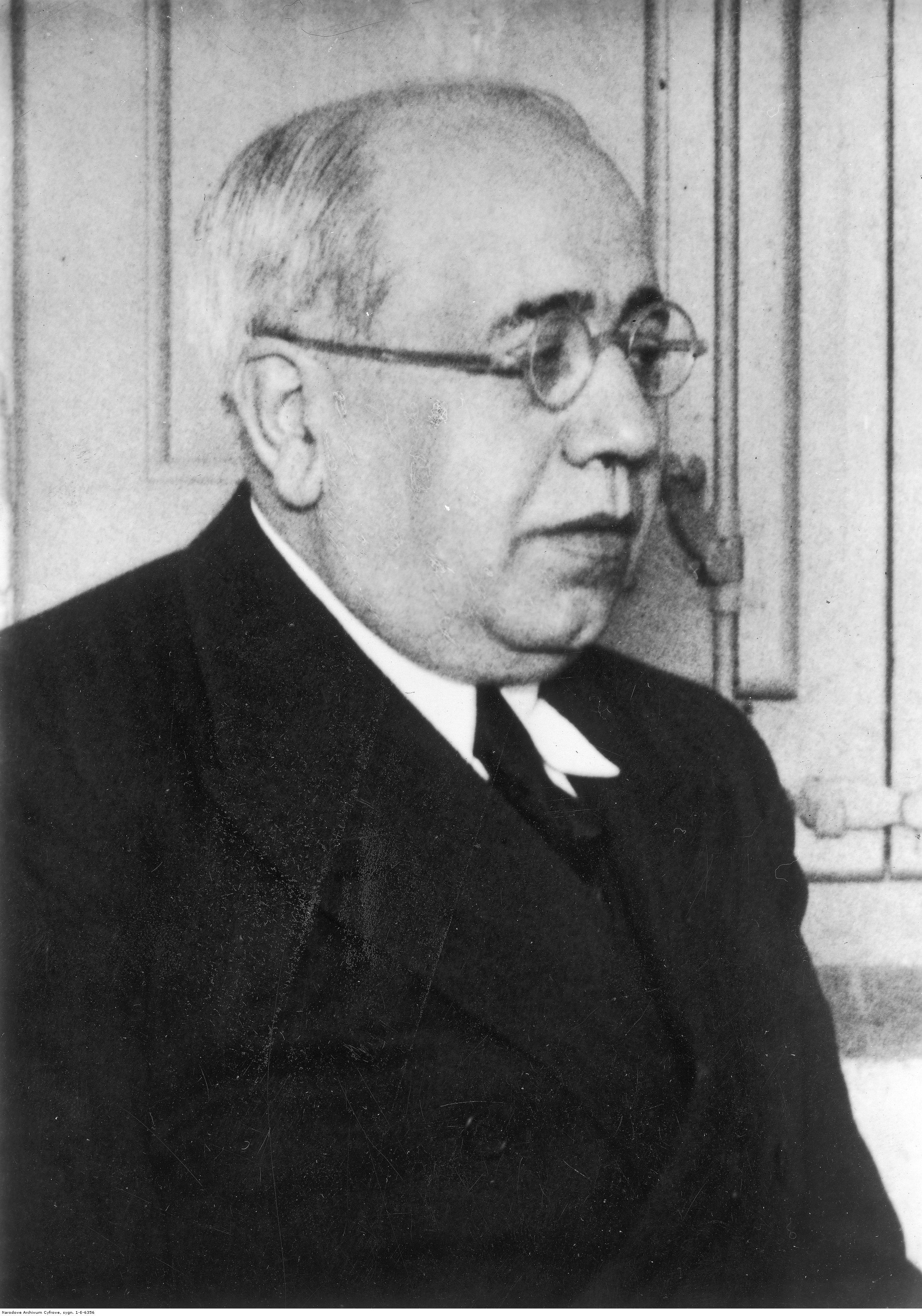
Manuel Azaña, presidente de la República desde mayo de 1936. Su actuación, junto con la del presidente del gobierno Santiago Casares Quiroga, ha sido objeto de un intenso debate historiográfico. Buena parte de los historiadores los han acusado como mínimo de pasividad ante la conspiración. Otros en cambio, los han defendido alegando que no actuaron con más contundencia porque no contaron con pruebas suficientes para poder llevar a juicio a los militares implicados.

La actuación del gobierno de Casares Quiroga y la del presidente de la República Manuel Azaña, han sido objeto de un intenso debate entre los historiadores. Buena parte de ellos los han acusado como mínimo de pasividad ante la conspiración. Es el caso de Julio Aróstegui que considera que no actuaron con más contundencia porque «Azaña y muchos elementos de su partido, y el propio Casares Quiroga, jefe del Gobierno, no creyeron que después de haber neutralizado con facilidad el golpe de Sanjurjo en 1932 en el Ejército hubiera capacidad para preparar una acción seria, estimando además que tenían controlados a los posibles cabecillas y que en el caso de que esa rebelión se produjese sería fácil abortarla». «El gobierno de Casares Quiroga ocupa en toda esta historia un lugar calificable de todo menos brillante y acertado», añade Aróstegui. «El gobierno tenía información y suficientes elementos de juicio sobre lo que se tramaba» pero «Casares Quiroga y sus ministros se negaron a indagar a fondo la verdadera entidad de la conjura», concluye este historiador. Y ello a pesar de que «entre los meses de marzo y julio de 1936, tanto los rumores como las noticias, advertencias, evidencias y denuncias sobre lo que se preparaba en la clandestinidad circularon con profusión en la prensa, los corrillos y mentideros y, naturalmente, en los organismos políticos y el Parlamento». Estas noticias, rumores y advertencias se acrecentaron durante el mes de julio.
La valoración de Aróstegui es compartida por otros historiadores como Paul Preston («Santiago Casares Quiroga, enfermo de tuberculosis, no estaba a la altura de los problemas que tendría que resolver… Casares se negaba sistemáticamente a creer los informes fidedignos de la conspiración militar») o José Luis Rodríguez Jiménez («el desconocimiento de la trama golpista denota una notable incompetencia gubernamental en el control de los militares que ya se habían significado por sus intenciones y sentimientos antidemocráticos»). Una posición similar sostiene Francisco Alía Miranda: «El gobierno tomó ciertas medidas, sin duda, pero no las drásticas que hubiera hecho falta». Alía Miranda reconoce que el gobierno actuó sobre la cúpula militar ―finalmente solo uno de los ocho generales que comandaban las Divisiones Orgánicas se sublevaría; y de los dieciocho generales de división, sólo se sublevaron cuatro (Franco, Goded, Queipo de Llano y Cabanellas) y de los treinta y dos generales de brigada, lo hicieron dieciocho; en cambio entre los oficiales del Estado Mayor el 80 % se adhirió a la rebelión― «pero se olvidó o quiso olvidarse de lo que sucedía en cada provincia. Se limitó a ordenar a los gobernadores civiles la vigilancia de los sospechosos civiles y militares, y en muy pocos casos su detención y la recogida de armas».
Stanley G. Payne coincide con Alía Miranda en que el Gobierno «había adoptado algunas medidas relevantes para mantener el control sobre el ejército» («casi todos los altos mandos habían sido relevados... fueron detenidos muchos activistas civiles, sobre todo falangistas, y algunos cabecillas de la conspiración estaban bajo vigilancia al menos parcialmente»), pero que no fue más lejos porque Casares Quiroga y Azaña necesitaban al ejército si finalmente se producía una intentona revolucionaria por parte de la izquierda. En este sentido, Azaña y Casares Quiroga «se sentían situados entre dos fuegos». «Azaña quería ser aliado de la izquierda revolucionaria, no su prisionero. Tras convertirse en Presidente de la República, la angustia y el temor se apoderaron de él y se encerró en sí mismo». Casares Quiroga, por su parte, no quería jugar el papel de Kerensky en la Revolución rusa de 1917 y de hecho tenía en su despacho un fotografía del presidente del gobierno ruso derrocado por los bolcheviques. El ministro de la Gobernación Juan Moles participaba de la idea de que no había que provocar en el ejército una reacción de solidaridad. También contaban con la división que existía entre los militares y con que la intentona anterior («La Sanjurjada») había sido aplastada con facilidad.
Más categórico es Ángel Viñas en su juicio sobre Azaña y Casares Quiroga, ya que los acusa de no actuar con la debida contundencia ante las informaciones que les llegaban sobre la conspiración, lo que, según Viñas, constituyó «el gran error de la República». Viñas considera que «el Gobierno pecó de inoperante» y además le recrimina haber focalizado su atención en una posible insurrección anarquista, sobre todo después de conocer las resoluciones del IV Congreso de la CNT celebrado en Zaragoza del 1 al 10 de mayo. Antony Beevor, por otro lado, ha llegado a comparar la actitud de Azaña y de Casares Quiroga con la de Neville Chamberlain ante Hitler pues «tanto Azaña como Casares Quiroga desoyeron todas las advertencias». «El presidente de la República, sobre todo, parecía haber perdido su sentido político. Sufría momentos de depresión combinados con brotes de euforia que paralizaban su voluntad y le sumían en amargas reflexiones sobre la escasa altura de miras de los políticos españoles».
Igual de contundente se muestra Gabriele Ranzato cuando afirma que «a la luz de los acontecimientos posteriores, la imprevisión de la pareja Azaña-Casares respecto a la sedición parece rozar la irresponsabilidad. Porque noticias, señales y advertencias sobre proselitismo y contactos de los conspiradores les llegaron en gran número». Ranzato reconoce que «Casares estaba al tanto de la conspiración —aunque ignoraba su alcance— y no había dejado de tomar algunas medidas para impedir su extensión», pero fueron «incoherentes» debido a «una visión de los problemas, en primer lugar, "mando-céntrica", es decir, orientada a confiar su solución al control de los altos cargos militares, olvidando las segundas líneas, que en realidad estaban en perfectas condiciones de sustituirlos en el mando y, por edad, estaban más dispuestas a la acción. Y, por otro lado, esa visión parece condicionada también por una perspectiva "Madrid-céntrica", tanto en el sentido de una errónea extensión a todas las fuerzas armadas del panorama mayoritariamente militar-burocrático, no proclive a aventuras, ofrecido por el ambiente castrense de la capital, como en el sentido de una excesiva seguridad respecto a que una concentración en esta ciudad de los mandos y de las unidades más fiables, sobre todo de las fuerzas de orden público, la haría prácticamente inexpugnable, destinando al fracaso el ataque subversivo». Por otro lado, Ranzato también les reprocha a Casares Quiroga y a Azaña haber nombrado para la cúpula militar «en su mayor parte» a «personajes grises, elegidos más por afinidad política —verdadera o presunta— con los gobernantes republicanos que por sus capacidades y hazañas guerreras» (como fueron los casos del Jefe del Estado Mayor, general José Sánchez Ocaña y de su segundo Manuel Lon Laga, e incluso el del propio ministro de la Guerra con Azaña, su amigo el general Carlos Masquelet; durante la guerra, el primero fue inmediatamente destituido, el segundo destituido y fusilado, y el tercero desempeñó un papel marginal). Más imprudentes aún fueron los nombramientos militares en el Protectorado Español de Marruecos pues todos ellos, elegidos con criterios políticos, se vieron sorprendidos por los oficiales golpistas al mando de tropa.
El historiador militar José García Rodríguez, general de brigada (retirado) del Ejército del Aire, señala que Casares Quiroga y Azaña «estaban convencidos de que las posibilidades de un amplio movimiento militar eran mínimas. Mientras que en 1931, Azaña temía un golpe, en 1936 estaba persuadido de que los tres años de "supremacía del poder civil" habrían neutralizado un problema histórico... El Gobierno, pues, prefería creer en las excusas de lealtad de Yagüe, Franco y Mola, convencidos de que se produciría otra "sanjurjada", fácilmente aislable y reducible». Procuraron controlar la posible intentona militar con el nombramiento de militares leales en los puestos clave pero «apenas pudieron cubrir los Mandos de División, parte de los de Brigada y de pocos regimientos» y «ningún conspirador importante fue destituido», mientras «los rebeldes trabajaban con la UME en actuar sobre los mandos de "Compañía" y de "Batallón", capitanes y comandantes; así como en los Estados Mayores de las divisiones».
Luis Romero, por su parte, matiza que Santiago Casares Quiroga fue «un chivo expiatorio» sobre el que cargar la culpa, aunque reconoce que no estuvo «exento de graves responsabilidades». «Que Casares pecara de imprevisor por mal informado, que le faltara energía o valor para emplear procedimientos más enérgicos, que se dejara vencer por la fatiga y el pesimismo y, más que nada, que no fuera el hombre idóneo para afrontar aquella situación límite, parece demostrado. El mal procedía de lejos; su actuación al frente del Gobierno fue desacertada desde el primer día. Pero tampoco las circunstancias le fueron favorables».
José Luis Martín Ramos también afirma que el severísimo juicio contra Casares Quiroga, quien nunca quiso escribir su propia versión, ha de ser matizado, ya que la responsabilidad de que el golpe se produjera «no fue suya en absoluto y la posibilidad de evitarlo excedió a las capacidades gubernamentales, a la capacidad de cualquier gobierno español de la época». Sin embargo, Martín Ramos considera que «a la vista de lo que ocurrió, es claro que Casares Quiroga no tuvo un comportamiento feliz». Según este historiador, Casares Quiroga «erró en la orientación que dio a su respuesta» a la conspiración pues «le aplicó un método policial de vigilancia, confiando en la lealtad de los mandos del ejército y las fuerzas de orden público, sobre todo en la capital; con lo que se situó a remolque de los acontecimientos… Recelaba de dar cualquier paso en falso, que favoreciera a los conspiradores. Añadió errores de apreciación o de prejuicio político compartidos con Azaña. El de mantener en sus puestos a los mandos militares que no habían levantado sospecha activa, o se creía que finalmente apoyarían al gobierno, como Queipo de Llano o Miguel Cabanellas. O el de preferir en los nombramientos a supuestos militares “profesionales”, léase apolíticos, frente a aquellos que pudieran tener un perfil comprometido con alguna organización y sobre todo con la Unión Militar Republicana Antifascista (UMRA)...; ejemplo de ello fue la designación de Sánchez Ocaña como jefe del Estado Mayor Central, donde actuó con toda permisividad frente a los conspiradores... En el extremo de ese error de apreciación se dejó engañar por las mentiras de Franco y Yagüe, que le hicieron protestas de lealtad y de no estar por ninguna conspiración». Pero el principal error de Casares Quiroga y de Azaña, según Martín Ramos, fue no haber movilizado de forma «preventiva» a las «masas», error en el que también cayeron las organizaciones del Frente Popular que «se subordinaron a la acción del gobierno» y no «se plantearon ninguna respuesta de movilización preventiva, ni que fuera en tono muy menor al de octubre de 1934». «Quizá por eso la crítica posterior a Casares Quiroga fue mayúscula; cargó con todas las culpas, porque le cargaron con todas las responsabilidades».
Sin embargo, hay historiadores que niegan la tesis de la pasividad o la dejación de autoridad del gobierno. Es el caso de Rafael Cruz: «las medidas tomadas por el Gobierno republicano antes y durante la rebelión pudieron ser insuficientes, los planteamientos gubernamentales equivocados y los servicios de información de la policía y del Ejército ineficaces, cuando no a favor de la rebelión [como lo demostraría el «soplo» policial a Mola el 4 de junio cuando el director general de Seguridad se dirigía a Pamplona para detenerlo]. Pero en ningún caso reflejan una parálisis o la inacción por parte del Gobierno». El gobierno mediante cientos de vigilancias, traslados forzosos, ceses y detenciones de los militares más alejados del régimen republicano,  así como el descubrimiento de planes y recursos de los conjurados ―que les obligaron en muchas ocasiones a improvisar―, intentó asegurarse la lealtad de las guarniciones y de las comandancias situando al frente de ellas a militares comprometidos con la República ―especialmente en las cabeceras de las Divisiones Orgánicas―. En este sentido Cruz subraya la labor del general Pozas, inspector general de la Guardia Civil, cuya política de nombramientos, ascensos y traslados consiguió que este cuerpo de seguridad no se sumara al golpe en lugares tan decisivos como Madrid y Barcelona, lo que fue clave para su fracaso. Asimismo destaca la decisión de concentrar en Madrid a toda la Guardia de Asalto de las dos Castillas al considerar que la resistencia de la capital era clave en el resultado de una posible rebelión, de tal manera que hubiera más policías que militares en Madrid. El gobierno, según Rafael Cruz, no dejó de intentar conseguir el control civil del Ejército, pero se encontró con dos obstáculos difíciles de superar: «el primero de ellos residía en la complicidad de algunos mandos policiales, tanto civiles como militares, con los organizadores de la rebelión»; «el segundo obstáculo consistía en el equívoco de las relaciones de significativos jefes militares con el Gobierno», como los generales Franco, Queipo de Llano o Cabanellas, e incluso el general Mola, que combinaban la promesa de lealtad a la República con la de sumarse o permanecer expectantes ante la rebelión ―«el Gobierno, en cambio, no podía tener confianza en ellos, pero estaba obligado a mantener en secreto las desafecciones de altos jefes militares, al no controlar sus consecuencias políticas»―.
Pilar Mera Costas también niega la tesis de la pasividad de Casares Quiroga y de Azaña. Tras enumerar las medidas que tomaron para intentar acabar con la conspiración, justifica su actuación recordando que la República era un estado de derecho lo que les impedía actuar sin pruebas, solo basándose en rumores. «El Gobierno era el primero que debía mantener la legalidad en una democracia». Además tanto Azaña como Casares Quiroga insistieron en que había que mantener la calma y «transmitir a la opinión pública mensajes de confianza en el Estado, el Ejército y las fuerzas de orden público». Para confirmar su tesis Mera Costas aporta el testimonio de Santos Martínez Saura, secretario civil de Azaña, quien en sus memorias escritas en el exilio afirmó que la actuación tanto de Azaña como de Casares Quiroga no estuvo guiada por la indiferencia, sino por la prudencia. «Ninguno de ellos quería dar pasos en falso y moverse sin pruebas suficientes por respeto a la ley y por temor a precipitar la sublevación, creando mártires y molestando con un movimiento precipitado a aquellos militares que todavía no habían optado por la conspiración». Según Martínez Saura, «Casares confiaba en la fortaleza del régimen y de sus defensores y esperaba que los traslados, detenciones y cambios de mando fueran suficientes para debilitar la sublevación y que, cuando esta se produjese, sus cabecillas quedasen al descubierto y las fuerzas republicanas bastasen para vencer, como había sucedido el 10 de agosto de 1932. Un pensamiento que, según el secretario, compartía la mayor parte de líderes de izquierda…». Otra prueba que aporta Mera Costas es el hecho de que el gobierno logró abortar la intentona golpista del 20 de abril.
Por último esta historiadora se refiere a la reunión del Consejo de Ministros del 10 de julio en la que los miembros del gabinete fueron informados por el presidente Casares Quiroga de lo que se sabía hasta ese momento de la conspiración —se seguía sin saber quien era «El Director»—. Allí se debatió si había que proceder a la detención de los sospechosos, tal como proponían el subsecretario de Presidencia Carlos Esplá y el director general de Seguridad José Alonso Mallol, aunque no se poseían pruebas determinantes, lo que impediría su procesamiento, o esperar un poco más y yugular el movimiento una vez se hubiera iniciado como en 1932, un movimiento del que se tenían indicios de que comenzaría en cuarenta y ocho horas. Se impuso la segunda opción, que era la que defendían Casares Quiroga y Azaña. Stanley G. Payne coincide con el análisis de Mera Costas: «Era posible abortar el movimiento mediante una serie de detenciones inmediatas, pero no había pruebas concluyentes para procesar a los cabecillas. La alternativa era esperar a que el movimiento madurara (siempre dando por hecho de que sería una repetición de la "sanjurjada") y aniquilarlo completamente cuando se pusiera en marcha, que era lo que ya había decidido el propio Azaña». Según recordó años más tarde el ministro de Instrucción Pública Francisco Barnés Salinas Casares Quiroga dijo:

Desde primeros de junio venimos siguiendo la pista de la conspiración y ella nos ha llevado largas horas de meditación al presidente de la República y a mí. [...] Dada la efervescencia política y las sesiones borrascosas que habíamos tenido en el Congreso, detener a los jefes militares, sin pruebas contra ellos, nos pareció extraordinariamente peligroso; por eso el presidente de la República y yo optamos por el segundo procedimiento: esperar que la sublevación se produzca para yugularla, para restablecer definitivamente la paz en España aunque hubiera que fusilar a unos centenares de personas.

Como colofón Mera Costas defiende la figura de Casares Quiroga, objeto de críticas crueles, coincidiendo en esto «con la caricatura monstruosa de la propaganda oficial del franquismo» (Joaquín Arrarás escribió en plena guerra civil sobre él: «cruel e inhumano, se solaza en su oficio de verdugo; aplica sus dotes de inventiva a idear nuevas formas de tormento […] atacado de un sadismo morboso, organiza secuestros y asesinatos…»). Destaca que uno de los pocos políticos republicanos que denunció el linchamiento de Casares Quiroga fue el socialista Julián Zugazagoitia: «Hay un tipo de injusticia histórica, difícilmente reparable, que es el que hace que Casares Quiroga resuma en sí mismo, personificando culpas colectivas, a cuantos, por acción o por abandono, contribuyeron a facilitar a los generales el ambiente y el pretexto de la insurrección».
Un ejemplo de la actitud gubernamental, según Mera Costas, sería la actuación del gobernador civil de Sevilla José María Varela Rendueles que dio crédito «a las promesas de fidelidad absoluta de militares conspiradores en vísperas del golpe». En sus memorias (Rebelión en Sevilla. Memorias de su gobernador rebelde, páginas 92-94) publicadas en 1984 reconoció que cometió el error de confiar «en la verdad ajena y en la ajena lealtad». «Si se nos decía: —Yo acato la República. —Yo estoy dispuesto a servir a la República. —Tiene usted mi palabra de que seré leal a la República. Esa tenía que ser la verdad y no cabía dudar de ella... Aun sabiendo como se sabía que se conspiraba en los cuarteles, se mantenía la confianza en el Ejército... ¿Con qué derecho poner en duda la fidelidad de la palabra empeñada por unos hombres que hacen culto al honor y sagrado el empeño de cumplirla? ¿No sería ofensiva insensatez, culpable provocación, todo asomo de desconfianza?».
Joan Maria Thomàs ha señalado que los gobiernos republicanos fracasaron a la hora de desarticular el golpe (creyeron que lo podrían detener «como si de una intentona como la de Sanjurjo se tratara»), pero que su mayor fracaso fue no conseguir «mantener el orden público y la estabilidad política y social del país». Thomàs afirma que la responsabilidad primera de la guerra civil recae en los que se alzaron contra la República, «pero aquellos que deberían haber defendido la Constitución no supieron hacerlo ni mantener las condiciones de convivencia política imprescindible, desactivando las bases y fundamentos de los golpistas». Eso es lo que explicaría, según Thomàs, que el golpe de Estado de julio de 1936, a diferencia de La Sanjurjada de agosto de 1932, «encontró el apoyo no solo de la ultraderecha, sino también de muchos sectores derechistas, de muchos católicos y de muchas personas que querían que el orden público fuese restaurado a toda costa».

### El fracaso parcial del golpe

#### Las dudas del general Mola

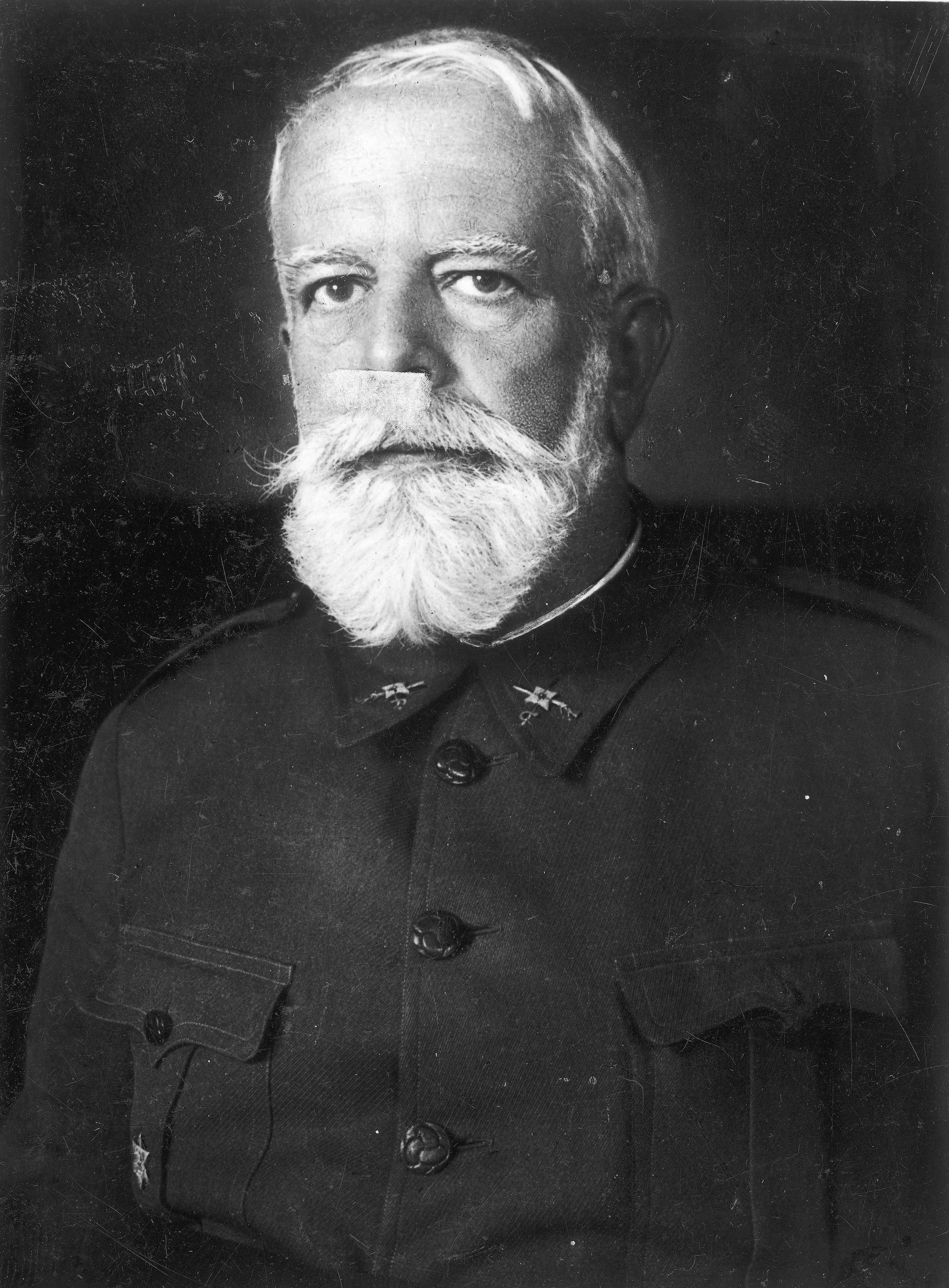
General Miguel Cabanellas, el único general al mando de una División Orgánica (la V) que se había comprometido con la sublevación.

A principios de julio Mola había conseguido comprometer en el golpe a numerosas guarniciones, gracias sobre todo a la trama clandestina de la UME dirigida por el coronel Valentín Galarza (cuyo nombre clave era «El Técnico») ―como han destacado varios historiadores, el papel de la UME fue determinante en la organización de la conspiración pues fueron sus integrantes los que contactaron con los jefes y oficiales que tomarían el mando de la sublevación en aquellos lugares donde los generales se mantuvieran fieles a la República―. Pero Mola no contaba con todas las guarniciones ―y de los jefes de las ocho Divisiones Orgánicas solo con uno―, y especialmente tenía serias dudas sobre el triunfo del golpe en el lugar fundamental, Madrid, y también sobre Cataluña, Andalucía y Valencia. Según Luis Romero, la red de la conspiración había «tomado una extensión prometedora, pero insuficiente para asegurar el éxito inmediato».
El 1 de julio Mola emitió su última directriz bajo el título "Informe reservado" en la que reconocía que «el entusiasmo por la causa no ha llegado todavía al grado de exaltación necesario» y «que la propaganda no ha alcanzado un resultado completamente halagüeño» ―lo que traslucía un pesimismo también personal―, refiriéndose a continuación a las dificultades que estaba teniendo para incorporar a la sublevación a los carlistas ―«una fuerza nacional indispensable para la acción en ciertas provincias», decía Mola― a los que acusaba de que «la colaboración es ofrecida a cambio de concesiones inadmisibles» que hipotecarían «el provenir del nuevo Estado». Lo que contrastaba con la actitud de Falange con la que ya había alcanzado un acuerdo, aunque se quejaba de que no había aumentado el pistolerismo falangista para «provocar una situación de violencia» «para, apoyados en ella, proceder», «pero es el caso que hasta este momento —no obstante la asistencia prestada por algunos elementos políticos— no ha podido producirse, porque aún hay insensatos que creen posible la convivencia con los representantes de las masas que mediatizan el Frente Popular». El "Informe reservado" acababa diciendo: «Se ha de tener presente que todo está ya en marcha y que no ha de cundir el desaliento».
El relativo pesimismo de Mola por la falta de garantías de éxito de la rebelión ―que era compartido por el general Queipo de Llano quien tras recorrer Andalucía había encontrado «escasa disposición militar y mucha resistencia civil»― es lo que explicaría los continuos aplazamientos de la fecha en que debería iniciarse. Según Stanley G. Payne, la resistencia de bastantes militares a participar se debía a que «los oficiales constituían un grupo burocrático poco interesado, en su mayoría, en involucrarse en una acción desesperada que posiblemente les llevaría a la ruina. Les preocupaban sus familias y sus pensiones». Por otro lado, «la debilidad de la conspiración se acentuaba además por el hecho de basarse en consideraciones preventivas. Aparentemente, el éxito de una contrarrevolución sólo podía garantizarse si existía una clara amenaza revolucionaria, pero la izquierda revolucionaria aún no había tomado las armas», añade Payne.
En la segunda semana de julio, en plenas fiestas de San Fermín, Mola recibió la visita de su hermano el capitán Ramón Mola Vidal, que era su enlace con los conjurados en Cataluña. Este le traía malas noticias porque los servicios de seguridad de la Generalidad de Cataluña habían descubierto sus planes. Como no confiaba en el éxito de la sublevación le rogó a su hermano que desistiera. Pero el general Mola le contestó que era demasiado tarde y le ordenó que regresara a Barcelona. Cuando fracasó el golpe en Cataluña el capitán Mola se suicidó.
El general Mola fijó finalmente el 12 de julio (el 10, según Payne) como la fecha del inicio del golpe pero las dificultades para alcanzar un acuerdo con los carlistas y la detención por la policía de dos enlaces falangistas que portaban documentos comprometedores le obligaron a aplazarla hasta el 14 de julio ―y a cambiar la contraseña acordada con Fernando Primo de Rivera de «Covadonga», inicio de la Reconquista, a «Granada», final de la misma―. En ese momento, según Payne, el general Mola tenía muchas dudas de que la sublevación triunfara. El 9 de julio Mola le había escrito al líder carlista Manuel Fal Conde, que seguía resistiéndose a participar en el golpe si no se aceptaban sus condiciones: «De cuantos han actuado en esta aventura, la única víctima voy a ser yo».

#### El asesinato de Calvo Sotelo y el inicio de la sublevación
El domingo 12 de julio hacia las diez de la noche fue asesinado en una céntrica calle de Madrid el teniente de la Guardia de Asalto José del Castillo, muy conocido por su compromiso con los socialistas a cuyas milicias había entrenado (dos meses antes los falangistas habían asesinado al capitán Carlos Faraudo, un oficial del Ejército en activo que también entrenaba a las milicias socialistas y que como del Castillo era miembro de la UMRA). Como represalia algunos compañeros suyos del cuartel de Pontones, acompañados por miembros de las milicias socialistas, sacaron de su casa en la madrugada del lunes 13 al diputado monárquico José Calvo Sotelo y le descerrajaban dos tiros en la nuca. El cadáver fue arrojado a la puerta del depósito de cadáveres del cementerio de La Almudena y fue encontrado a mediodía.

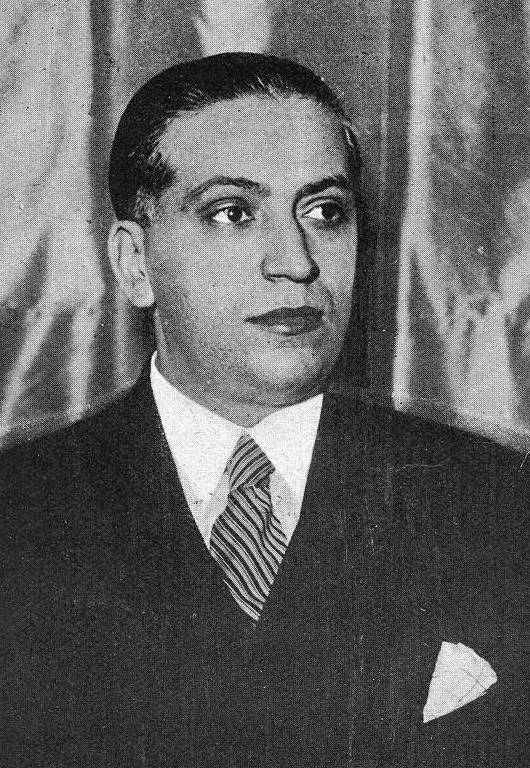
El líder monárquico José Calvo Sotelo. Su asesinato en la madrugada del 13 de julio de 1936 causó una enorme conmoción, especialmente entre los sectores conservadores y entre los militares. Muchos de estos últimos que permanecían indecisos o indiferentes se sumaron a la sublevación tras conocer las circunstancias de su muerte. Los asesinos eran miembros de las fuerzas de seguridad y de las milicias socialistas y el gobierno del Frente Popular presidido por Santiago Casares Quiroga no actuó con la debida contundencia.

La noticia del asesinato de Calvo Sotelo causó una enorme conmoción no solo por el hecho en sí —era el líder más destacado de la oposición—, sino también porque los autores del magnicidio eran miembros de las fuerzas de seguridad «que llevaban como auxiliares a militantes socialistas —uno de ellos, escolta de Indalecio Prieto— y como jefe al capitán de la Guardia Civil, Condés, también ligado al PSOE» Pero probablemente lo que causó un impacto aún mayor fue que el Gobierno en lugar de condenar rotundamente el crimen y de iniciar una investigación para llevar a los culpables ante la justicia —los dos principales responsables directos de la muerte, Fernando Condés y Luis Cuenca, no fueron detenidos y el primer juez que instruyó el sumario fue apartado del caso— se dedicó a detener a cerca de doscientos falangistas y derechistas y a cerrar las sedes madrileñas de Renovación Española (y las de la CNT). El presidente del gobierno no hizo ninguna declaración, lo que podía reforzar la idea difundida en los ambientes derechistas de que él personalmente estaba detrás del magnicidio basándose en la supuesta amenaza de muerte que le había lanzado Casares Quiroga a Calvo Sotelo el 16 de junio en las Cortes («Me es lícito decir después de lo que ha hecho S.S. hoy ante el Parlamento, de cualquier caso que pudiera ocurrir, que no ocurrirá, haré responsable ante el país a S.S.»), aunque al día siguiente ningún periódico interpretó en ese sentido las palabras de Casares Quiroga. También guardó silencio el presidente de la República Manuel Azaña.
El gobierno parecía estar más preocupado por la reacción de las derechas que por esclarecer los hechos. El mismo día 13 envió una circular a todos los gobernadores civiles en la que les conminaba a estar alerta «con motivo de la muerte [no el asesinato] de Calvo Sotelo». Como ha destacado, Gabriele Ranzato, «aquel homicidio parecía destinado a quedar impune, puesto que tanto el gobierno como la magistratura, y cualquier otra autoridad encargada de las indagaciones, estaban mostrando lentitud y pasividad en la persecución de los culpables, realizando solo algunos arrestos de participantes secundarios en la "expedición punitiva", mientras que los culpables principales, cuya identidad no era difícil conocer, habían quedado en libertad».
Casares Quiroga llegó a presentarle su dimisión al presidente de la República Azaña, pero este no la aceptó alegando que hacerlo sería como reconocer que había tenido alguna responsabilidad en el crimen. Azaña no hizo caso al consejo que le dio en privado Diego Martínez Barrio, presidente de las Cortes, sobre la necesidad  de formar un nuevo gobierno dispuesto a imponer «sanciones duras que evidencien el recobro de todos los resortes del poder», pero esta postura Martínez Barrio no la mantuvo en público. Felipe Sánchez Román, amigo de Azaña, fue el único político republicano de izquierdas ―aunque no formaba parte del Frente Popular― que condenó públicamente el crimen diciendo que «la República se había deshonrado para siempre». También fue el único que le dio el pésame a la familia. En la inmediata posguerra el socialista Julián Zugazagoitia, entonces director del diario El Socialista, reconoció que el asesinato de Calvo Sotelo había sido un hecho «realmente monstruoso».
Por su parte la prensa republicana progubernamental y de izquierdas destacó más el asesinato del teniente Castillo que el de Calvo Sotelo. El diario caballerista El Obrero de la Tierra llegó a justificar el asesinato de Calvo Sotelo al afirmar que su muerte había sido la «consecuencia lógica de estos últimos atentados criminales fascistas» llevados a cabo por «las cuadrillas mercenarias a sueldo de la reacción», y a continuación hizo un llamamiento para la organización de las «Milicias Populares». Aún más radical fue la respuesta del Partido Comunista de España (PCE) que presentó una proposición de ley el mismo día 13 por la tarde  donde se pedía nada menos que la supresión de la oposición de derechas, el encarcelamiento de sus dirigentes y la confiscación de su prensa.
En el entierro de Calvo Sotelo, que se celebró el día 14 por la tarde y al que asistieron miles de derechistas ―muchos de los cuales hicieron el saludo fascista—, Antonio Goicoechea, líder de Renovación Española, juró «imitar tu ejemplo, vengar tu muerte y salvar a España». Después del entierro, «cientos de jóvenes derechistas decidieron marchar de nuevo hacia el centro de la ciudad en manifestación» y, a pesar de que los manifestantes habían sido cacheados para comprobar que iban desarmados, «varios guardias de asalto y otros policías abrieron fuego contra ellos para impedirles avanzar. Según diversos periódicos, hubo entre dos y siete muertos y numerosos heridos».
Martínez Barrio no convocó un pleno de las Cortes para debatir lo ocurrido, sino que introdujo esa cuestión en el orden día de la reunión de la Diputación Permanente que en la mañana del día 15 debía renovar el estado de alarma, con la esperanza de que no hubiera incidentes al ser menor el número de diputados presentes. En la Diputación Permanente intervino en primer lugar el conde de Vallellano en nombre de los monárquicos para leer una declaración en la que anunciaba que se retiraban de las Cortes tras acusar a los diputados del Frente Popular de haber incitado «a la violencia y al atentado personal contra los diputados de derechas» y de ser «los amparadores y cómplices morales» de «este crimen, sin precedentes en nuestra historia política». Por su parte el líder de la CEDA José María Gil Robles, cuya intervención, según Gabriele Ranzato, «fue, por su eficacia y elocuencia, su último gran servicio a la causa de la sublevación», anunció también la retirada de la CEDA de las Cortes. Dirigiéndose a los ministros presentes y a los diputados del Frente Popular dijo:

Vosotros tenéis la enorme responsabilidad moral de patrocinar una política de violencia que arma la mano del asesino; de haber, desde el banco azul, excitado la violencia; de no haber desautorizado a quienes desde los bancos de la mayoría han pronunciado palabras de amenaza y de violencia contra la persona del Señor Calvo Sotelo… La sangre del señor Calvo Sotelo está sobre vosotros, y no os la quitaréis nunca.[...] Tened la seguridad —esto ha sido ley constante en todas las colectividades humanas— de que vosotros, que estáis fraguando la violencia, seréis las primeras víctimas de ella.

Según Ranzato, frente al formidable desafío que las derechas acababan de realizar «la respuesta del gobierno y de los partidos que lo sostenían resulta inadecuada, dilatoria e inconsistente». El presidente del gobierno Casares Quiroga no había acudido a la reunión de la Diputación Permanente por lo que le respondió a Gil Robles el ministro de Estado Augusto Barcia, «minimizando, eludiendo y oponiéndole a veces una torpe defensa», según Ranzato. También intervino, brevemente, el ministro de la Gobernación, Juan Moles, para negar la participación de las fuerzas policiales en el asesinato.  Según Ranzato, el gobierno perdió su última ocasión de «librarse del lastre de la extrema izquierda que les arrastraba hacia el fondo» «por medio de una clara separación de responsabilidades».
Tampoco aprovechó la oportunidad de desmarcarse de la extrema izquierda el socialista moderado Indalecio Prieto, tal vez apesadumbrado por el hecho de que quienes habían cometido el asesinato de Calvo Sotelo no eran exaltados caballeristas, sino hombres de su escolta, uno de los cuales, el capitán de la Guardia Civil Condés, le había confesado el crimen y Prieto en lugar de denunciarlo o animarlo a que se entregaran a la justicia, le había aconsejado que se escondiera (Condés, como Luis Cuenca, moriría pocos días después en el frente de Guadarrama). Prieto, dirigiéndose a Gil Robles, volvió a recurrir al tópico de la izquierda de que la violencia de aquel momento era la consecuencia de «las enormes ferocidades cometidas con ocasión de la represión de los sucesos de octubre de 1934». Lo cierto es que Prieto, que en los últimos meses había sido uno de los pocos líderes de la izquierda que había denunciado la violencia de sus correligionarios, desde principios de julio había cambiado su discurso (tal vez porque «veía venir la guerra inexorablemente», según Ranzato). El 14 de julio, un día después del magnicidio, Prieto hizo un llamamiento en un artículo publicado en su periódico El Liberal a la unión de las izquierdas y no mostró el menor gesto de reconciliación con las derechas, cuyo líder más destacado, junto con Gil Robles, acababa de ser asesinado, y vaticinó que se abría una «una batalla a muerte, porque cada uno de los bandos sabe que el adversario, si triunfa, no le dará cuartel».
La iniciativa que tomó Prieto fue convocar una reunión de las fuerzas obreras del Frente Popular. El 16 de julio, un día antes de que se iniciara la sublevación militar, estas aprobaron un documento en el que se instaba a preparar en toda España comités obreros para organizar «milicias populares» y se solicitaba al gobierno armas para ellas y la depuración de los militares. Incluso se ofrecía al Gobierno poderse integrar en esos comités —una especie de «sóviets armados», según Stanley G. Payne—. Los socialistas de todas las tendencias, y la izquierda obrera en general, tenían la confianza de que el «proletariado» sería capaz de vencer en una previsible guerra civil que estimaban corta. En un mitin celebrado en Madrid antes de  viajar a Londres para asistir al Congreso de la Federación Internacional Sindical en representación de la UGT el líder del sector radical del PSOE Francisco Largo Caballero había dicho: «Si se quieren proporcionar el gusto de dar un golpe de Estado por sorpresa, que lo den... A la clase obrera no se le vence». El principal ideólogo del caballerismo Luis Araquistain escribió en una carta a su hija (o a su mujer) nada más conocer el asesinato de Calvo Sotelo: «Creo que Caballero tendría que ser el presidente o no aceptaríamos otra cosa. [...] Me parece que entramos en la fase más dramática de la República. O viene nuestra dictadura o la otra».
La conmoción —e indignación— causada por el asesinato de Calvo Sotelo se extendió por toda España, especialmente entre los sectores conservadores. La familia recibió innumerables telegramas de pésame de todas partes, se celebraron funerales en muchas localidades y miles de personas acudieron a las sedes de Renovación Española para firmar en las hojas que se habían dispuesto para protestar por el magnicidio. La prensa conservadora, a diferencia de la republicana y la de izquierdas, le dedicó amplio espacio a la noticia, aunque con las limitaciones que había impuesto la censura ordenada por el gobierno. El Pueblo Manchego, diario católico de Ciudad Real, publicó un editorial el día 15 de julio en el que se preguntaba «¿Qué va pasar aquí?» y afirmaba: «en guerra estamos. El que lo dude no se sabe ver ni calar las realidades de España». A continuación planteaba la necesidad de formar un «Frente Nacional». Los sectores liberales que habían apoyado a la República también quedaron conmocionados, especialmente por la falta de respuesta del gobierno. Gregorio Marañón, uno de los antiguos integrantes de la Agrupación al Servicio de la República, le escribió a Marcelino Domingo el día 16: «El Gobierno da la sensación de una lenidad increíble, nos sonroja y nos indigna a los que luchamos contra la Monarquía. [...] España está avergonzada e indignada, como no lo ha estado jamás» (cursiva en el original).
Desde la cárcel de Alicante donde se encontraba preso, el líder de Falange Española de las JONS José Antonio Primo de Rivera utilizó el asesinato de Calvo Sotelo como justificación del golpe de Estado el mismo día, 17 de julio, en que había comenzado:

Unos agentes del Gobierno han asesinado en Madrid a un ilustre español, confiado al honor y a la función pública de quienes lo conducían. La canallesca ferocidad de esta última hazaña no halla par en la Europa Moderna y admite el cotejo con las más negras páginas de la Checa rusa. [...] Este es el espectáculo de nuestra Patria en la hora justa en que las circunstancias del mundo la llaman a cumplir otra vez un gran destino.

El historiador italiano Gabriele Ranzato ha destacado que lo que puso en evidencia el asesinato de Calvo Sotelo fue que «el Estado del Frente Popular, en vez de limitarse a perseguir y golpear con la ley a instigadores, promotores y ejecutores de la violencia subversiva, empleando todos sus recursos represivos legales, había, en cambio, permitido una justicia sumaria —o mejor una venganza sumaria—, y además contra una de las figuras más eminentes de la oposición, por parte de miembros de sus fuerzas del orden, sin que, por otro lado, se tomaran contra ellos inmediatas y severas medidas. De ello había derivado una ofuscación del Estado de derecho, capaz de engendrar una gran inseguridad en muchos ciudadanos desconcertados...». Joan Maria Thomàs coincide con Ranzato cuando afirma que «lo más importante fue la falta de reacción del gobierno ante el asesinato del ultraderechista y diputado, que no actuó enérgicamente dando un golpe de autoridad para restablecer el orden y decepcionó a aquellos sectores que clamaban por un golpe de timón».
El asesinato de Calvo Sotelo provocó que los últimos militares indecisos o indiferentes se sumaran a la rebelión dándole el impulso definitivo. De hecho el magnicidio y sus circunstancias excitaron tanto los ánimos entre los militares comprometidos con la conspiración que el general Mola tuvo que desplazarse el día 14 a Logroño para impedir que la UME se sublevara, junto con Falange, el día 16. Como ha señalado Eduardo González Calleja, «el magnicidio no provocó el levantamiento militar, pero aumentó la determinación de los conjurados y animó a dar el paso a los que aún dudaban en participar en la asonada que se preparaba». Joan Maria Thomàs afirma que el asesinato de Calvo Sotelo resultó «decisivo a la hora de concitar un mayor apoyo de los generales y oficiales al golpe y, sobre todo, a la de concitar apoyos a éste entre sectores de la población». También indujo a la pasividad a militares de orientación democrática a la hora de defender la República. El militar republicano Jesús Pérez Salas escribió en sus memorias lo siguiente sobre el impacto que tuvo en el Ejército el asesinato de Calvo Sotelo:

Cuando fueron revelados sus detalles y se supo que habían intervenido en el mismo las fuerzas de Orden Público, la reacción fue tremenda. [...] Claro está que sólo fueron unos cuantos guardias y dos oficiales los que intervinieron en tal reprobable acto; pero que éstos se hubieran atrevido a dar semejante paso, es un síntoma de la descomposición de esas fuerzas o de parte de ellas, a las que se sabía contagiadas por el virus de la política.[...] Quizás hubiera podido evitarse la acción posterior del Ejército, mediante una rápida y enérgica intervención del Gobierno republicano, castigando a los ejecutores [del delito] y, sobre todo, expulsando del Cuerpo de Seguridad al núcleo contaminado, para dar así la sensación al país de que el Gobierno se hallaba dispuesto a terminar con el terrorismo de cualquier parte que procediese.

El historiador norteamericano Stanley G. Payne le concede aún más importancia al asesinato de Calvo Sotelo pues considera que este magnicidio, que según él supuso «el fin del sistema constitucional» republicano, fue el que decantó a los militares a sublevarse. Como en el caso del general Franco que solo un día antes del asesinato había vuelto a manifestar sus dudas sobre la participación en la sublevación. El 12 de julio Franco había enviado un mensaje a Mola en el que le decía «geografía poco extensa» lo que significaba que para él aún no había llegado el momento de la insurrección. Este mensaje causó una gran consternación en el general Mola que tuvo que cambiar algunas instrucciones y que llegó a plantearse enviar al general Sanjurjo a Marruecos, para que fuera él el que encabezara la rebelión en el Protectorado. El 14 de julio, al día siguiente del asesinato de Calvo Sotelo, el general Franco comunicó a Mola su participación en la sublevación.
Finalmente todos obedecieron la orden de Mola de que la rebelión comenzara el viernes 17 de julio en el Protectorado español de Marruecos (una vez conocida la noticia de que las fuerzas de África estarían preparadas a partir del 16 de julio) y de forma escalonada entre el sábado 18 de julio y el lunes 20 en la península ―a diferencia de los pronunciamientos en que todas las guarniciones se alzaban a un día y hora concretos, Mola dio libertad para que cada plaza se sublevara cuando lo considerara oportuno con la intención de provocar un efecto dominó; la única fecha y hora que fijó fue la del alzamiento en el protectorado: el 17 a las 17―. Así se lo comunicó el día 15 el general Mola a su enlace en Madrid, el teniente coronel Valentín Galarza, «El Técnico». Un día antes había aterrizado en el aeródromo de Gando (Gran Canaria) el avión Dragón Rapide que debía trasladar al general Franco desde Canarias al Protectorado de Marruecos (no había aterrizado en Tenerife, donde se encontraba Franco, porque no disponía de un aeropuerto adecuado; Franco tuvo que buscar un pretexto para viajar allí y lo encontró en la necesidad de asistir al funeral del general Amado Balmes que acababa de fallecer a causa de un accidente cuando manejaba un arma). A las siete y cuarto de la mañana del viernes 17 de julio un enlace del general Mola envió desde Bayona tres radiotelegramas en clave para el general Franco en Tenerife, para el general Sanjurjo en Lisboa y para el teniente coronel en la reserva Juan Seguí Almuzara en Melilla en los que se les recordaba la orden de comenzar el alzamiento el 17 a las 17. Sin embargo, según Luis Romero la fecha que aparecía los radiogramas era la del sábado 18 de julio y la sublevación se adelantó en el Protectorado de Marruecos al viernes 17 por la tarde porque los conjurados en Melilla se vieron obligados a ello para evitar ser detenidos cuando estaban reunidos en las oficinas de la Comisión de Límites situada en la Alcazaba.
Algunos líderes conservadores que no habían participado en la conspiración fueron avisados de la fecha del golpe y se les recomendó que se marcharan de Madrid (o de Barcelona, como en el caso de Francesc Cambó que se fue de vacaciones y desde el extranjero apoyó el golpe, aunque eso no le sirvió para poder volver y moriría en el exilio). Alejandro Lerroux se fue a Portugal y desde allí dio su apoyo al golpe, aunque no se le permitió regresar a España hasta 1947, dos años antes de su muerte. El que decidió quedarse fue Melquiades Álvarez que moriría asesinado en la saca de la Cárcel Modelo de Madrid del 22 de agosto de 1936. Miguel Maura, que se había negado a sumarse a la rebelión a pesar de habérselo pedido personas tan destacadas como José Antonio Primo de Rivera, abandonó España en noviembre de 1936 pues «sobre escombros y en guerra civil no se edifica nada sólido». Maura no regresó hasta 1953. Los líderes derechistas que estaban comprometidos con la sublevación habían comenzado a abandonar la capital tras asistir al entierro de Calvo Sotelo en la tarde del martes 14 de julio o después de la reunión de la Diputación Permanente que se celebró en la mañana del día siguiente. José María Gil Robles se marchó en coche a Biarritz ese mismo día 15 por la tarde; Antonio Goicoechea se fue el viernes 17 a una finca de la provincia de Salamanca cercana a la frontera con Portugal. También abandonaron Madrid ese mismo viernes 17 la esposa y los hijos de Calvo Sotelo. A primera hora de la noche tomaron el expreso de Lisboa.

#### La respuesta del Gobierno

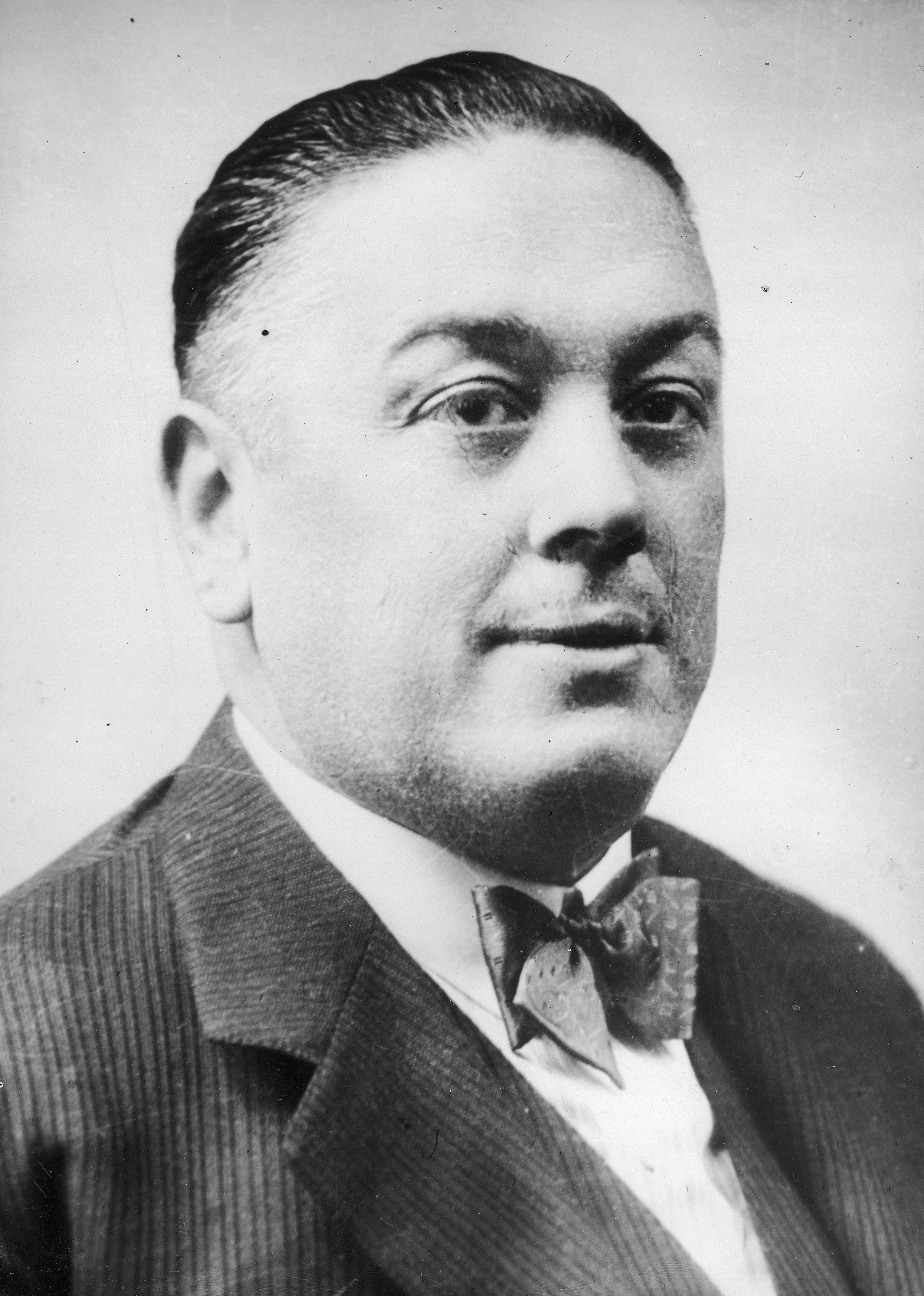
Diego Martínez Barrio, presidente de las Cortes y líder de Unión Republicana. Durante unas horas del sábado 18 de julio y de la madrugada del domingo 19 fue presidente del gobierno de facto en sustitución de Santiago Casares Quiroga. Durante ese tiempo se puso en contacto por teléfono con el general Mola para intentar convencerlo de que no se sublevara pero Mola le contestó que era demasiado tarde. Horas después dimitió cuando por las calles de Madrid discurrió un gran manifestación en contra del nuevo gobierno y pidiendo «¡Armas! ¡Armas!». Eran las siete de la mañana del domingo 19 de julio.

El presidente del gobierno Santiago Casares Quiroga ―que estaba pendiente de que Azaña aceptara la dimisión que le había presentado tras producirse el asesinato de Calvo Sotelo― tuvo noticia del levantamiento de Melilla al anochecer del viernes 17. El rumor de que algo había pasado en el Protectorado se extendió por la capital. A las ocho y media de la mañana del día siguiente, sábado 18 de julio, la radio emitió un comunicado del Gobierno transmitiendo calma y optimismo. Hora y media después dos representantes de la ejecutiva del PSOE visitaron a Casares Quiroga en el Palacio de Buenavista ―donde el presidente del gobierno y ministro de la Guerra había pasado toda la noche― para pedirle que entregara armas a las organizaciones obreras pero Casares Quiroga se negó. A esas horas de la mañana la sublevación ya había empezado en la península.

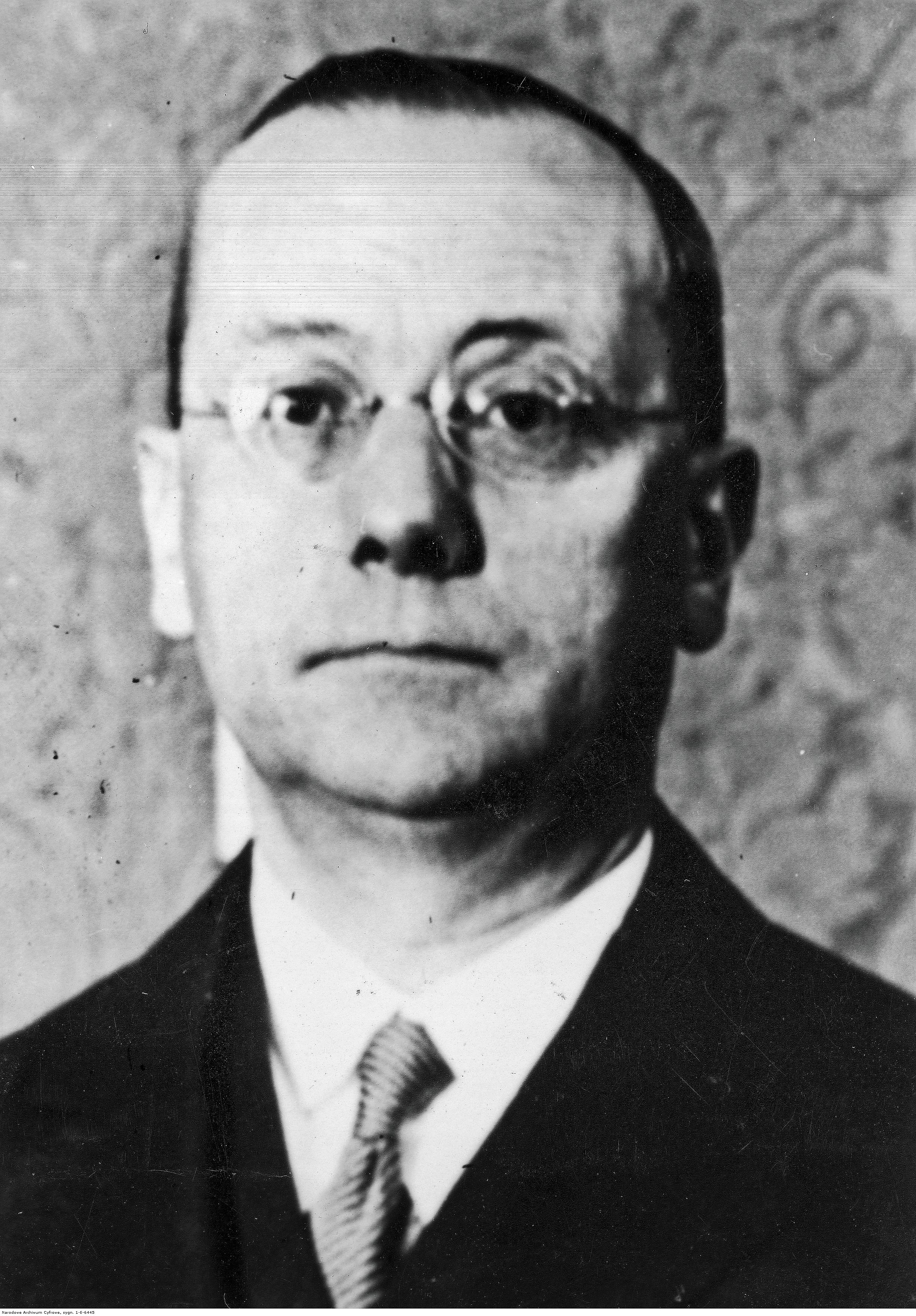
José Giral, nombrado por Azaña presidente del gobierno en la mañana del domingo 19 de julio tras la renuncia de Diego Martínez Barrio. Obligado por las circunstancias tomó la trascendental decisión de repartir armas a las organizaciones obreras, punto de partida de la revolución social que se desató en la zona que permaneció bajo el control de la República.

Por la tarde se conoció que el presidente de la República Azaña había decidido aceptar la dimisión de Casares Quiroga y nombrar como su sustituto a Diego Martínez Barrio, presidente de las Cortes y líder del «ala derecha» del Frente Popular, para que formara un gobierno de «concentración nacional» de todos los partidos republicanos de la izquierda y del centro cuya finalidad sería «dominar la rebelión, restablecer el orden y normalizar la vida nacional dentro de la Constitución». Pero cuando Martínez Barrio empezó a confeccionar la lista de los ministros se encontró con la negativa de los socialistas a participar, lo que causó una enorme decepción a Azaña y al propio Martínez Barrio. Este contactó por teléfono esa misma noche y durante la madrugada con los jefes militares de las diferentes demarcaciones con la esperanza de convencerlos de que no se sublevaran y cumplieran con su deber. Habló con el general Mola y este le contestó que ya era demasiado tarde (según algunas versiones Martínez Barrio llegó a ofrecerle el Ministerio de la Guerra, pero Mola lo rechazó; según otras, le propuso un pacto político con el ejército en el que éste podría decidir quién ocuparía los ministerios clave de Guerra, Marina y Gobernación). Según Gabriele Ranzato, la intención de Azaña al nombrar al republicano moderado Martínez Barrio era que buscara un entendimiento con el general Mola, lo que hubiera supuesto el fin del Frente Popular, pero no lo logró. Según Stanley G. Payne, «si Azaña hubiera tenido la agudeza y valentía de autorizar algún compromiso menor [con los militares] dos semanas antes, quizá se habría podido evitar la guerra civil».
Martínez Barrio dio a conocer hacia las cinco de la madrugada del domingo 19 la lista de ministros de su gobierno, integrado exclusivamente por republicanos (cinco ministros de Unión Republicana; tres de Izquierda Republicana; tres del Partido Nacional Republicano de Felipe Sánchez Román; uno de Esquerra Republicana de Catalunya; y el general José Miaja al frente del Ministerio de la Guerra). Pero en cuanto se conoció la composición del nuevo gobierno una gran manifestación recorrió sobre las siete de la mañana Madrid con gritos de «¡Fuera el Gobierno!», «¡Sánchez Román, no!», «¡Abajo Martínez Barrio!» y «¡Azaña (o Gobierno) traidor» y exigiendo «¡Armas! ¡Armas!» —además los miembros más radicales del partido de Azaña también lo rechazaron—. Entonces Martínez Barrio acudió al Palacio Nacional y le presentó su dimisión a Azaña, convencido de que su gobierno carecía de los apoyos necesarios y de que no sería obedecido. Eran entre las siete y las ocho de la mañana del domingo 19.
Fracasado el intento de formar un gobierno de «concentración nacional» Azaña recurrió a José Giral, uno de sus fieles compañeros de partido y amigo, para que ocupara el puesto de presidente del gobierno. Giral tomó una decisión trascendental: repartir armas a las organizaciones obreras («armar al pueblo»). Esa misma mañana del domingo 19 la Gaceta de Madrid publicaba un decreto, también de gran trascendencia futura, firmado por el anterior ministro de la Guerra Casares Quiroga: se disolvían las unidades militares y se licenciaban las tropas cuyos mandos se sublevasen. Este decreto suponía la práctica disolución del ejército, lo que se volvió en contra de la República, que tardaría en reconstruirlo. «Fue un error inútil, porque los rebeldes hicieron caso omiso de los decretos y no dejaron marchar a ninguno de sus hombres. En cambio, la tropa de muchas fuerzas dudosas o gubernamentales abandonó las filas cuando más falta hacía».
Enseguida comenzó la entrega de fusiles procedentes de los arsenales militares a la UGT y a la CNT. El problema era que la mayor parte de esos fusiles no tenían cerrojo y estos se guardaban en el Cuartel de la Montaña. A última hora de la noche el cuartel fue sitiado por las fuerzas militares y de orden público leales al Gobierno. Al día siguiente realizaron el asalto consiguiendo la rendición de los sitiados. Entonces grupos de civiles armados irrumpieran de forma descontrolada en el cuartel causando una carnicería ―poco antes se había producido una matanza causada por los sitiados cuando tras izar la bandera blanca habían disparado contra la multitud que se había aproximado al cuartel creyendo que se habían rendido―. Las milicias obreras se apropiaron de todas las armas que encontraron en el cuartel, incluidos los cerrojos. Una vez controlada la rebelión en Madrid, fuerzas leales y milicias (que salvo las MAOC comunistas carecían de formación militar) se dirigieron a la sierra de Guadarrama para impedir el paso de las tropas del general Mola que intentaban el asalto de la capital desde el norte.

#### La muerte del general Sanjurjo y la formación de la Junta de Defensa Nacional

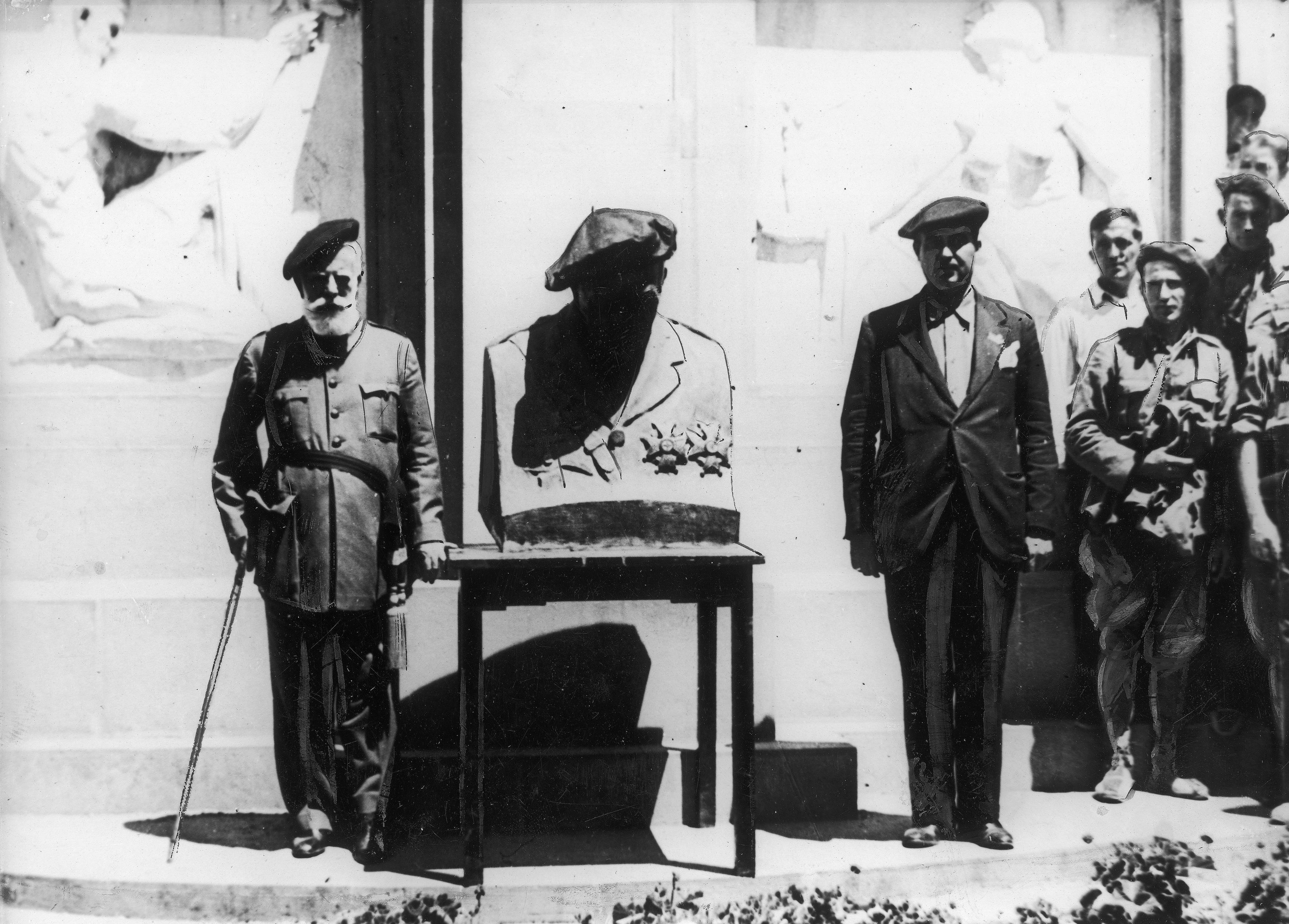
El general Miguel Cabanellas junto a Manuel Fal Conde inaugurando en Pamplona un busto del general Sanjurjo tras su muerte en un accidente de aviación cuando se dirigía a España desde el exilio en Portugal para encabezar la sublevación (1936). La desaparición del general Sanjurjo, según Julio Aróstegui, «dejó a la sublevación sin jefatura única e indiscutible y, aún más, todavía más lejos de una dirección política definida y con menos posibilidad de encontrarla».

A lo largo del lunes 20 de julio el golpe concluyó con el triunfo en medio país y el fracaso en el otro medio. A primera hora de la tarde de ese lunes 20 moría en accidente el jefe de la conspiración, el general Sanjurjo, cuando la avioneta triplaza De Havilland DH.80 Puss Moth que debía trasladarlo a Burgos se estrellaba durante la maniobra de despegue en un terreno utilizado como hipódromo denominado La Marinha, cerca de Cascaes, a donde, por orden del general Mola, había ido a recogerlo el aviador Juan Antonio Ansaldo, que sobrevivió al accidente ―en contra de lo que aseguró Ansaldo en sus memorias (que el accidente se debió al exceso de peso del equipaje del general Sanjurjo) Ángel Viñas, basándose en el propio relato de Ansaldo y contando con el asesoramiento de un piloto de aviación profesional, ha afirmado que el accidente fue debido al «capricho de Ansaldo y su impericia»―. La muerte del general Sanjurjo en Portugal «dejó a la sublevación sin jefatura única e indiscutible y, aún más, todavía más lejos de una dirección política definida y con menos posibilidad de encontrarla», afirma Julio Aróstegui. Según Ángel Viñas, con la muerte de Sanjurjo el proyecto de los monárquicos quedó descabezado.

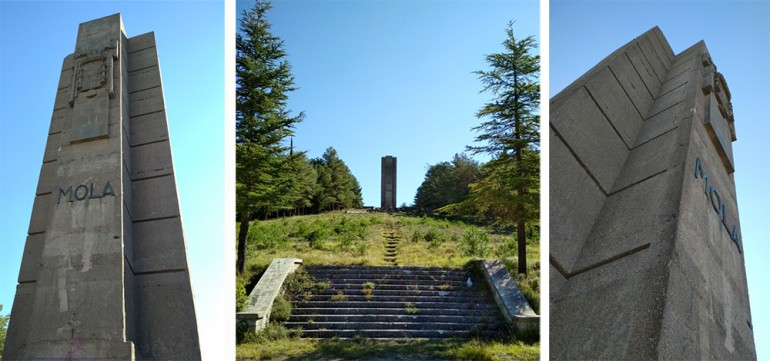
Monumento en honor del general Mola y sus cuatro acompañantes en el avión que se estrelló el 3 de junio de 1937 en Alcocero, provincia de Burgos. Con la muerte de Mola ya no quedó ningún general que pudiera haber cuestionado la jefatura del Generalísimo Franco. Según Roberto Muñoz Bolaños, la muerte del general Mola «significó el fin definitivo del proyecto político sobre el que se había sustentado la rebelión».

Cuatro días después, el 24 de julio, se formaba en Burgos la Junta de Defensa Nacional que asumía «todos los poderes del Estado» en la zona sublevada. Al formarse la Junta, con dos representantes suyos, la UME se autodisolvió. Sin embargo, según Roberto Muñoz Bolaños, fue la muerte del general Mola el 3 de junio de 1937, también en accidente de aviación, lo que «significó el fin definitivo del proyecto político sobre el que se había sustentado la rebelión». «Con este fallecimiento, el general Franco se quedó sin rivales por la primera posición que había alcanzado en los primeros compases de la guerra y no quedó ningún general que pudiera hacer sombra a su liderazgo», afirma Pilar Mera Costas.

#### Las razones del fracaso relativo del golpe
Los golpistas de julio de 1936 no triunfaron completamente a diferencia de lo que había ocurrido trece años antes con el golpe de Estado de Primo de Rivera. Santos Juliá destacó hace tiempo las diferencias en las condiciones de los dos golpes que explicarían en gran medida el relativo fracaso del de 1936 y el éxito del de 1923. La primera diferencia fue que los golpistas no contaban con la totalidad del Ejército (ni de la Guardia Civil ni de las otras fuerzas de seguridad). «Las divisiones que se habían manifestado en el seno del propio ejército desde la Dictadura... durante la República habían alcanzado un singular grado de virulencia con la creación de uniones militares enfrentadas por la cuestión del régimen político [la UME, Unión Militar Española, monárquica; y la republicana Unión Militar Republicana Antifascista, UMRA, con una influencia mucho más reducida]. Estas divisiones arruinaban la posibilidad de organizar un golpe apoyado en la totalidad de la corporación militar». Lo contrario de lo que sucedió en 1923. Esta primera diferencia ha sido subrayada por otros historiadores.
La segunda diferencia fue que los golpistas tampoco pudieron contar como en 1923 con la connivencia del jefe del Estado (el rey Alfonso XIII entonces, y el presidente de la República Manuel Azaña ahora). La tercera diferencia era que la actitud de las organizaciones obreras y campesinas no sería de pasividad ante el golpe militar, como en 1923, sino que como habían anunciado desencadenarían una revolución. Por estas razones se fue retrasando una y otra vez la fecha del golpe militar, y por eso, además, el general Mola, «El Director», buscó el apoyo de la «derecha subversiva, monárquicos de Renovación, Tradicionalistas y fascistas de Falange».
En la línea de Santos Juliá, Julián Casanova ha señalado que el «golpe militar encontró resistencia porque la sociedad española de 1936 no era la de 1923. Por ella había pasado la República que abrió la posibilidad histórica de solucionar problemas irresueltos, que encontró importantes factores de inestabilidad y que no puso, o no pudo poner, en marcha los recursos políticos adecuados para solucionarlos. Frente a un nivel de movilización política y social tan amplio como el propiciado por ese escenario, el golpe no podía acabar, como tantas veces en la historia contemporánea de España, en un mero pronunciamiento. Se necesitaba una nueva versión, violenta y definitiva, puesta en marcha ya por el fascismo en otros lugares de Europa, que cerrara la crisis y restaurara, tapándolas de verdad, todas las fracturas abiertas —o agrandadas— por la experiencia republicana».
Por otro lado, el fracaso del golpe selló el fracaso de la derecha política durante la Segunda República. «A la altura de julio de 1936, la CEDA había fracasado en su asalto electoral al poder, como lo había hecho FE de las JONS en su pretensión de convertirse en un partido fascista de masas. Tampoco los tradicionalistas habían conseguido desencadenar por sí mismos la cuarta guerra carlista. Sólo los monárquicos alfonsinos, en tanto que partido del golpe de Estado, pudieron considerar que el 18 de julio constituía el triunfo de su estrategia. Pero el golpe de Estado fracasó también, por eso hubo guerra civil».